# Chiese di Verona

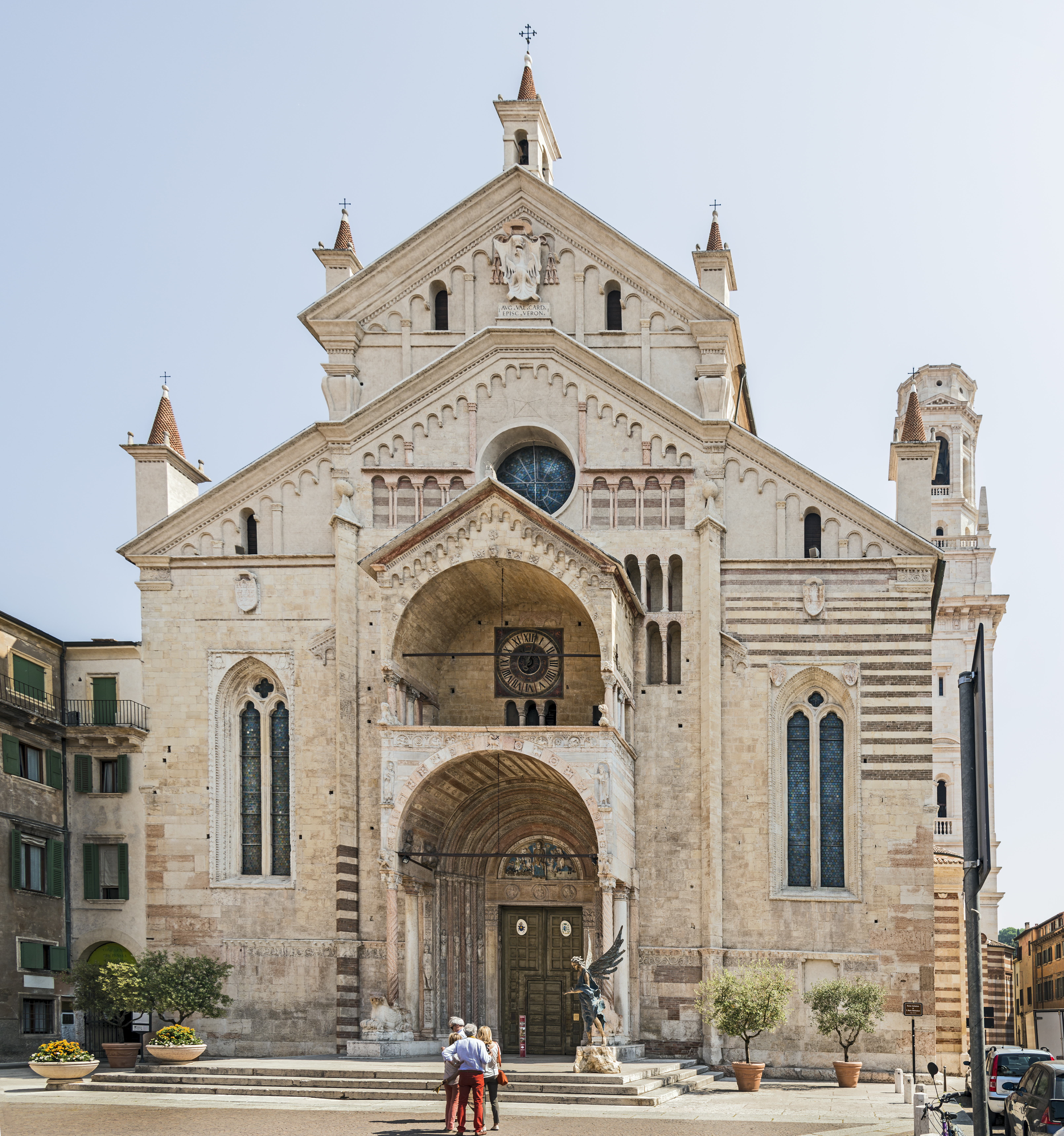
Il duomo di Verona, chiesa cattedrale della diocesi di Verona

Le chiese di Verona sono i luoghi di culto cattolico che sono sorti all'interno dei confini amministrativi del comune di Verona, testimonianze delle alterne vicende che la città ha vissuto nella sua storia.

## Storia

### Dalle origini al terremoto del 1117
Dei numerosi edifici sorti agli albori del cristianesimo a Verona sono rimaste limitate testimonianze; tra le prime sono da annoverare da basilica paleocristiana sorta nel IV secolo in corrispondenza dell'attuale complesso della cattedrale veronese, di cui sono sopravvissuti resti archeologici ancora visibili all'interno della chiesa di Sant'Elena, in particolare degli interessanti pavimenti musivi. Tra gli altri indizi archeologici vi sono anche le tracce rinvenute durante alcuni scavi che hanno permesso di ritrovare un'abside concentrica nelle fondazioni della chiesa dei Santi Apostoli.

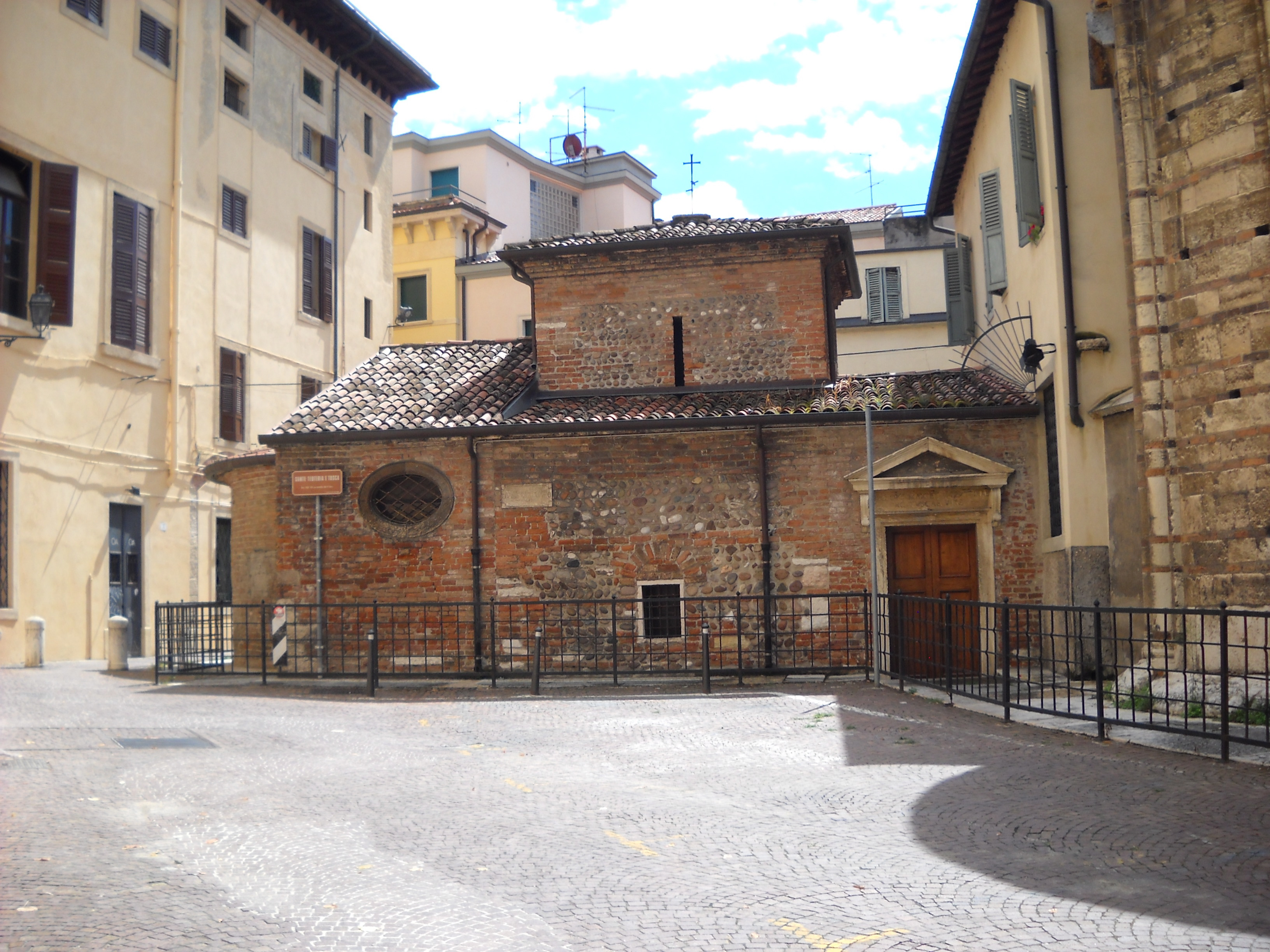
Il piccolo sacello delle Sante Teuteria e Tosca, martyrion del V secolo

Il sacello delle Sante Teuteria e Tosca, di cui ci è giunta gran parte delle murature del V secolo, è l'edificio più antico pervenuto fino a noi quasi integro. Adiacente all'abside della chiesa dei Santi Apostoli, è una costruzione a croce greca con piccola cupola a coprire la crociera, una tipologia di edificio che in età paleocristiana veniva destinato a contenere la tomba di qualche personaggio importante o, come in questo caso, di un santo. La chiesa conserva ancora la sua essenza paleocristiana nonostante abbia subito nel tempo alcune trasformazioni, in particolare l'aggiunta di alcuni spazi nel XIV secolo, quando divenne cappella funeraria della famiglia Bevilacqua e assunse un impianto planimetrico quadrato; 
Sempre alla stesso secolo appartengono vaste porzioni murarie della chiesa di Santo Stefano, che subì comunque alcune trasformazioni in epoca altomedievale e romanica; questo edificio, edificato extra moenia e incluso nelle mura di Verona solo più tardi, risulta particolarmente importante per la storia della Chiesa veronese, in quanto fu quasi certamente sede vescovile dalla fine del V secolo fino al vescovado di Annone, nell'VIII secolo. Si trattava, probabilmente, di un edificio preceduto da un quadriportico e con una pianta ad aula unica terminante in un'abside; decisamente insolita la disposizione a navata unica unica, visto che la maggior parte delle chiese paleocristiane erano caratterizzate da tre navate, anche se trova diverse esempi in altre costruzioni religiose coeve in Lombardia e nel centro Europa.

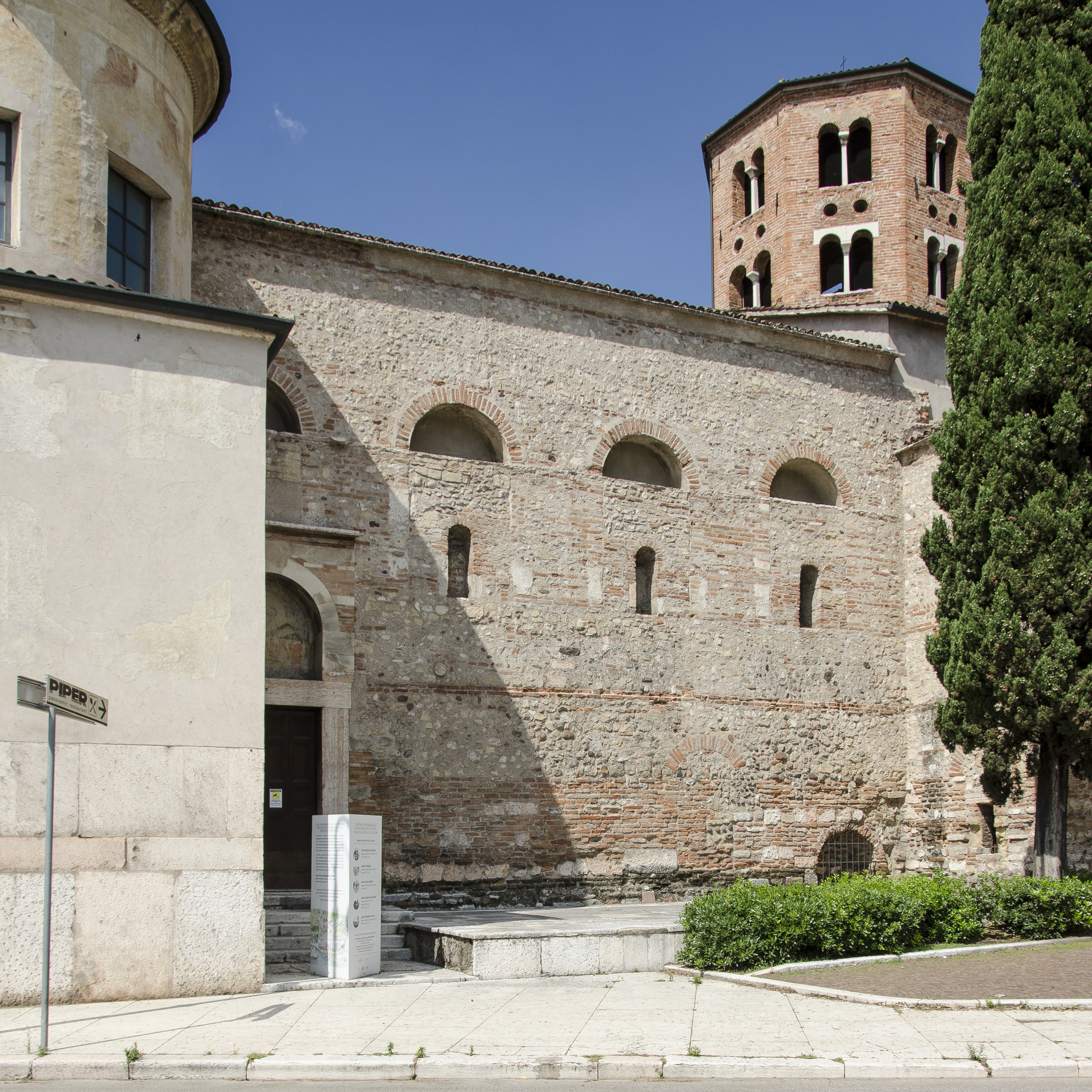
Il muro meridionale della chiesa di Santo Stefano, risalente al V secolo

In epoca longobarda e franca sorsero numerose chiese e monasteri, edifici per lo più conosciuti grazie a due importanti testimonianze di quel periodo: il Versus de Verona, un componimento in prosa ritmica databile al regno di Pipino, e l'Iconografia rateriana, una mappa che il vescovo Raterio fece realizzare intorno alla metà del X secolo. Questi importanti documenti scritti ci permettono di conoscere quali chiese erano già esistenti all'epoca tra cui si ricordano in particolare la chiesa di Santa Maria Matricolare, il battistero di San Giovanni in Fonte, la chiesa di Sant'Elena e la chiesa di Santa Maria Antica nel centro più antico, quindi la chiesa di San Giovanni in Valle al di là dell'Adige e il monastero benedettino di San Fermo nelle sue vicinanze. All'interno delle mura i documenti ricordano anche la presenza dei monasteri di Sant'Eufemia e la chiesa di San Lorenzo, mentre al di fuori i monasteri dei Santi Nazaro e Celso e di Santa Maria in Organo, quest'ultimo sotto la giurisdizione del patriarca di Aquileia. Tutti questi edifici, alcuni dei quali gravemente danneggiati dall'invasione degli Ungari del 932, subirono nei secoli successivi trasformazioni significative, per cui pochi resti materiali sono giunti inviolati fino ad oggi.

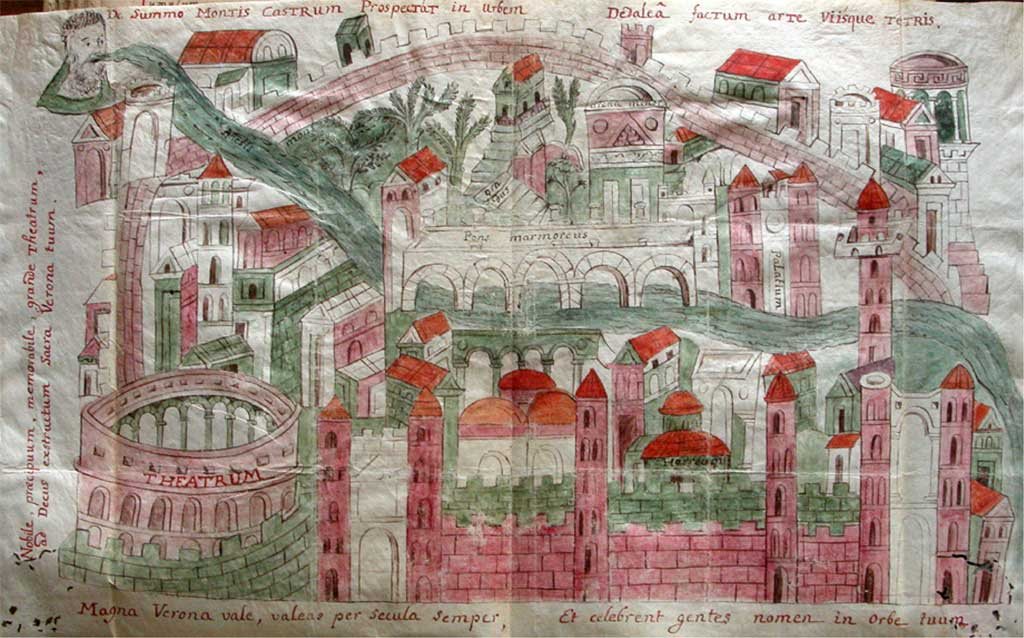
L'Iconografia rateriana, la più antica rappresentazione della città di Verona che si conosca

Nel Versus de Verona, inoltre, vi fu il primo tentativo di descrivere Verona come una piccola Gerusalemme; con l'intento di rendere l'immagine della città il più possibile aderente all'ideale di purezza della Gerusalemme celeste, nel testo si cercò di riscattare la fondazione pagana di Verona volgendo grande attenzione alla storia sacra dell'abitato. Questo parallelismo tra le due città venne celebrato, diversi secoli dopo, anche nel proemio agli Statuti del Comune di Verona, scritti nel 1450 da Silvestro Lando, umanista erudito, e nello stesso sigillo della città approvato il 26 febbraio 1474, dove comparve l'iscrizione «Verona minor Hierusalem di(vo) Zenoni patrono». Tornando all'alto medioevo, era soprattutto l'immagine della città a dettare i termini di paragone con Gerusalemme, e durante la rinascita carolingia fu in particolare l'arcidiacono Pacifico a dare impulso al rinnovamento architettonico; fu quindi in quel momento che le venne attribuito il nome di minor Hierusalem, trovando diverse analogie tra le antiche forme di Verona e Gerusalemme. Infatti, se a Gerusalemme il torrente Cedron che scorre fuori dalle mura separava le colline del Calvario dal monte Oliveto, similmente a Verona si vedeva l'Adige separare il monte Oliveto, dove sorge la chiesa della Santissima Trinità, dal brullo monte Cavro, dove sorge la chiesa di San Rocchetto, detta in passato chiesa del Santo Sepolcro e dove si ergevano tre croci.
Momento di forte cesura fu il catastrofico terremoto di Verona del 1117, che provocò ingenti danni alla maggior parte dei monumenti causando la sostanziale scomparsa dalla città della maggior parte delle testimonianze altomedievali; questo fatto, a sua volta, lasciò lo spazio per un'ampia diffusione dello stile romanico, utilizzato nella ricostruzione delle chiese colpite. Questo evento fu così cruciale per la città che la crisi economica e sociale che la attanagliò subito dopo il sisma offrì a una nuova classe cittadina l'opportunità di prendere il potere, di instaurare una forma di governo locale autonomo e istituire a Verona uno dei primi liberi Comuni italiani.

### La ricostruzione post-sisma: il romanico veronese

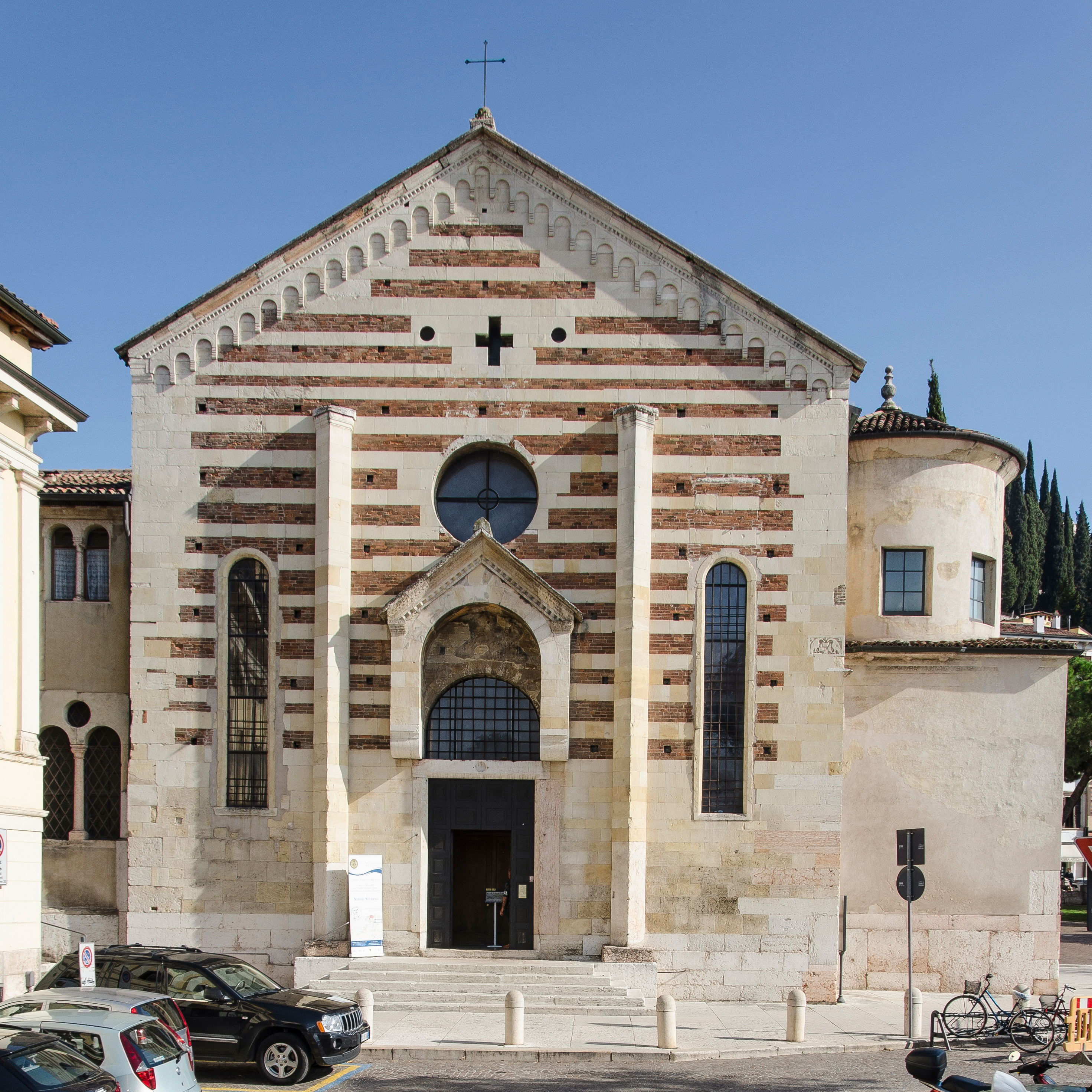
La facciata della chiesa di Santo Stefano presenta diversi elementi tipici del romanico veronese, come l'alternanza di corsi di tufo e di mattoni, l'utilizzo di contrafforti e di cornici sottogronda

Il XII secolo fu quindi un periodo florido per l'architettura veronese; sia l'alto numero di edifici chiesastici che le loro peculiarità rendono l'architettura romanica di Verona tra le più interessanti nonostante sia meno nota rispetto all'architettura romanica lombardo-emiliana, probabilmente perché il romanico veronese, con la sola eccezione dell'esuberante basilica di San Zeno, presenta complessi edilizi discreti e severi, assenti da decorazioni scultoree. Il linguaggio veronese, infatti, è solo in parte legato a quello emiliano mentre trova alcuni elementi di impronta veneziana: in particolare dalla laguna si possono trovare somiglianze nell'adozione dell'impianto planimetrico basilicale, nella quasi assenza delle volte e nell'utilizzo, invece, di ampie capriate lignee di copertura; le tipologie di piante trovano però alcuni riscontri anche nell'architettura cluniacense della Francia settentrionale.
Tra le altre caratteristiche che si ritrovano nel romanico veronese vi è la spiccata verticalità data dall'utilizzo esterno di lesene e semicolonne (spesso con capitelli di ordine corinzio, quindi ripetizioni di elementi decorativi classici che erano facili da ritrovare in città) addossate alla muratura oltre alla mancanza, nella maggior parte dei casi, di elementi architettonici o decorativi orizzontali, se non per le cornici scolpite in tufo che coronano i prospetti. Vi è poi la tecnica costruttiva delle pareti, che diviene per un lungo periodo di tempo una costante, cioè l'utilizzo nella muratura di corsi in conci di tufo alternati a corsi in mattoni di laterizio, che creano tra l'altro effetti cromatici vivaci.

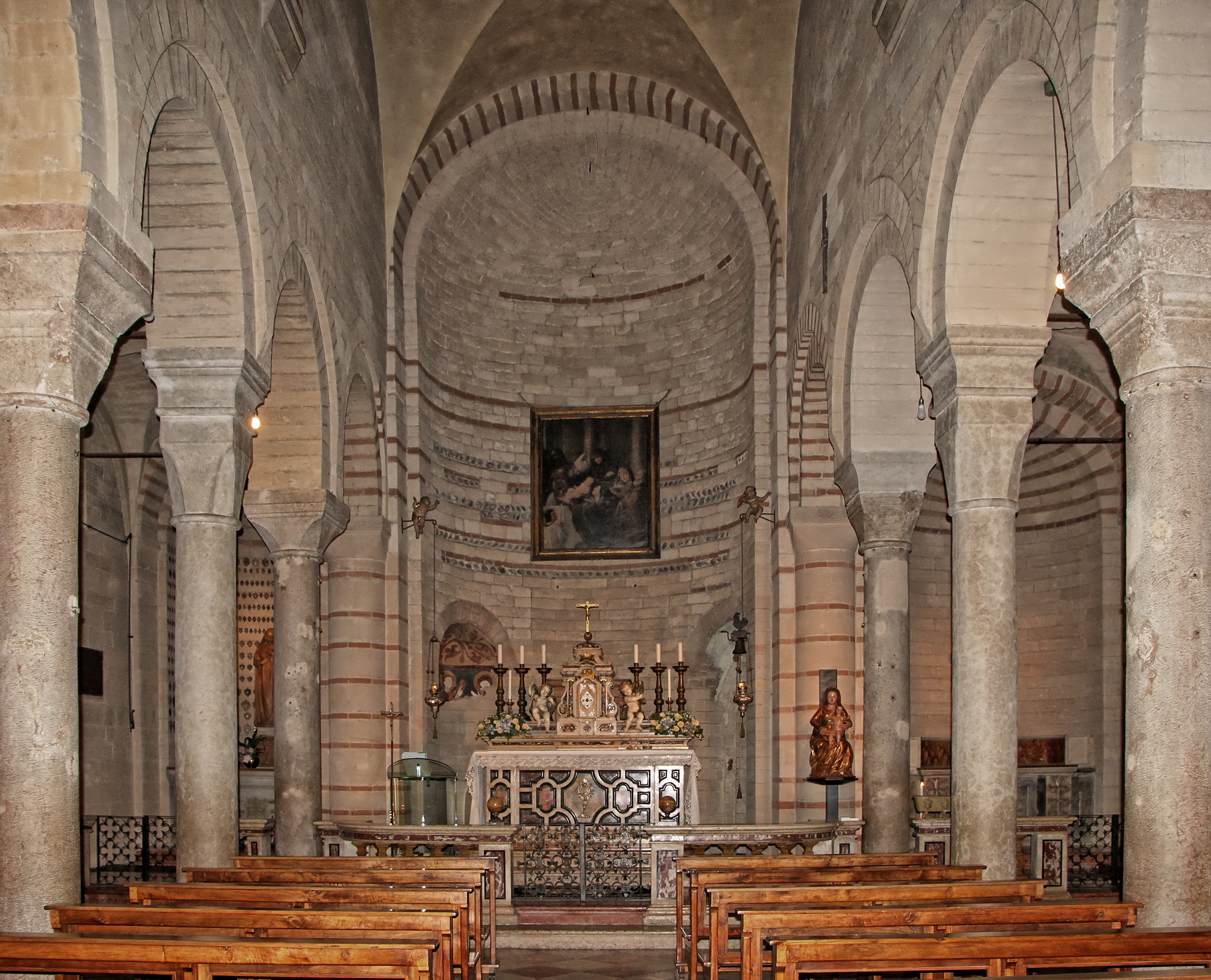
Il suggestivo interno della chiesa di Santa Maria Antica

Tra gli esempi più suggestivi di questo fiorire di architetture religiose vi è la chiesa di Santa Maria Antica, celebre soprattutto perché i principi di Verona, i Della Scala, edificarono a fianco di essa, divenuta loro cappella personale, un piccolo capolavoro dell'architettura gotica, le cosiddette arche scaligere. L'interno dell'edificio chiesastico si contraddistingue per la presenza di tre navate separate da due file di colonne con capitelli piuttosto rozzi, a forma di piramide rovesciata, con le navate laterali coperte da volte a crociera e la navata centrale, originariamente, coperta da capriate lignee.

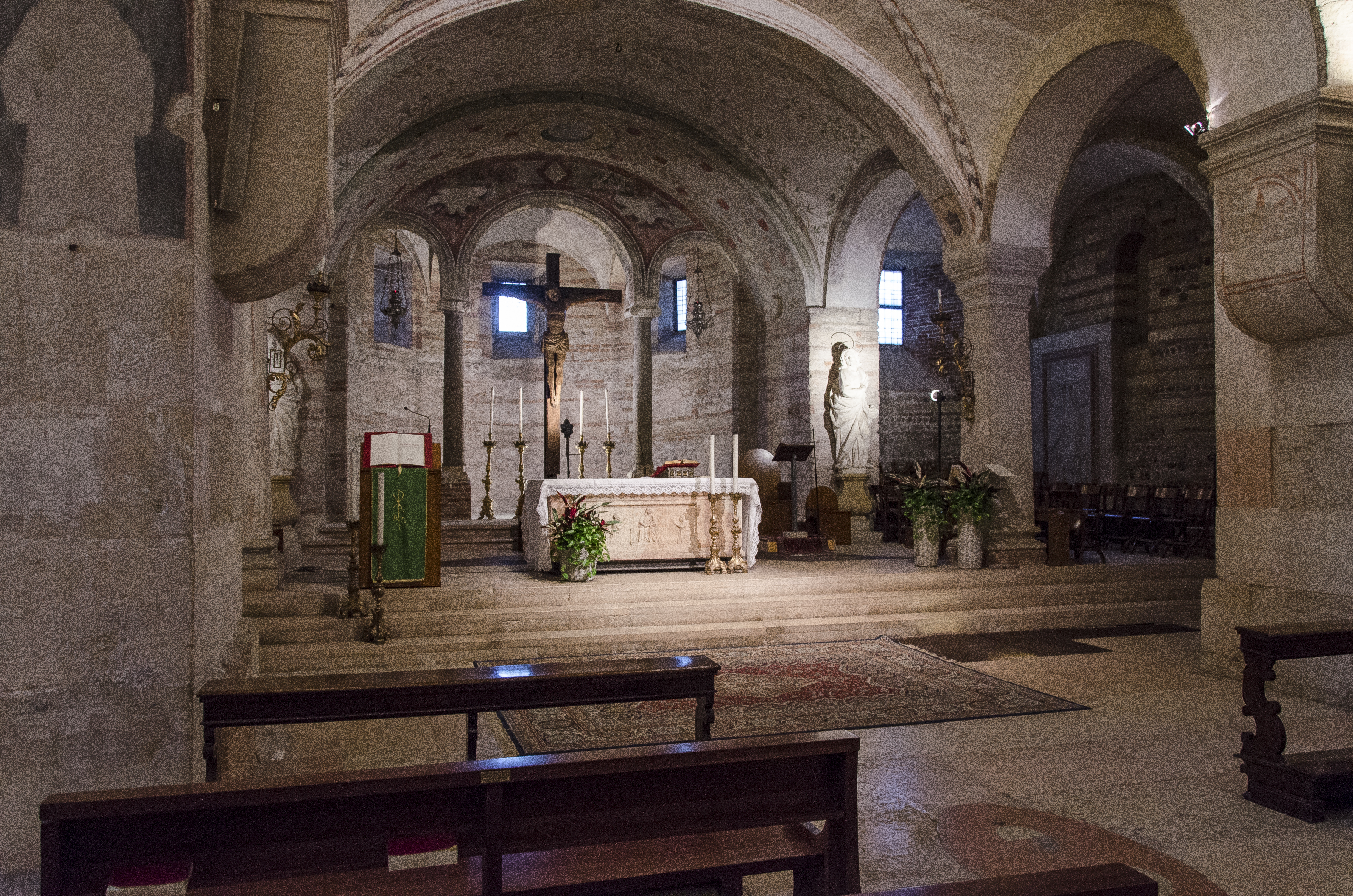
La cripta della chiesa di San Fermo Maggiore, detta anche "chiesa inferiore"

Tra le più antiche costruzioni romaniche vi è la chiesa di San Fermo Maggiore, la cui edificazione iniziò prima del terremoto e terminò nel XII secolo. Il peculiare edificio prevedeva fin dall'origine la sovrapposizione di due chiese identiche in pianta; se la chiesa superiore venne rifatta in stile gotico, quella inferiore presenta sostanzialmente intatto l'aspetto originario, con le navate laterali separate dalla centrale da un'alternanza di pilastrini quadrati e pilastri cruciformi (anche se la navata centrale, per questioni tecniche, venne suddivisa longitudinalmente da una serie di esili pilastrini), e un breve transetto con absidi orientate nella stessa direzione delle tre absidi maggiori, poste in corrispondenza delle navate. Lo spazio è infine coperto da una fitta copertura a volte a crociera.

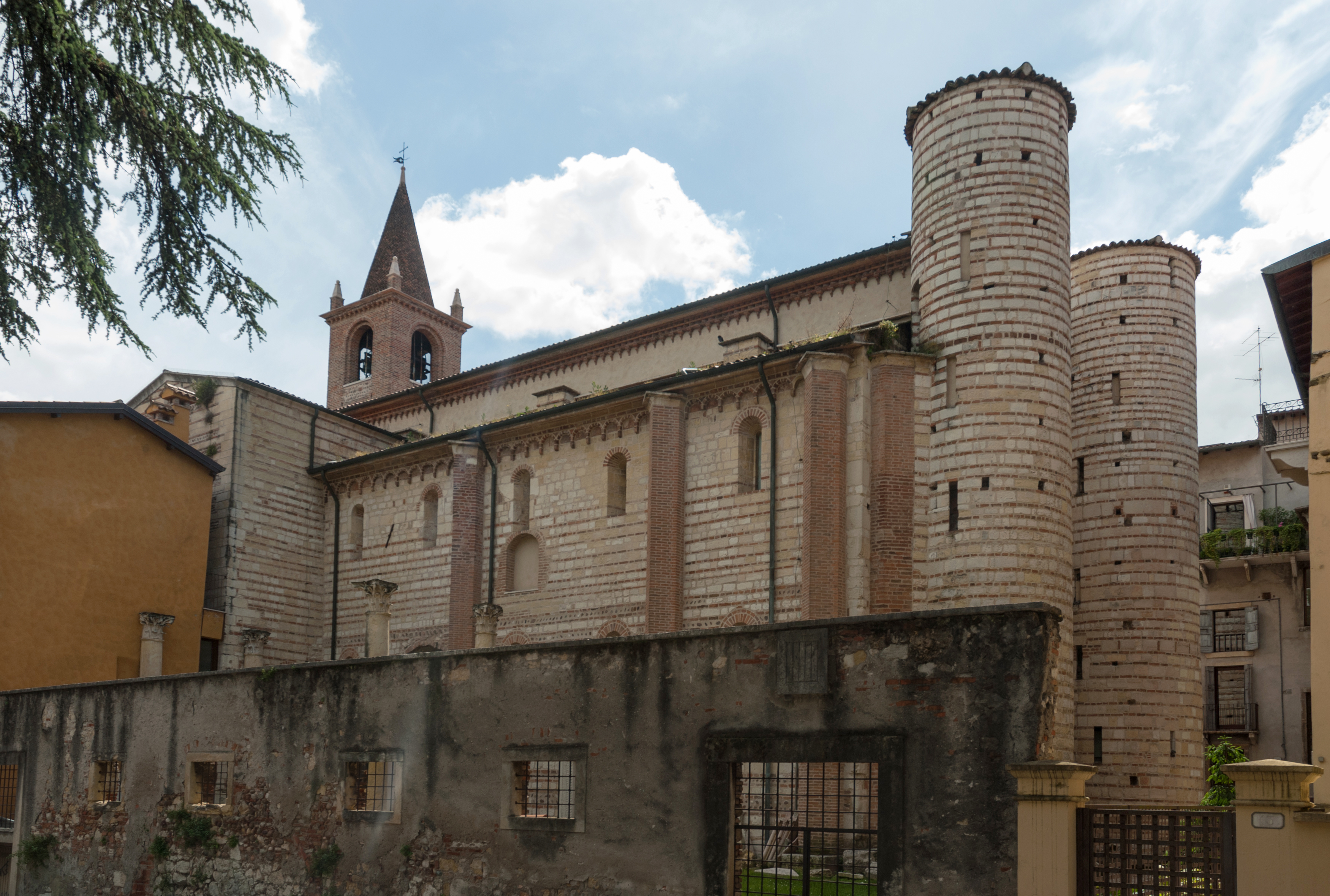
La chiesa di San Lorenzo con le due torri scalari in facciata

Significativi per lo sviluppo della città comunale furono due complessi sorti sui fianchi dell'antica via Postumia, una strada che da porta Borsari si estendeva verso il contado: la chiesa di San Lorenzo e quella, già citata, dei Santi Apostoli. La prima presenta una pianta simile a quella della chiesa inferiore di San Fermo, con il transetto i cui corti bracci sono articolati in due campate e dotati di absidi orientate. L'edificio presenta un esterno severo e compatto, ritmato da massicci contrafforti e da due alte torri scalari cilindriche che racchiudono la facciata a capanna; le due torri sono un elemento nuovo nell'architettura padana e rimandano piuttosto alla tradizione nordica. Pure l'interno è estremamente peculiare grazie alla presenza, unicum per l'architettura padana, di un matroneo che corre anche lungo la controfacciata e non solo in corrispondenza delle navatelle laterali. Queste ultime sono separate dalla navata centrale da archeggiature imposta su pilastri cruciformi alternati a colonne e sono coperte da una teoria di volte a crociera, mentre la navata centrale è coperto da capriate lignee.
La chiesa dei Santi Apostoli presenta una pianta tipica dell'architettura normanna e borgognone, con tre navate che terminavano in tre absidi, di cui quella centrale molto profonda e quelle laterali ricavate nello spessore del muro. La facciata monocuspidata è ritmata da quattro contrafforti simili a quelli di San Lorenzo, tuttavia la chiesa fu sopraelevata e le navate ridotte ad una sola durante le trasformazioni che l'edificio subì nel XVI secolo; le tracce della costruzione romanica sono comunque evidenti all'esterno, in quanto la parte sopraelevata è stata intonacata mentre quella romanica è caratterizzata dal tipico paramento a vista del romanico veronese, con corsi alternati di mattoni e di tufo.

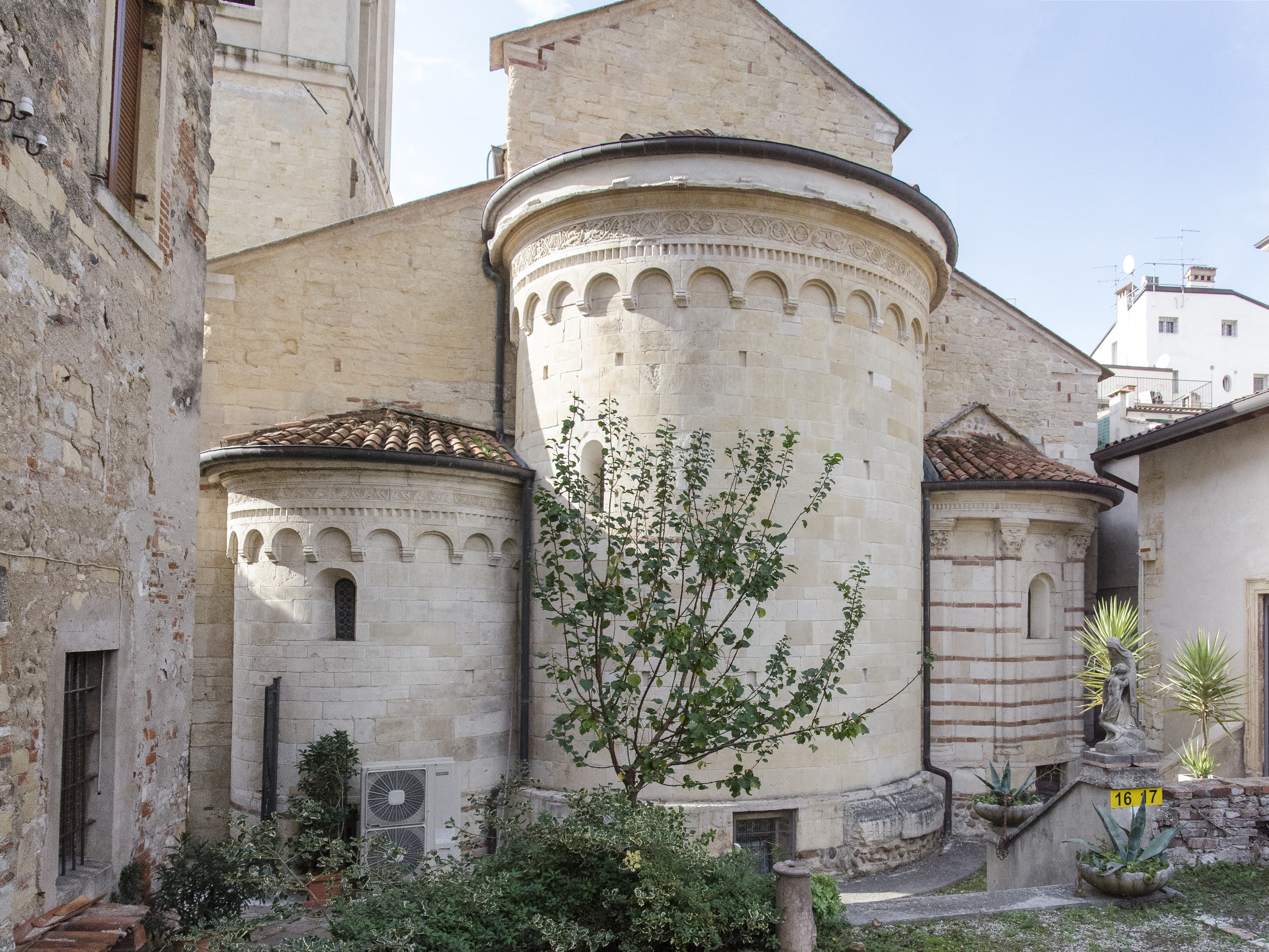
Il retro della chiesa di San Giovanni in Valle, con le absidi sporgenti coronate da fregi classici e con quella di destra dotata di lesene con capitelli corinzi

Passando sull'altra sponda dell'Adige, nel quartiere di Veronetta, si trova la chiesa di San Giovanni in Valle, realizzata a partire dal 1120 sui resti di un edificio dell'VIII secolo: questa è una delle opere più preziose del romanico maturo veronese, ove si legge l'ormai raggiunto equilibrio tra pianta e alzato, l'uso della pianta basilicale a tre navate separate da colonne alternate a pilastri, ma con la rinuncia, all'esterno, dell'alternanza cromatica derivata dall'uso di mattoni e tufo. In questo caso il decoro esterno è infatti affidato all'utilizzo di conci regolari in tufo e al fregio classico che corona alcuni prospetti. La maggiore sensibilità classica si legge in particolare nell'ampiezza delle masse emergenti delle absidi (di cui la settentrionale dotata di lesene coronate da capitelli corinzi finemente scolpiti), e si ripropone nella misura del campanile, collegato all'edificio per mezzo di una grande arcata a tutto sesto che ricorda il romano ponte Pietra, e nel ritmo delle arcatelle del chiostro, di cui però è sopravvissuto solo un braccio. L'interno della chiesa possiede una linearità, data dalle tre semplici navate coperte da capriate lignee, interrotta solo dal presbiterio rialzato, sotto il quale trova spazio la cripta, mentre la fioca illuminazione naturale proveniente da strette monofore aperte sulla navata centrale ricreano l'originale e suggestiva atmosfera.

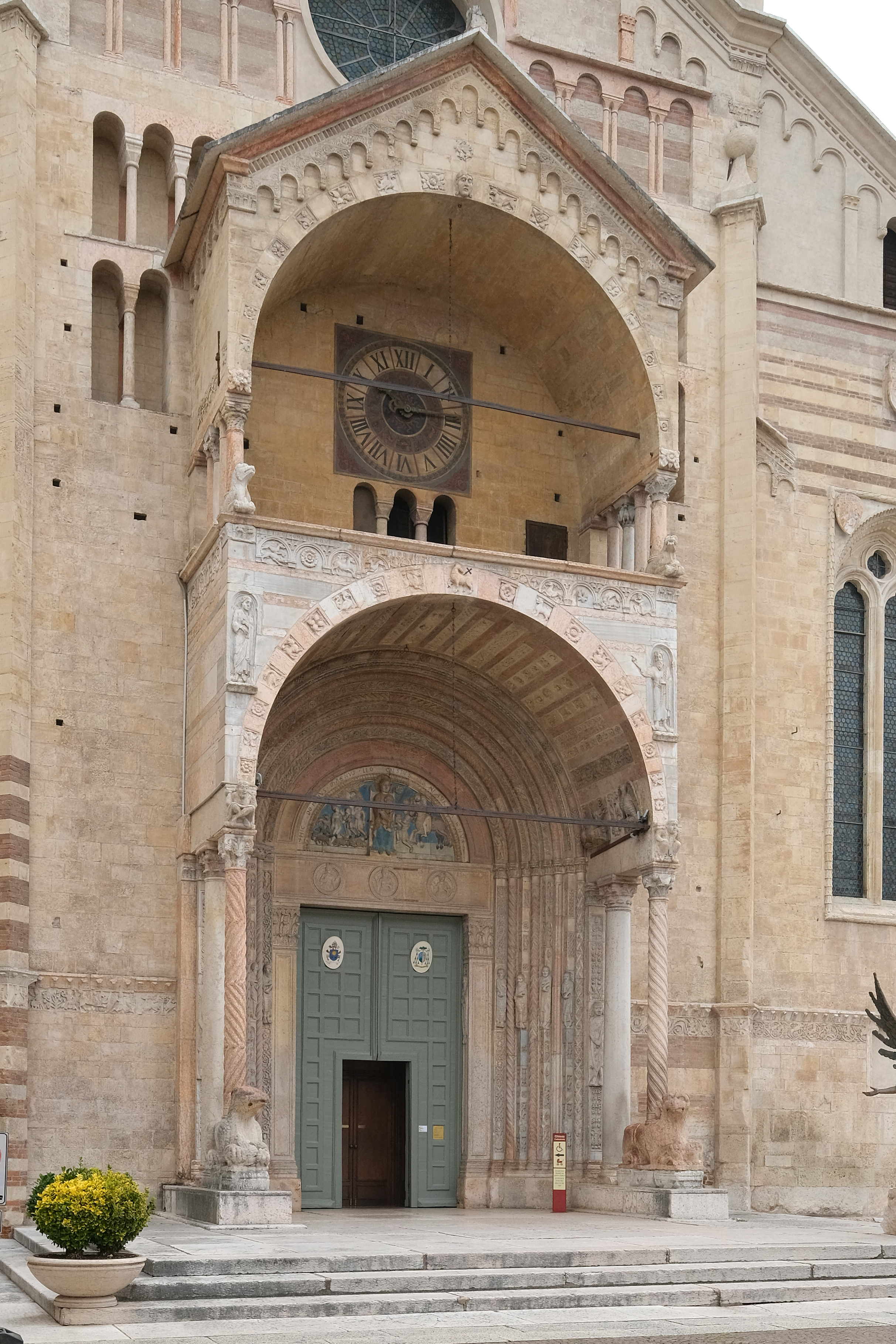
Il portale del Duomo, opera del 1139 di Niccolò

Un complesso di grande interesse è quello della Cattedrale, costituito, oltre che dalla chiesa madre della diocesi di Verona, anche dal chiostro dei Canonici, dal battistero di San Giovanni in Fonte e dalla Chiesa di Sant'Elena, quest'ultima costruita sopra strutture di epoca romana. Questo complesso divenne dall'età comunale un centro religioso dallo sviluppo autonomo rispetto a quello civile, anche dal punto di vista urbanistico, tanto che vide lo stratificarsi di numerose strutture nel corso dei secoli. Il Duomo subì nel tempo diverse trasformazioni, tuttavia all'esterno conserva ancora diversi aspetti della chiesa romanica, in particolar modo nella parte bassa della facciata (sopraelevata nel XV secolo), lungo il fianco meridionale e nella zona absidale. Assai pregevole il portale a doppio protiro, opera dello scultore Niccolò, il quale forse partecipò anche al disegno dell'edificio; imponente la zona absidale, geometricamente semplice, con il coro che si staglia sulla scenografia creata dal gioco di navata centrale e navatelle laterali, e un slanciato verticalismo spinto grazie alla mancanza di elementi orizzontali e dalla presenza di snelle lesene con capitelli corinzi, decorati con teste di animali.
Come anticipato, del complesso fanno parte altre due chiese ricostruite negli stessi anni: il battistero di San Giovanni, consistente in una piccola chiesa a tre navate absidate separate da archeggiature su colonne alternate a pilastri e coperte da capriate lignee, al cui centro si trova il monumentale fonte battesimale ottagonale, opera attribuita a Brioloto de Balneo e alla sua bottega; quindi la chiesetta di Sant'Elena, ad aula unica coperta da capriate e illuminata da strette monofore, il cui sistema costruttivo riprende l'alternanza di fasce di conci di tufo e corsi di mattoni.

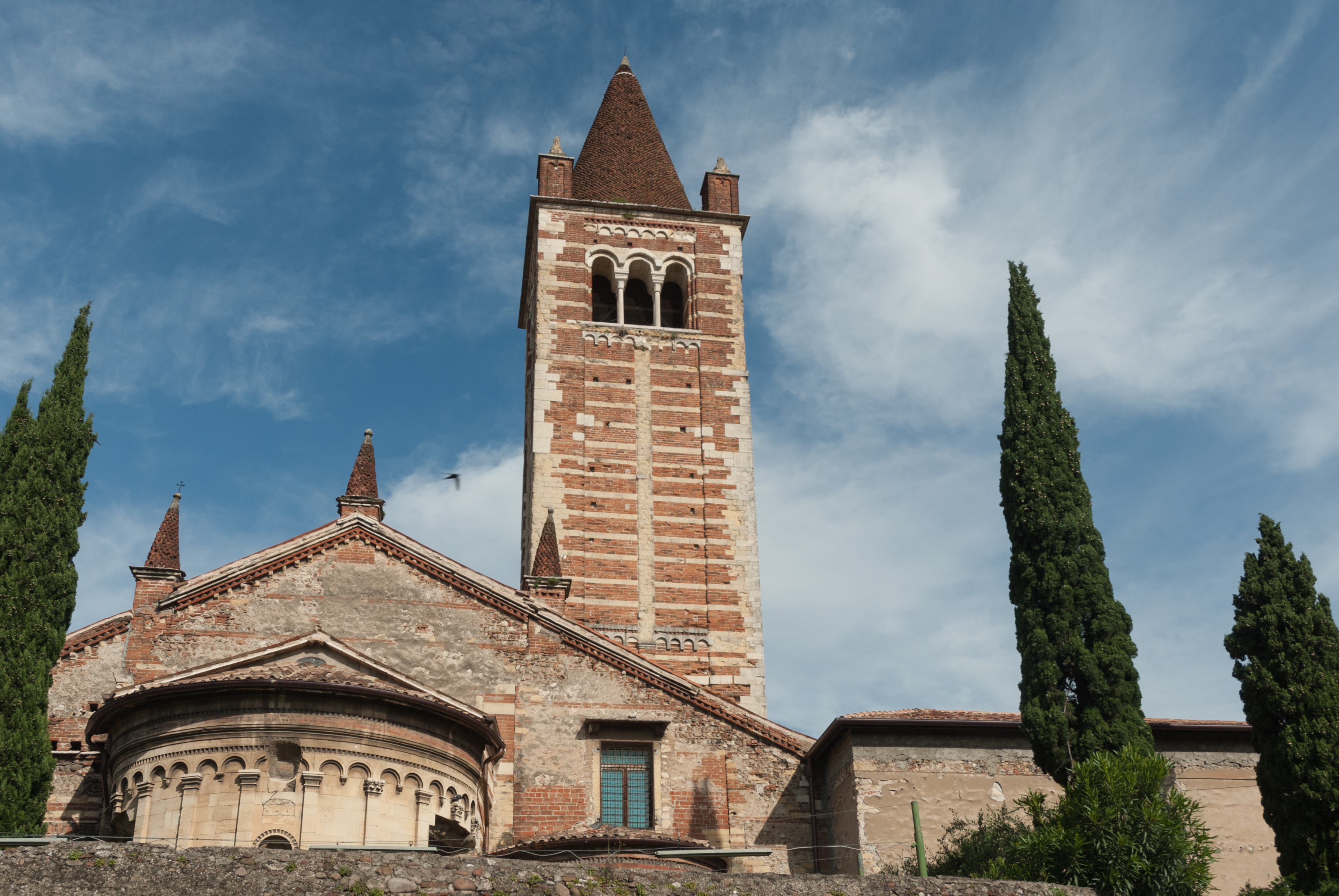
Il campanile e l'abside della chiesa della Santissima Trinità in Monte Oliveto

In posizione isolata (quando venne edificata) si trova invece la chiesa della Santissima Trinità in Monte Oliveto, un angolo di città pittoresco posto su una piccola altura che dà il nome all'edificio, voluto dalla congregazione vallombrosana. La pianta è piuttosto semplice anche se l'abside maggiore è affiancata da due cappelle laterali absidate che vanno a formare uno pseudotransetto, mentre la facciata è anticipata da un atrio coperto ma aperto lungo due lati da una teoria di arcatelle impostate su colonnine binate. La parte più caratteristica è però la torre campanaria, con il tipico paramento bicromo del romanico veronese e una divisione in tre ordini mediante tre filari di archetti pensili in tufo, e una snella lesena che percorre tutto il fusto; sulla cella campanaria, sormontata da una copertura conica, si aprono delle trifore con colonnine binate che sostengono gli archi a doppia ghiera.

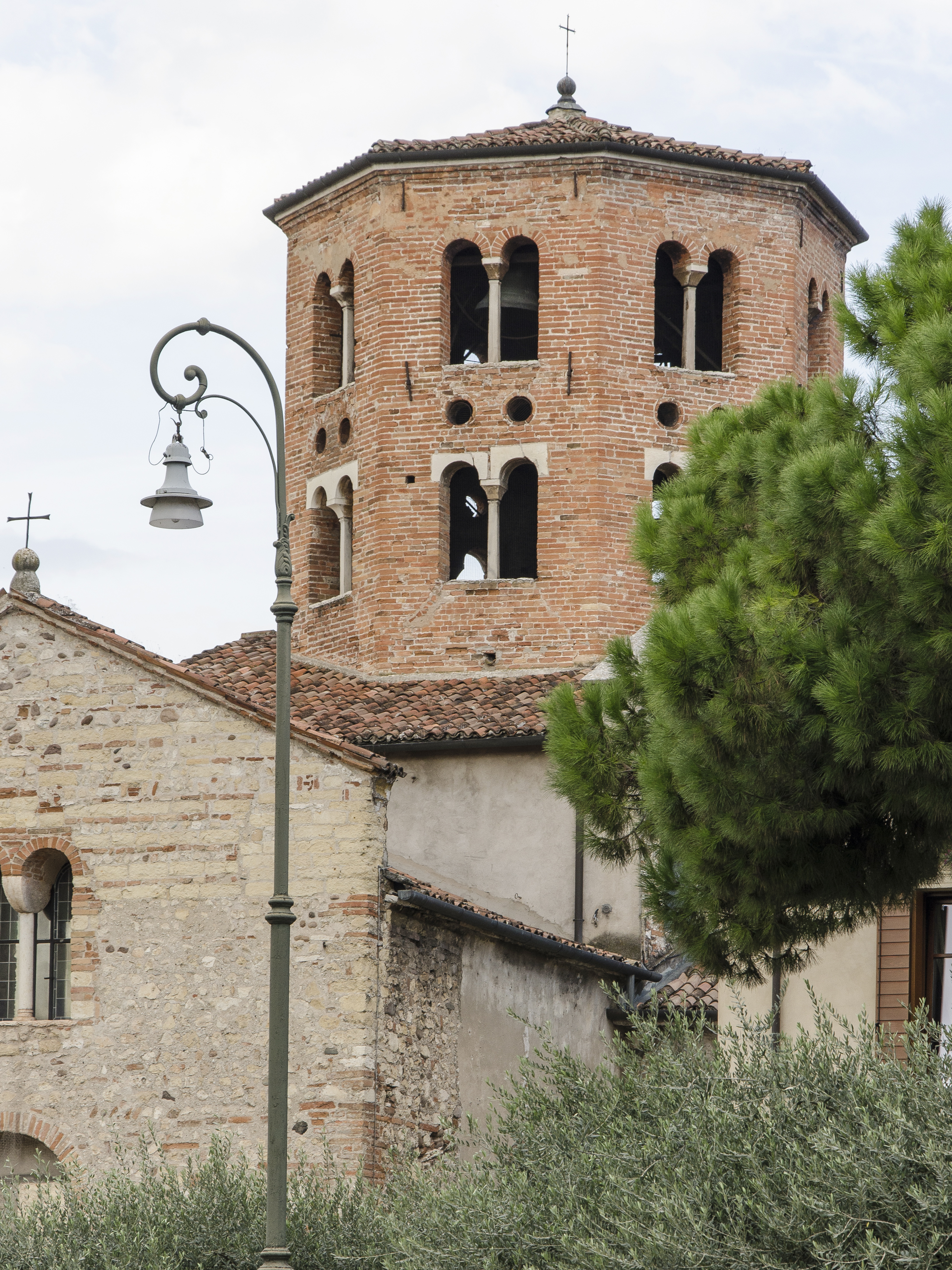
Il tiburio, che richiama quelli del romanico lombardo, della chiesa di Santo Stefano

Ritornando oltre l'Adige e alla già citata chiesa di Santo Stefano, il suo ampliamento e le riparazioni di epoca romanica portò alla costruzione di una nuova facciata dove si possono riscontrare tutti gli stilemi del romanico veronese, mentre un unicum nel panorama di Verona è il tiburio ottagonale, che si innesta sulla crociera del transetto con le navata, ingloba una piccola cupola e si contraddistingue per la presenza di due ordini di bifore; esso richiama evidentemente una tipologia di elemento presente soprattutto nell'area lombarda.
L'esempio più alto del romanico veronese è però rappresentato dalla basilica di San Zeno, un edificio che va a chiudere adeguatamente il capitolo su quest'epoca, espressione matura e anticipante alcuni motivi gotici, il cui delicato lessico rimanda chiaramente al linguaggio emiliano coevo piuttosto che a quello severo che aveva contraddistinto l'architettura in città fino a quel momento. Essa venne costruita nell'arco di tutto il XII secolo, anche se le origini sono anteriori e si rimandano alla la presenza della ricca abbazia di San Zeno, tanto influente da provocare la nascita dell'omonimo borgo fuori dalla cinta muraria romana e comunali di Verona.

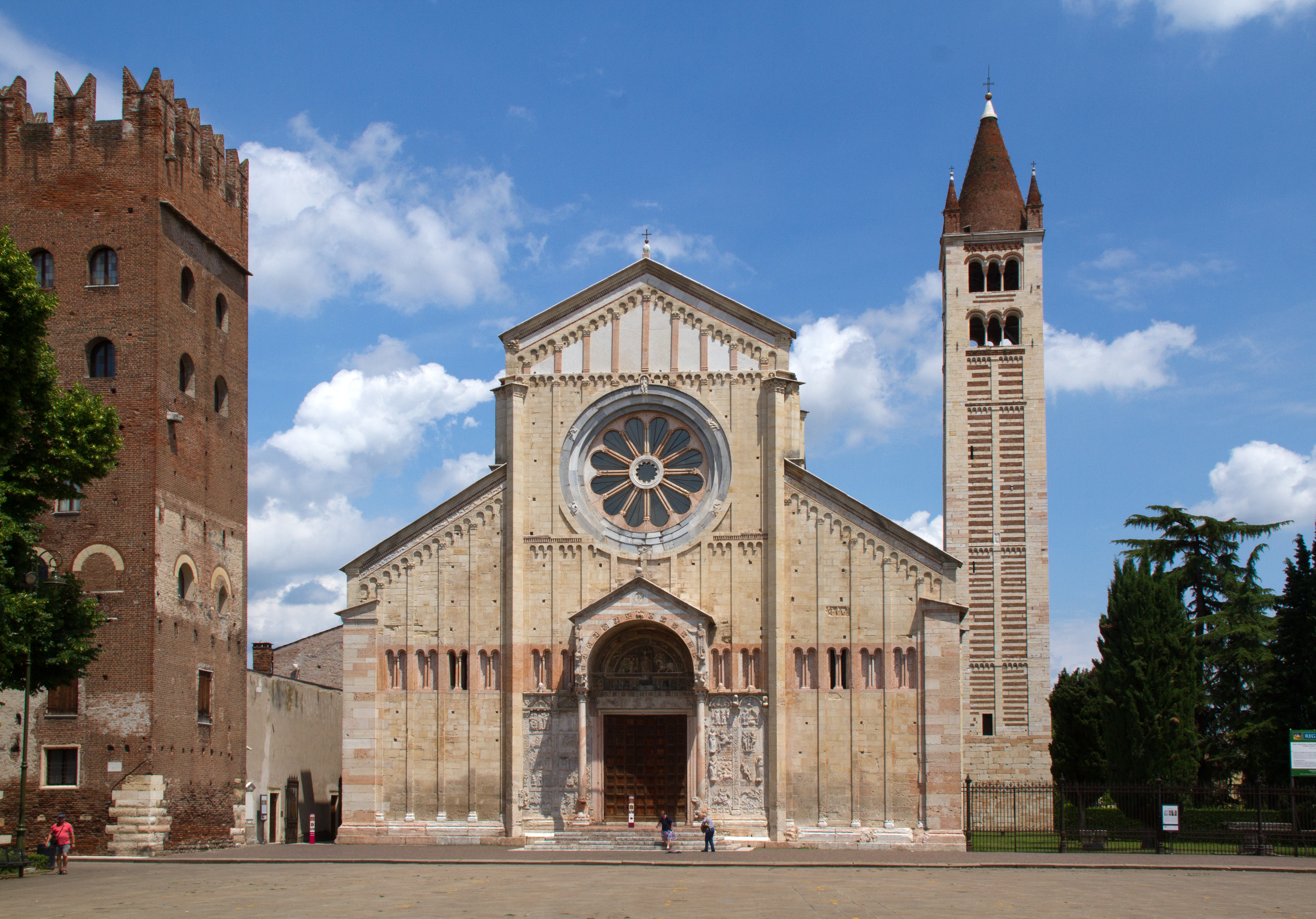
La facciata della basilica di San Zeno, espressione più alta del romanico maturo veronese, di chiara derivazione emiliana

L'importanza dell'edificio principale dell'abbazia, che fronteggia piazza San Zeno, racchiuso a sinistra dalla torre abbaziale e a destra dalla romanica chiesa di San Procolo, si può intuire ammirando il lungo fronte meridionale con gli spioventi digradante a coprire le navate della chiesa. Al primo momento del cantiere risale l'imponente torre campanaria che si staglia a meridione di San Zeno, costruita in filari alterni di tufo e laterizio, suddivisa in ordini da archetti pensili e coronata da un doppio ordine di trifore, riproponendo quindi la tipologia di quello della Santissima Trinità ma in proporzioni ben diverse. La facciata a salienti è l'elemento più celebre anche grazie alla presenza del celebre portale bronzeo; essa venne realizzata in occasione del prolungamento dell'edificio realizzato nel XIII secolo, costruita con l'uso di tufo e marmi che creano un gioco cromatico più elegante rispetto a quello più vivace del primo romanico cittadino. Viene interrotta da una fascia di bifore che la percorrono per tutta la lunghezza, scandite da una serie di lesene, mentre al centro si apre la Ruota della Fortuna, ovvero il rosone opera del maestro Brioloto de Balneo. Infine, l'interno, suddiviso in tre navate da archeggiature che si impostano su massicce colonne e pilastri cruciformi, ha una vastità che non trova riferimento nelle altre chiese romaniche cittadine. Chiara introduzione al gotico si riscontra nel chiostro, dove le arcatelle a doppia ghiera sostenute da colonne in marmo sono, in due bracci, ad arco a sesto acuto, primo esempio dell'utilizzo di questo elemento a Verona, così come nella torre abbaziale dove le finestre assumono dimensioni maggiori e all'alternanza dei mattoni e del tufo si sostituisce l'utilizzo esclusivo della muratura in cotto. Entrambe le strutture risalgono per lo più al Duecento secolo, quindi ad una fase ormai tarda e di poco precedente a trasformazioni, in particolare politiche, che coinvolgeranno la città.

### Due e Trecento: il passaggio al gotico

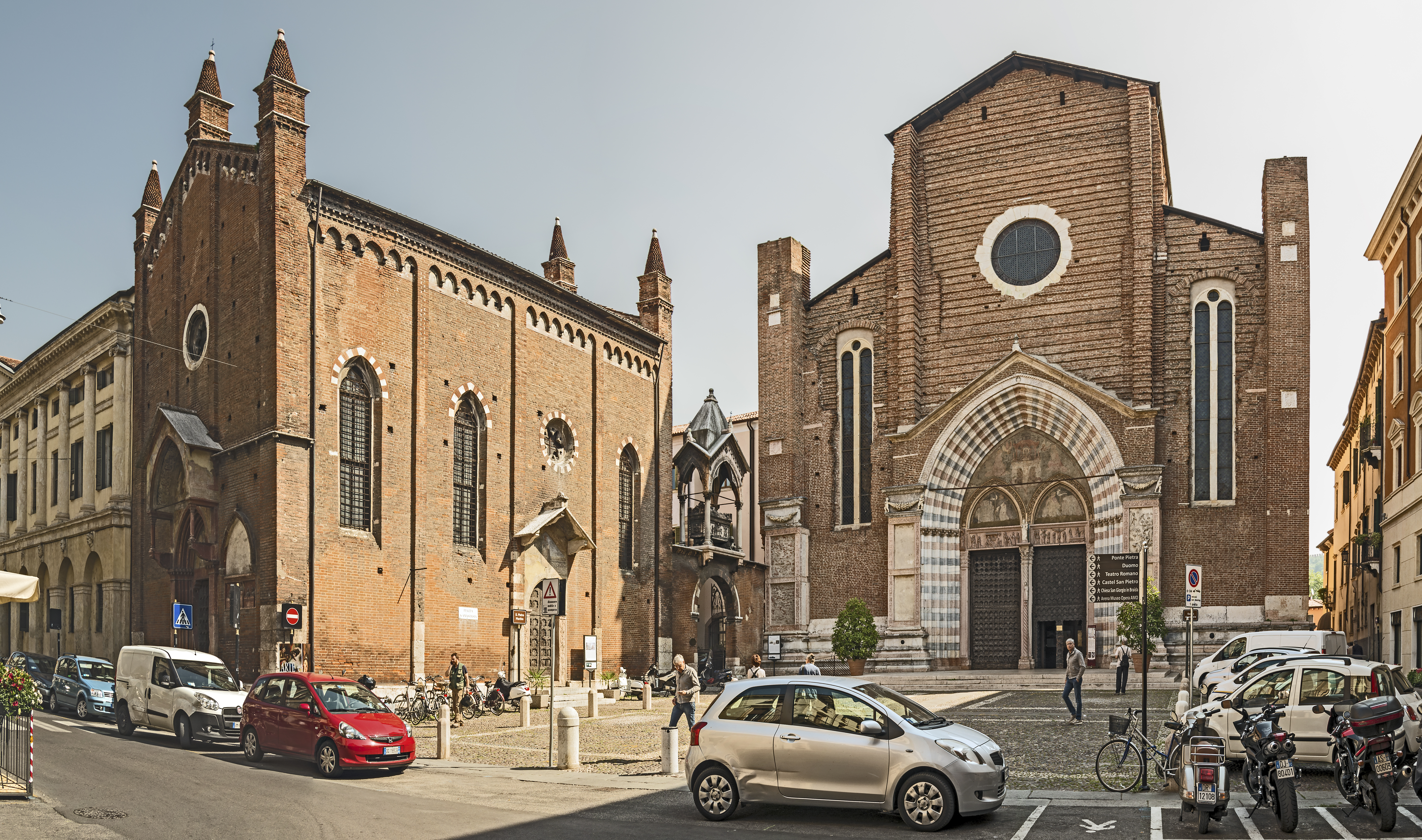
Il complesso di Santa Anastasia, con l'omonima basilica sulla destra e la chiesa di San Pietro Martire sulla sinistra, due degli esempi più importanti del gotico veronese; si noti l'uso estensivo del cotto e di alte finestre, oltre che di arcatelle sottogronda, guglie e pinnacoli come elementi decorativi

Il passaggio ad un linguaggio gotico, come visto, avvenne a partire dal XIII secolo, in un primo momento coinvolgendo non edifici chiesastici quanto piuttosto relative pertinenze, dove il romanico cominciò a lasciar posto a superfici più lisce e in cotto e a strutture semplificate; in effetti l'architettura gotica veronese trova la sua massima espressione nella fioritura di complessi e costruzioni civili, nei castelli e nelle fortificazioni. Il rinnovamento delle strutture e tipologie chiesastiche avvenne in parallelo col fiorire edilizio durante la signoria scaligera, di cui l'edilizia religiose riprese in parte il linguaggio e la tecnica. Tuttavia, se in età romanica l'architettura religiosa aveva trovato un linguaggio locale originale e portò alla realizzazione di un gran numero di chiese, in epoca gotica, tra XIII e XV secolo, gli esempi si fecero meno numerosi e importanti; le chiese che vengono edificate in questo periodo non hanno quindi caratteristiche così spiccatamente locali, piuttosto presentano rimandi all'architettura coeva lombarda e le tipologie di piante adottate sono spesso da ricercare nei riferimenti degli ordini religiosi che commissionavano i lavori. E infatti il rinnovamento dell'architettura religiosa a Verona si deve in particolar modo all'insediamento di nuovi ordini religiosi, che godettero del favore dei Della Scala, principi di Verona, e della nobiltà.
Il linguaggio gotico veronese è quindi il medesimo sia che venga utilizzato per l'edilizia religiosa che per quella civile: le superfici murarie subiscono un'ulteriore semplificazione decorativa, arricchendosi però di ghiere piattamente scolpite e di archetti decorativi sottogronda; il mattone di laterizio diviene materiale quasi esclusivo delle murature, conferendo un colore caldo agli edifici che caratterizzano la città ancora oggi; le aperture diventano di maggiori dimensioni, con archi a tutto sesto o alte bifore e monofore che in altezza occupano l'intera parete; le coperture sono quasi sempre a capriate lignee su ampi vani, solitamente non suddivisi in campate; il verticalismo viene ulteriormente accentuato, anche nell'architettura civile; si fa uso frequente di guglie e pinnacoli sopra la linea di gronda.

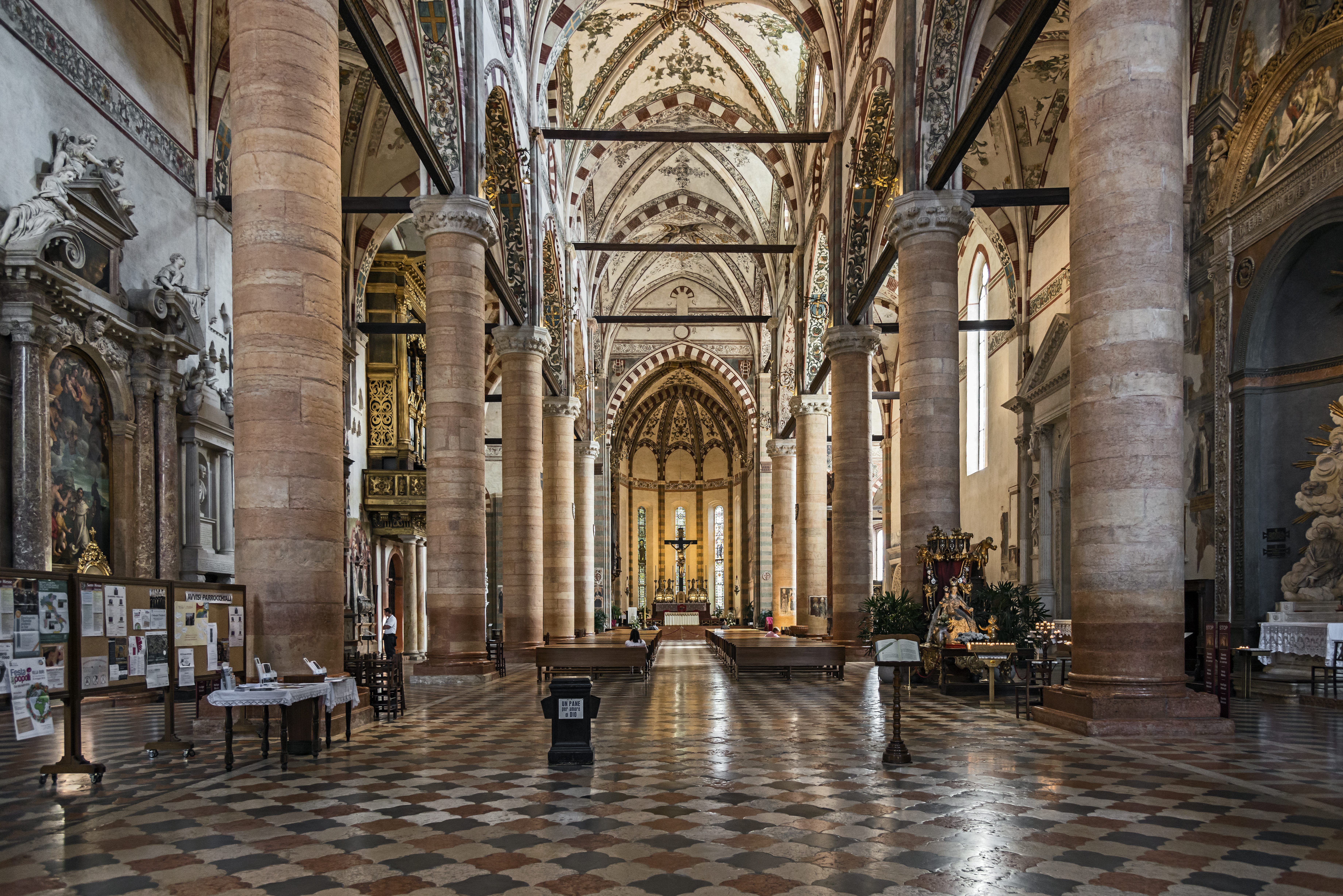
L'interno della basilica di Santa Anastasia, caratterizzato dai grandi pilastri cilindrici con capitelli gotici e dalla grande spazialità e luminosità dell'ambiente

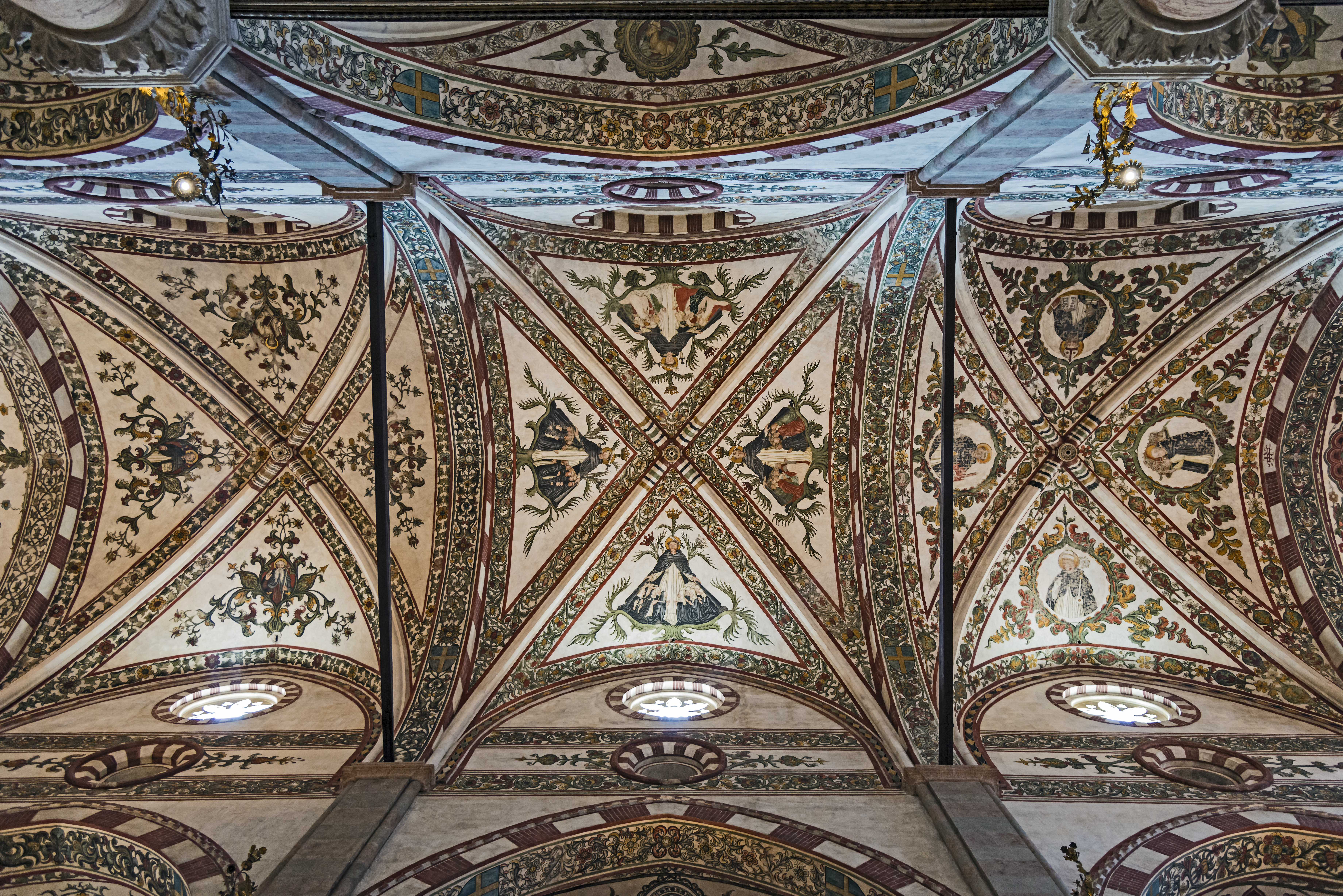
Le volte a crociera che coprono la navata centrale, con gli oculi che illuminano direttamente la navata centrale

La domenicana basilica di Santa Anastasia fu l'avvenimento gotico di maggiore portata a Verona, punto di riferimento fondamentale su cui si baseranno l'edificazione delle altre chiese veronesi, non solo grazie ai rinnovamenti apportati alla pianta, ma anche e soprattutto per l'utilizzo della muratura in mattoni e per la nuova tipologia adottata di campanile. Il cantiere del nuovo edificio si avviò al termine del XIII secolo e le strutture fondamentali furono terminate nel terzo decennio del XIV secolo, anche se i lavori di rifinitura proseguirono a lungo. Internamente la chiesa di caratterizza per la suddivisione in tre navate tramite poderose colonne terminanti in capitelli gotici, da cui si dipanano archi e volte a crociera a sesto acuto; l'ampio transetto termina con una teoria di cinque cappelle absidali, e in quella centrale si aprono alte monofore che illuminano l'altare maggiore. Esternamente la facciata è incompleta, tuttavia si può intuire come le murature esterne siano state concepite come una pelle dello spazio interno, come se fosse una semplice scatola arricchita solo di archetti pensili e sottolineata da grandi contrafforti, che riescono a convogliare a terra le spinte degli archi e delle volte interne e che accentuano la verticalità della fabbrica. Come anticipato il campanile, anch'esso in laterizio, introduce in città una nuova tipologia che ebbe grande diffusione: la verticalità è sottolineata da lesene angolari e intermedie che percorrono tutto il fusto, diviso in ordini da eleganti cornici marcapiano, coperto non più con la caratteristica pigna conica romanica ma da una guglia costolonata.
Lungo la piazza Santa Anastasia, inoltre, sorge, come se fosse quinta scenica, la chiesa di San Pietro Martire; una semplice struttura in cotto ritmata da lesene e coronata da archetti pensili e guglie, mentre l'interno, ad aula unica, è diviso in due grandi e ariose campate.
Un altro ordine religioso che assunse grande importanza negli stessi anni, era quello dei serviti, posto sotto il diretto protettorato dei Signori di Verona, da cui ottennero numerosi privilegi e donazioni, tra cui il terreno su cui sarebbe poi sorta la chiesa di Santa Maria della Scala, che proprio dai principi veronesi prende il nome. Dei primi decenni del XIV secolo, è di volumetria molto semplice ed era dotata di una pianta a tre navate molto ampie; verso l'esterno, tutto in cotto, si aprivano ampie finestre in facciata e nella zona absidale. L'edificio venne purtroppo quasi raso al suolo dai bombardamenti della seconda guerra mondiale, dalla quale si salvarono solamente il campanile, le murature perimetrali e la pregevole cappella Guantieri.

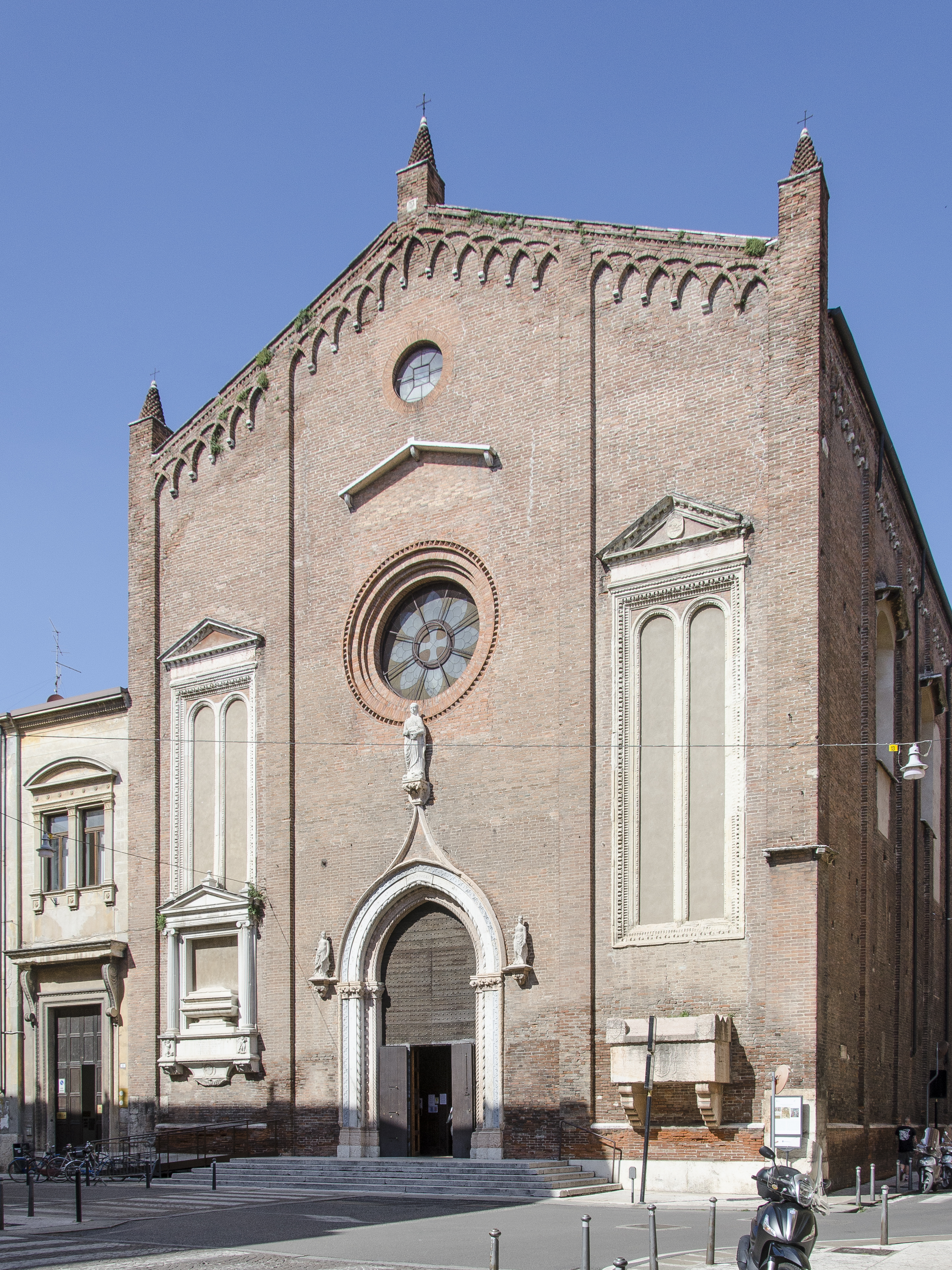
La semplice facciata della chiesa di Sant'Eufemia

Agli agostiniani si deve invece il rinnovamento della chiesa di Sant'Eufemia, costruita al posto di un edificio precedente: i lavori iniziarono nel 1275 e la chiesa fu consacrata nel 1331, anche se più tardi la zona absidale venne ampliata e allungata grazie a un grosso lascito di Diamante, moglie del condottiero Giacomo Dal Verme, che permise la ricostruzione dell'abside maggiore nel 1361, mentre sul fianco di questa dopo il 1390 venne aggiunta la cappella Spolverini Dal Verme, su disegno di Nicolò da Ferrara. Il complesso era inoltre dotato di due chiostri, di cui uno sopravvissuto fino ad oggi ma trasformato nel XVII secolo su progetto di Lelio Pellesina. Esternamente la chiesa presenta ancora la sua semplice veste gotica in cotto, con la facciata a capanna ritmata da due basse lesene e coronata da archetti, e su cui solo più tardi vennero aggiunti un portale e due bifore dal sapore ormai rinascimentale; sempre all'esterno, infine, la zona absidale e il campanile richiamano prepotentemente all'esempio di Santa Anastasia. L'interno venne invece trasformato e rinnovato nel XVIII secolo per cui non presenta più i caratteri originali, se non la cappella Spolverini Dal Verme, piccolo gioiello gotico dall'accentuata verticalità, dotata di una struttura decorativa molto ricca, con paraste e costoloni nel catino absidale.

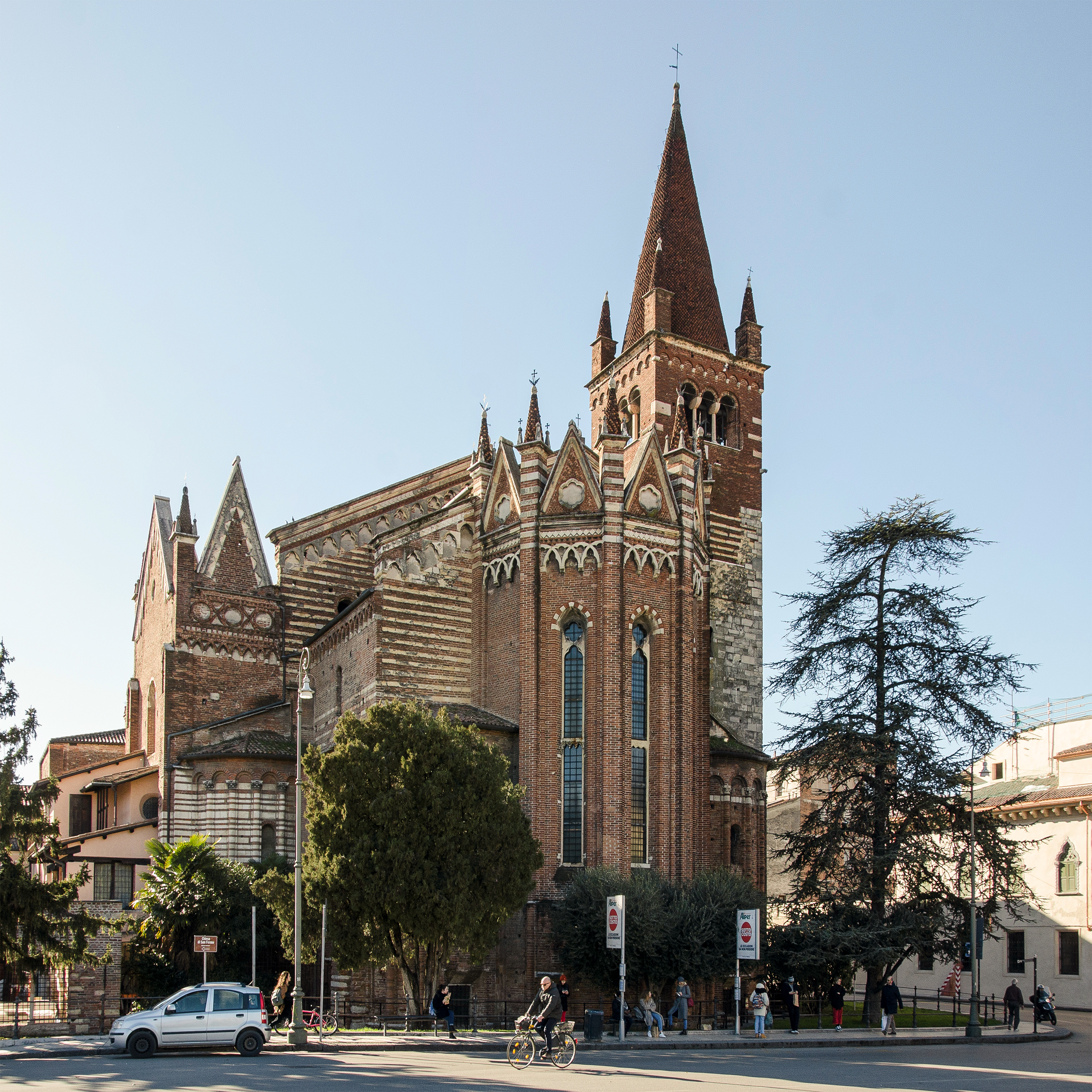
La zona absidale della chiesa di San Fermo Maggiore, ricca di cuspidi e pinnacoli

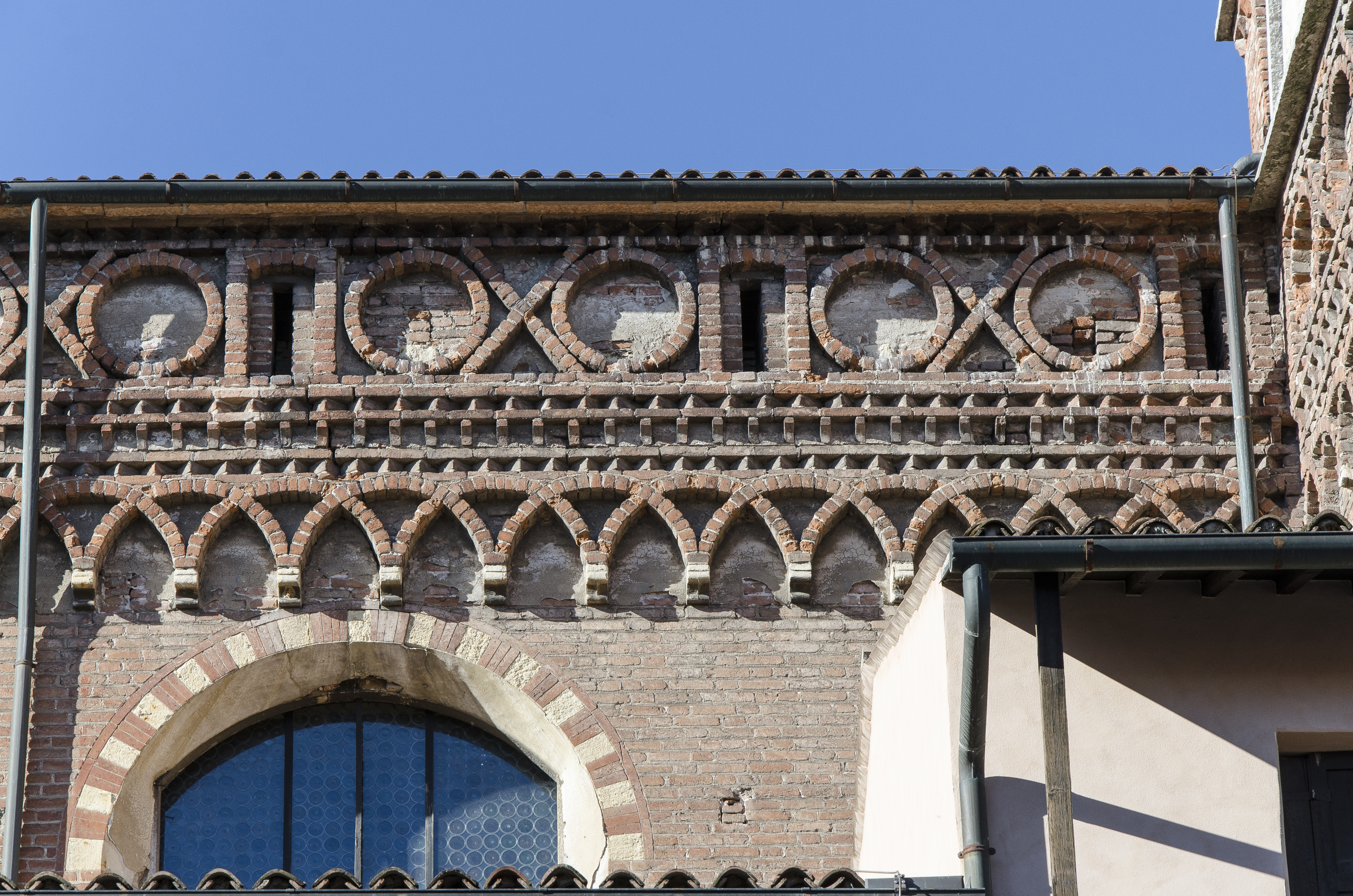
Le elaborate cornici della stessa chiesa

Ai francescani, che presero il posto nel 1260 dei benedettini a seguito di alcune controversie, è infine dovuto il rinnovamento in chiave gotica della chiesa superiore di San Fermo, uno dei principali monumenti francescani dell'Italia settentrionale. Proprio per il proseguire delle controversie tra benedettini e francescani, i lavori tardarono e presero avvio solamente nel Trecento, per cui le trasformazioni attuate subirono decisamente l'influsso di un gotico maturo, che comunque evitò l'utilizzo di elementi architettonici troppo complessi o articolati. I lavori apportarono numerose modifiche, per esempio lo spazio venne ridotto ad un'unica navata in modo da creare un ambiente arioso e solenne, motivo per cui furono pure rialzati i muri perimetrali e l'aula coperta da una caratteristica ed elegante controsoffittatura lignea a carena di nave rovesciata, di gusto veneto. Inoltre venne stravolto l'aspetto luministico, rialzando l'abside e aprendovi tre lunghe monofore, aprendo altre alte finestre lungo la navate e realizzando una ampia quadrifora al centro della facciata, da cui irrompe una grande quantità di luce. All'esterno viene ristrutturata la facciata, dove si riprese la tradizione veronese delle fasce alternate di tufo e di cotto, ma soprattutto venne trasformata la zona absidale, dove le cornici si fanno più elaborate e decorative, con uso di archetti pensili, trafori, motivi a cerchi, e si innalzano un gran numero di cuspidi, pinnacoli e guglie. Il retro assume quindi un elaborato stile tardogotico, che trova numerose affinità nel complesso, decisamente nordico e quasi fiabesco, delle arche scaligere.
Poche, quindi, furono le nuove costruzioni degne di nota, rispetto a quelle dell'età romanica. Ma al di là delle strutture chiesastiche, la città acquistò in quei secoli un carattere gotico specialmente grazie ai numerosi edifici militari, residenziali, ai palazzi pubblici e a quelli privati. Nonostante questo nel XV secolo alcune caratteristiche delle chiese gotiche continuarono a permanere, specie nell'aspetto esteriore, con l'uso del mattone, di alte monofore e bifore e della stessa tipologia di campanile, che andarono a mescolarsi con elementi e linguaggi protorinascimentali, come nella chiesa di San Tomaso Cantuariense o nella facciata della chiesa di San Bernardino.

### Quattrocento: i grandi cantieri di rinnovamento

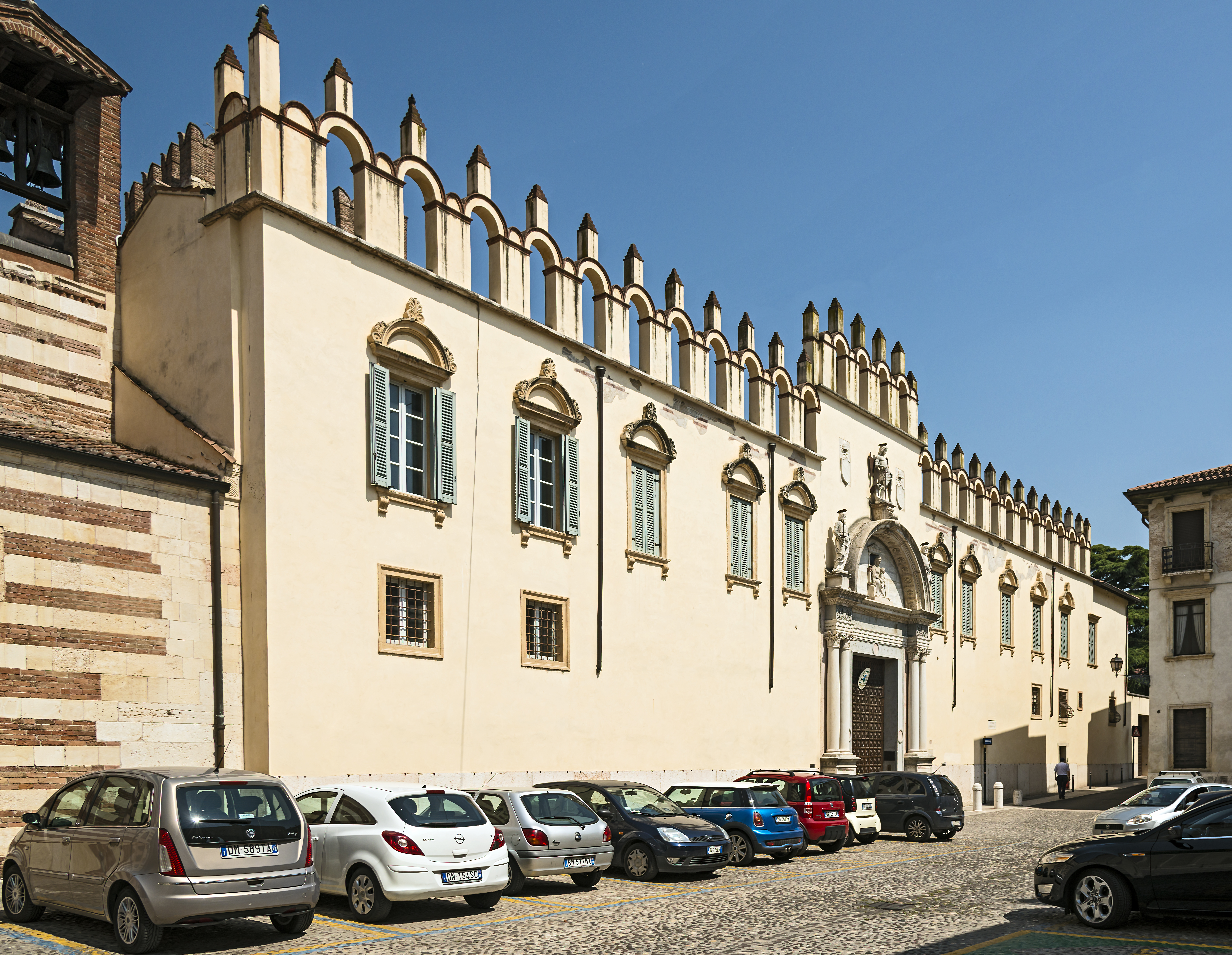
La rinascimentale facciata del palazzo del Vescovado, fatta realizzare dal vescovo e cardinale veneziano Giovanni Michiel verso la fine del Quattrocento

Il XV secolo fu un secolo di grandi cambiamenti sia politici, a causa della dedizione di Verona a Venezia, sia dal punto di vista delle istituzioni religiose: l'inizio del secolo, con l'allontanamento degli Scaligeri dai vertici delle gerarchie ecclesiastiche, non fu semplice, a maggior ragione perché le maggiori istituzioni andarono in commenda, compreso il vescovado, portando in alcuni casi a situazioni di ancor maggiore degrado. Da questo momento, quindi, vescovi e titolari delle abbazie non furono più veronesi ma veneziani, o comunque persone appartenenti alle più importanti famiglie aristocratiche venete. Ciononostante, dopo un inizio complesso, la situazione lentamente evolse e vi fu il rifiorire di numerose istituzioni ecclesiastiche non solo dal punto di vista finanziario o spirituale, ma anche di quello del patrimonio artistico, proprio grazie alla presenza del clero veneziano e soprattutto delle congregazioni religiose venete. In particolare si deve ai vescovi veneziani Guido Memo, Francesco Condulmer, Ermolao Barbaro e Giovanni Michiel, tra il 1409 e il 1503, l'introduzione di queste nuove congregazioni, che rinnovarono dal punto di vista edilizio gli edifici chiesastici già esistenti; essi inoltre si impegnarono personalmente nel rinnovamento della Cattedrale e del palazzo del Vescovado.

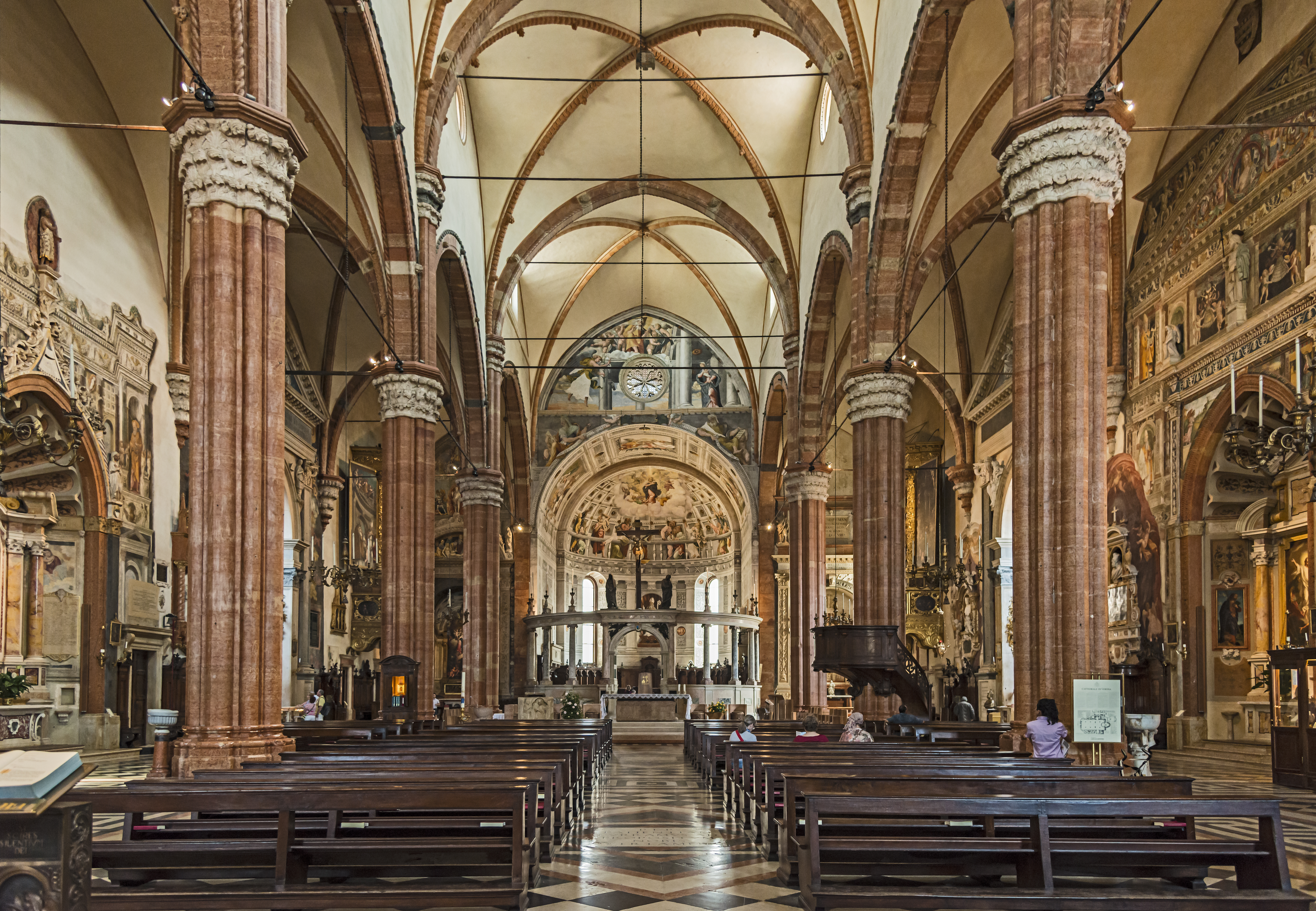
L'interno, dal gusto tardo gotico, della cattedrale di Verona, caratterizzato dai pilastri a fascio e dalle volte a crociera costolonate

Tutta la prima parte del secolo fu quindi di assestamento e non vide grandi novità sotto il profilo architettonico, mentre un forte impulso di ebbe a partire dagli anni quaranta quando alcuni monasteri abbandonati, o quasi, furono affidati alle citate congregazioni, molto attive negli altri territori della Serenissima e in attesa di poter trovare nuovo spazio a Verona: nel 1442 il monastero dei Santi Nazaro e Celso fu affidato a quello di Santa Giustina, una congregazione padovana; nello stesso anno il monastero di San Giorgio in Braida venne assegnato alla congregazione veneziana di San Giorgio in Alga; il monastero di Santa Maria in Organo, precedentemente dei benedettini e inizialmente dato in commenda ad Antonio Correr, nel 1444 fu dato in concessione agli olivetani. Questi divennero così i principali quattrocenteschi cantieri di rinnovamento dell'edilizia chiesastica di Verona, insieme a quelli della Cattedrale, avviati nel 1144, e a quelli per la costruzione della chiesa e convento di San Bernardino, del 1451.

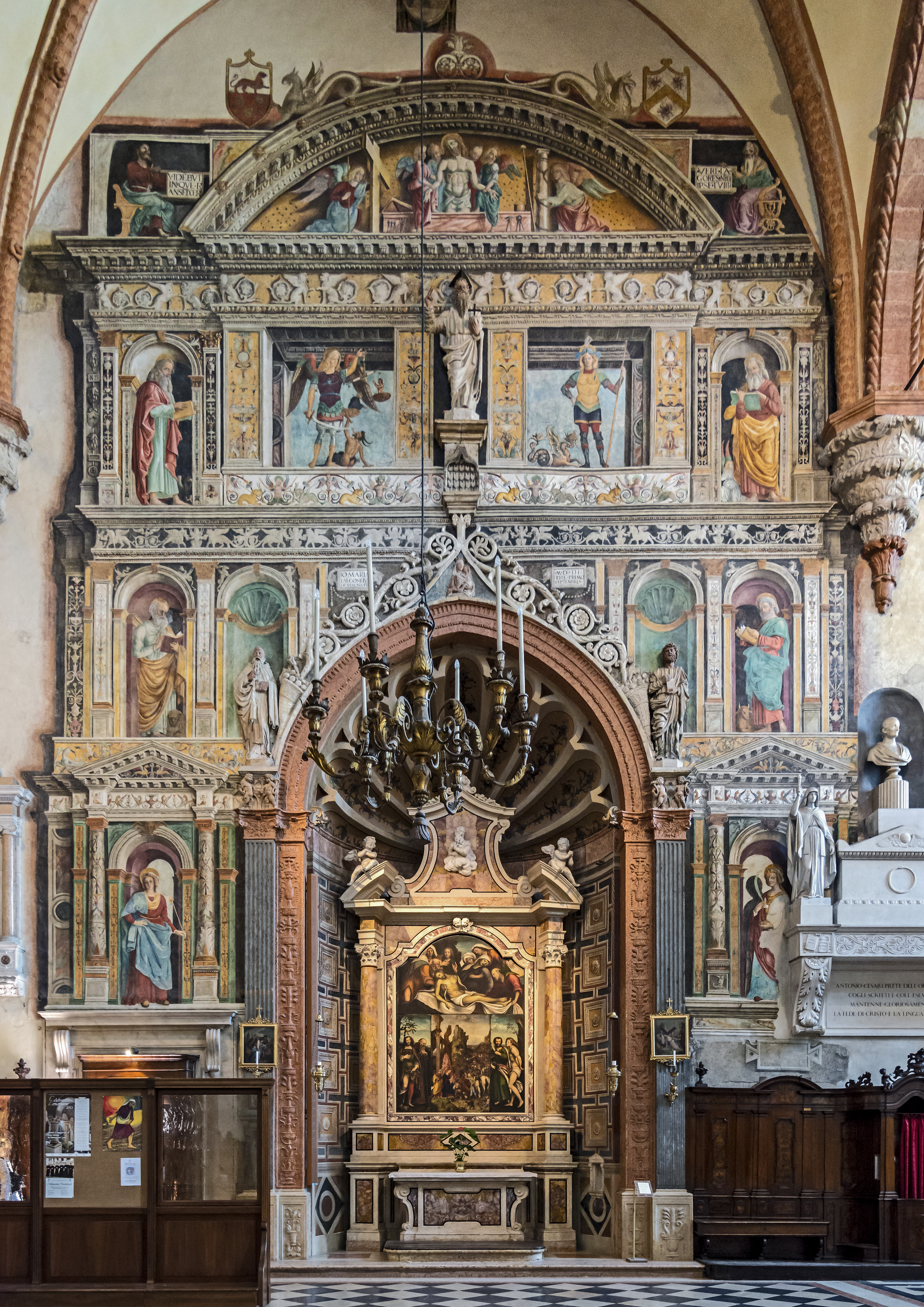
La rinascimentale cappella Calcasoli al Duomo, circondata dall'architettura dipinta di Gian Maria Falconetto

Per quanto riguarda il duomo di Verona, il progetto di trasformazione ebbe in realtà origine nella seconda metà del XIV secolo ma venne realizzato solo parzialmente tra il 1444 e il 1503, per cui dal punto di vista architettonico la struttura risulta avere ancora un sapore gotico, specialmente per la presenza di pilastri a fascio da cui si dipanano i costoloni che si sovrappongono alle volte a crociera, in maniera molto a simile a quella che si era sperimentata nella chiesa di San Petronio a Bologna e che sarebbe stato successivamente sviluppato per il duomo di Milano. Un linguaggio completamente diverso fu invece utilizzato nelle sei cappelle aggiunte nell'ultima parte di cantiere, lungo i fianchi delle navate laterali: queste conservano infatti degli elementi tipici di una spazialità rinascimentale, data dalla presenza di un grande arco interno inquadrato da due lesene sormontate da un accenno di trabeazione. Queste sono inoltre caratterizzate da un catino a forma di conchiglia e da grandi architetture dipinte che le incorniciano, ritornate alla luce solo durante il 1870. Furono poi previste due cappelle laterali di dimensioni molto maggiori rispetto a quelle a cui si è appena accennato, una sul lato meridionale e una su quello settentrionale, e poste subito prima del presbiterio a far loro assumere il ruolo di transetto, e trasformando così la pianta della chiesa in croce latina, in luogo di quella basilicale che caratterizzava l'edificio romanico.

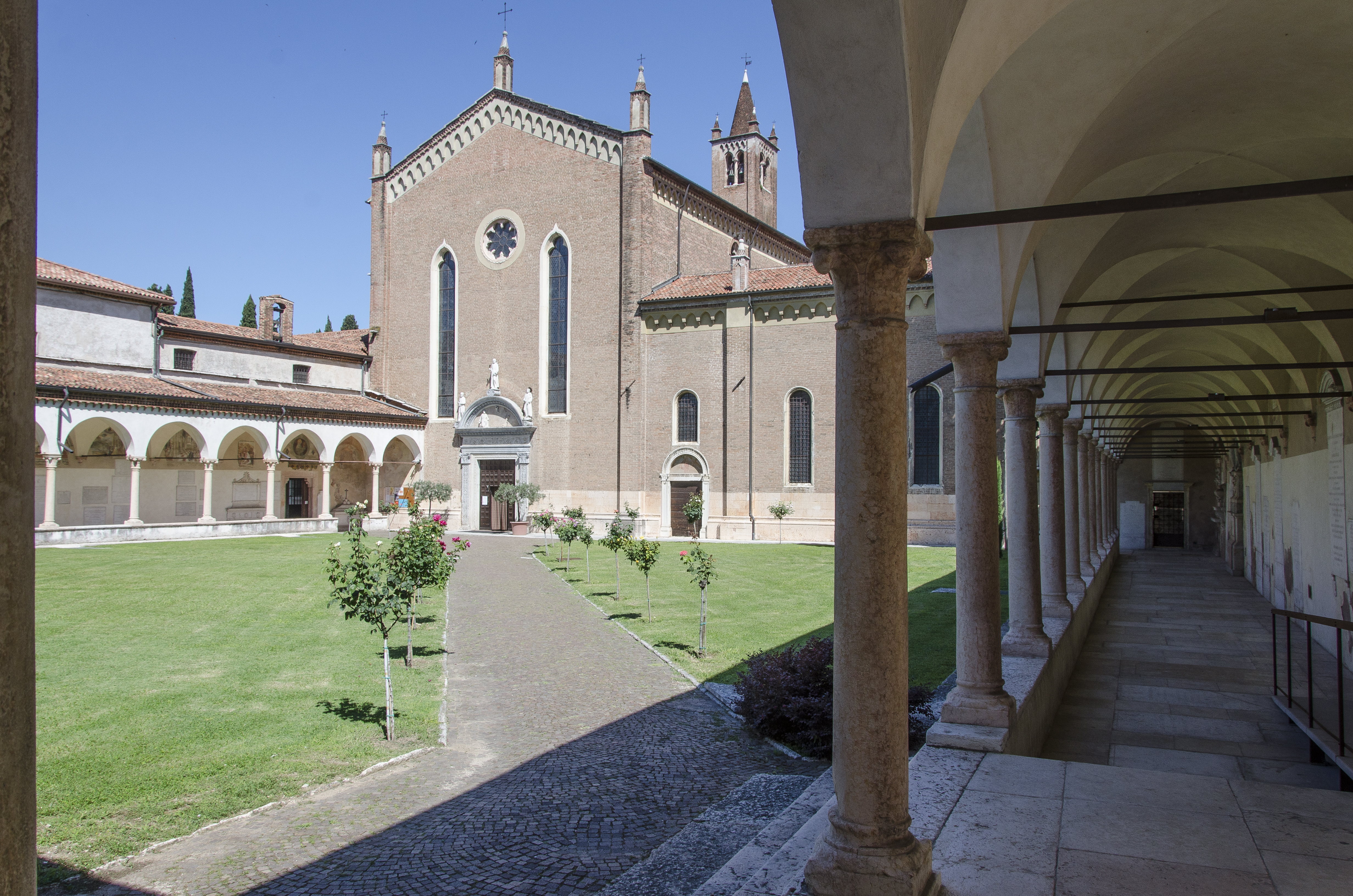
La chiesa di San Bernardino, caratterizzata ancora da un linguaggio gotico se non per il portale d'accesso

Altro edificio ancora manifestamente gotico è la chiesa di San Tomaso Cantuariense, come appare in particolar modo dall'aspetto, seppur incompleto, esterno, nonostante pure questo cantiere fosse stato avviato nella seconda metà del secolo. Neppure la chiesa di San Bernardino si può certo dire di gusto rinascimentale, anzi l'interno, ad una sola navata, ha qualità architettoniche piuttosto scarse, forse dovute alla modestia della committenza francescana, anche se sul finire del secolo la costruzione venne nobilitata dalla realizzazione, lungo il fianco di destro, di alcune ricche cappelle: la cappella dei Medici, o di Sant'Antonio, e la cappella Avanzi, o della Croce. Contemporaneamente ai lavori della chiesa, vennero portati avanti anche quelli sul convento, organizzato attorno a tre grandi chiostri e uno di minori dimensioni, diretti forse da Giovanni da Capestrano. Opera pregevole fu in particolare il grande salone rettangolare che, inizialmente adibito a biblioteca, fu svuotato e affrescato da Domenico Morone, da cui prende il nome lo stesso ambiente.

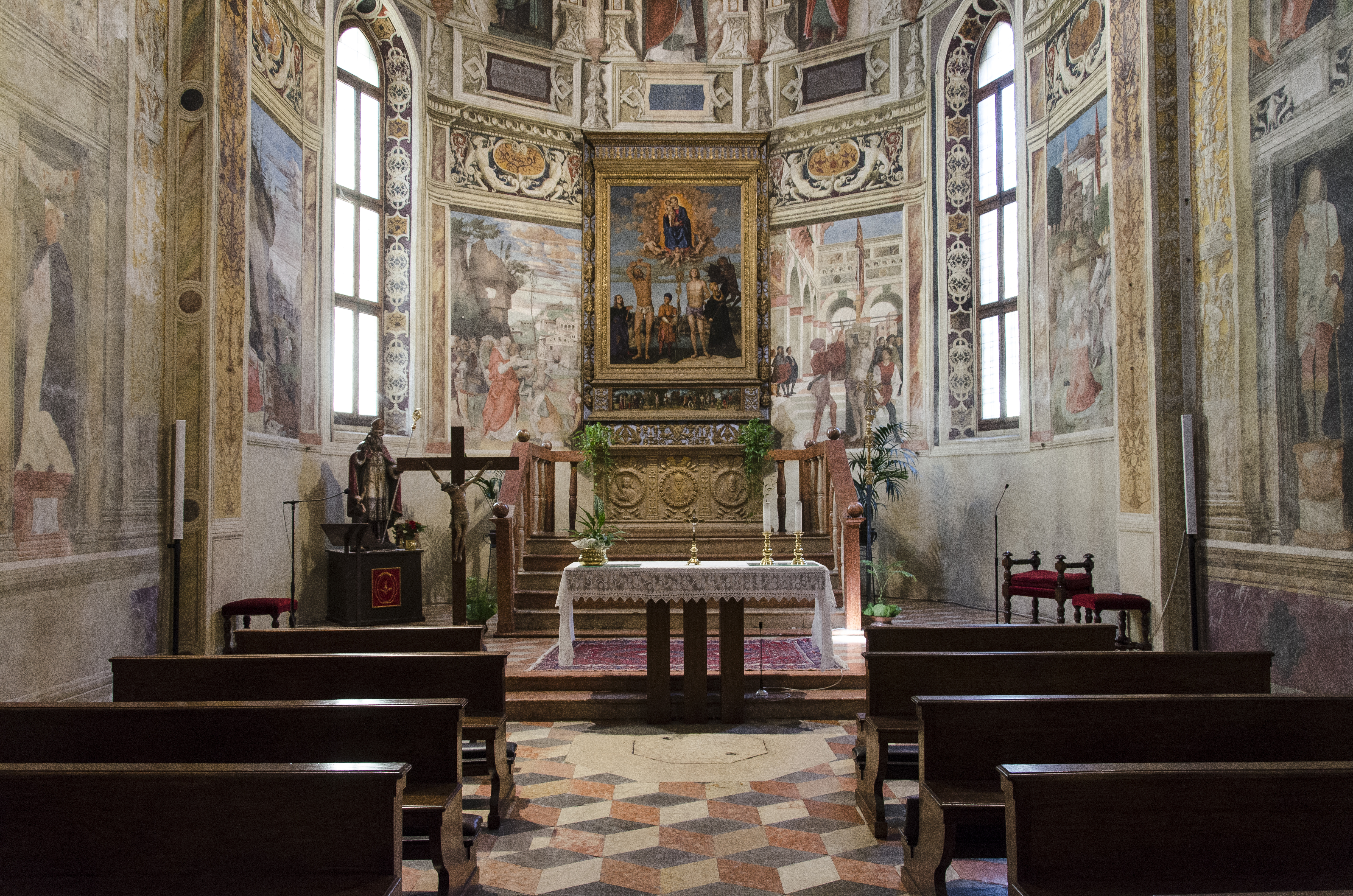
La cappella di San Biagio nella chiesa dei Santi Nazaro e Celso

Il Rinascimento fece però il suo ingresso a Verona in maniera più decisa con la ricostruzione e il rinnovamento delle già citate chiese dei Santi Nazaro e Celso, San Giorgio in Braida e Santa Maria in Organo, dove le nuove congregazioni importano in città il nuovo linguaggio architettonico rinascimentale. La parte più consistente del cantiere della prima chiesa ebbe luogo tra il 1464 e il 1466, tuttavia i lavori proseguirono probabilmente fino alla data della sua consacrazione, nel 1483: da questo intervento ne risultò una pianta a tre navate terminanti in altrettante absidi, con le navate di sei campate ciascuna e divise tra di loro da pilastri dorici su alte basi, i quali sorreggono pilastri ionici su cui si impostano le arcate di cintura delle volte. Si nota tuttavia ancora la presenza di arcate trasversali a sesto acuto lungo le navate laterali, con copertura a volte a crociera. In un secondo momento, a partire dal 1488, ulteriori lavori riguardarono l'edificazione della cappella di San Biagio lungo la navata sinistra della chiesa: si tratta di un ambiente a pianta centrale coperto da una cupola, con due nicchie laterali e concluso da un'abside dotata di una volta a ombrello costolanata, questa di gusto tardo gotico e probabilmente opera di Beltrame di Valsoda. In questo spazio vi fu l'esordio del giovane pittore Giovanni Maria Falconetto, che rifiutò quella combinazione tra impianto centrale classico e abside gotica, realizzando così una vera e propria architettura dipinta, di gusto rinascimentale e polemica verso l'abside realizzata da Beltrame.

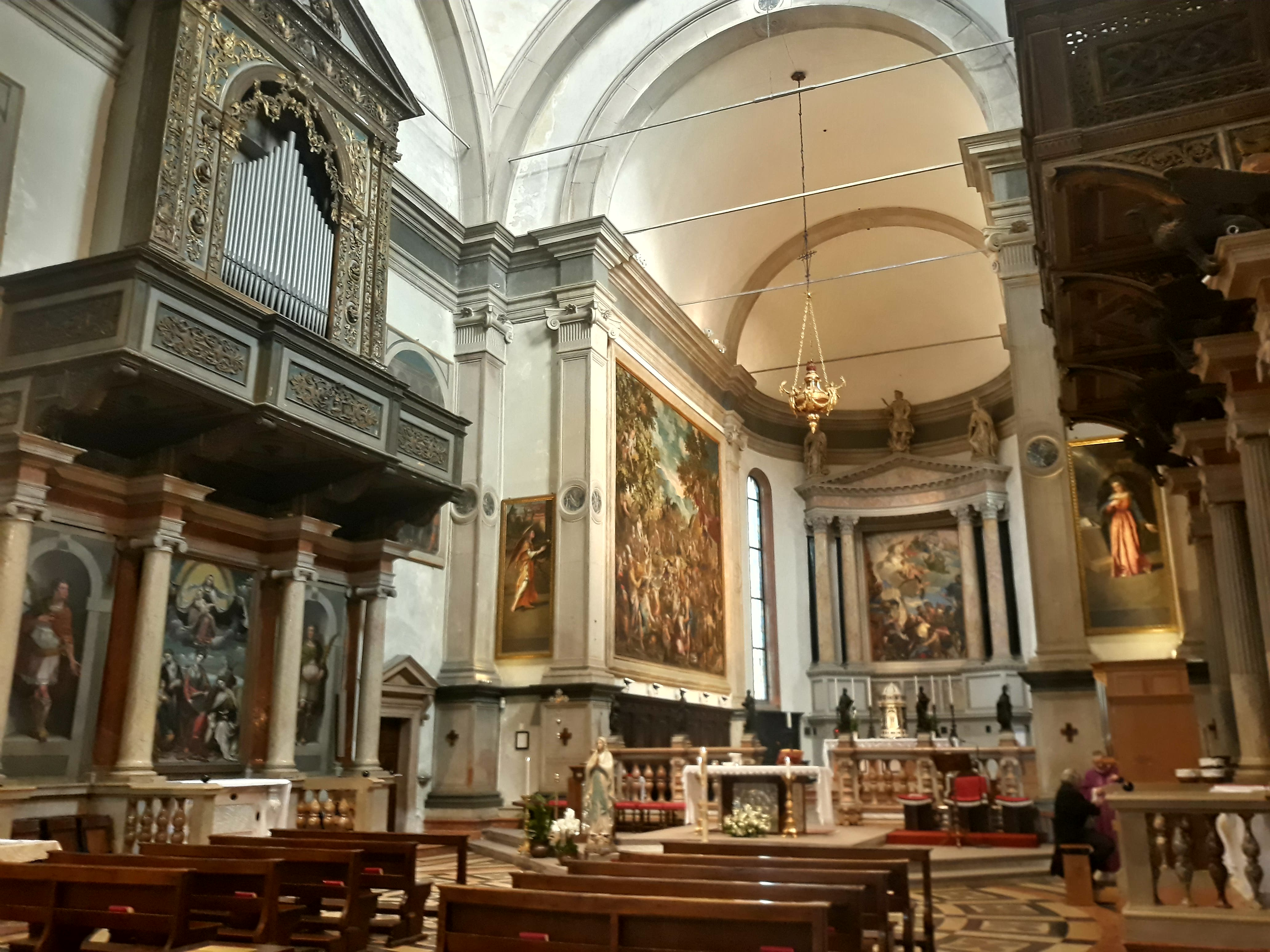
L'interno della chiesa di San Giorgio in Braida, una delle più importanti testimonianze rinascimentali in Verona, anche per le numerose opere d'arte che custodisce, tra cui il Martirio di San Giorgio del Veronese

L'interno della chiesa di San Giorgio in Braida fa invece evidentemente riferimento ad architetture veneziane, come veneziana è la congregazione che vi prese possesso; essa venne iniziata nel 1477 forse da Antonio Rizzo, architetto che a Venezia lavorò nei cantieri delle Procuratie e del Palazzo Ducale, al quale a Verona venne tra l'altro chiesto, l'anno prima, di progettare la loggia del Consiglio, sorta in piazza dei Signori. Nel frattempo si lavorò anche nel monastero, in particolare alla realizzazione di un secondo chiostro di cui sono sopravvissute solo cinque arcate a tutto sesto impostate su colonne di marmo rosso di Verona, visibili presso l'abside della chiesa.

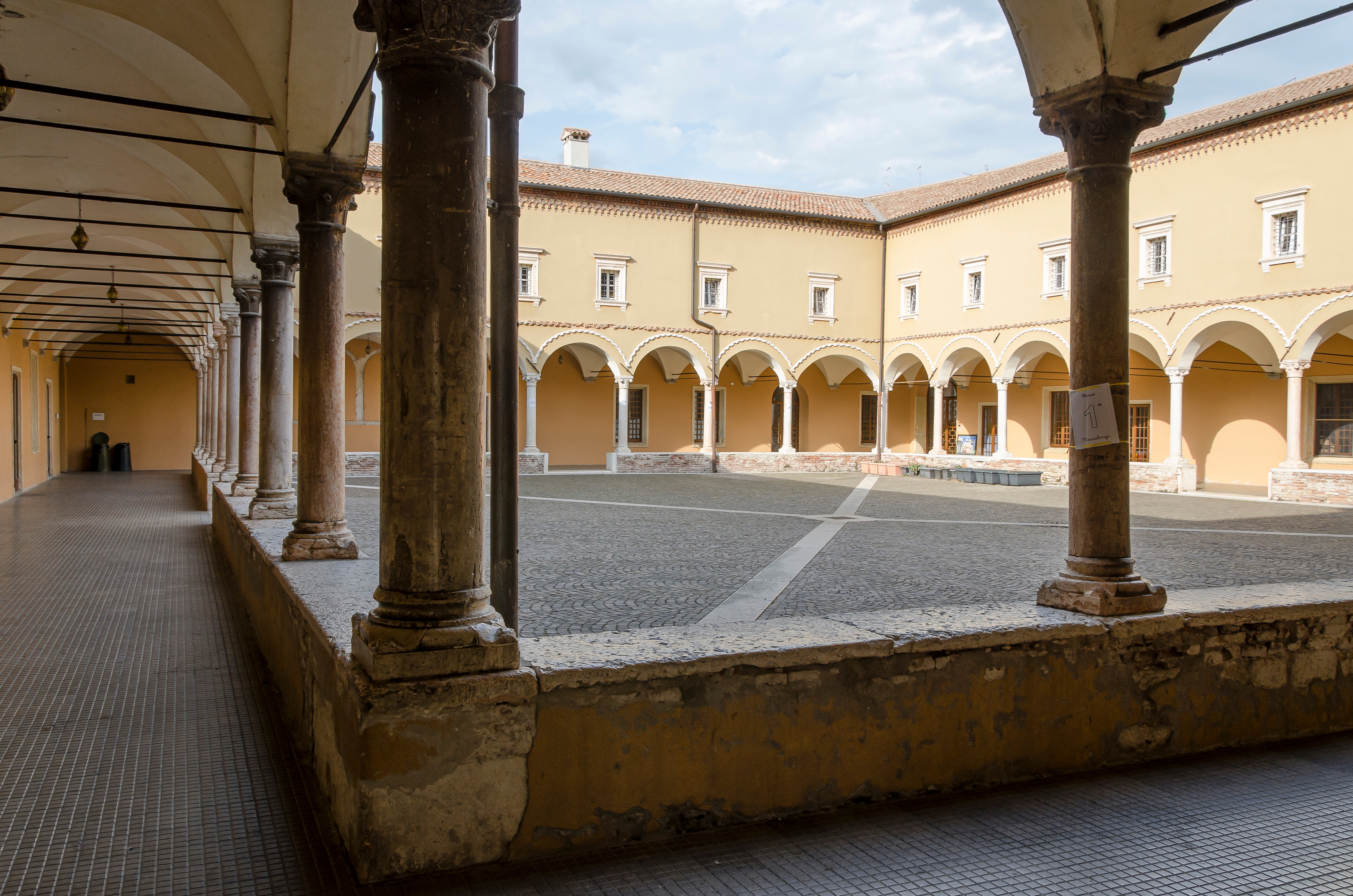
Il chiostro del monastero di Santa Maria in Organo

Poco più tardi vi fu l'avvio dei lavori nella chiesa di Santa Maria in Organo dove vennero rinnovati in forme rinascimentali gli interni, con la ricostruzione delle navate e delle cappelle laterali, forse ad opera dell'architetto Biagio Rossetti, che negli anni precedenti lavorò nel chiostro del convento di San Bartolomeo a Rovigo e al campanile della chiesa di San Giorgio a Ferrara, tutti monasteri appartenenti agli olivetani. Essi non si limitarono a rinnovare la chiesa, ma si impegnarono pure nell'annesso monastero, dove è ancora possibile ammirare un pregevole chiostro con colonne di marmo rosso veronese e capitelli rinascimentali, ma coronato in alto da un fregio in terracotta ancora di gusto gotico. L'impegno dei committenti, che proseguirono i cantieri anche nel secolo successivo (come avvenne d'altro canto anche per altre fabbriche che si avviarono in questo periodo), venne premiato da papa Eugenio IV che li esentò addirittura dal versare contributi per i rifacimenti della Cattedrale.
Come si è visto, questo periodo vide il moltiplicarsi delle cappelle nelle fiancate delle chiese, fenomeno che era iniziato già nel XIV secolo, ma che a partire dal Quattrocento vide moltiplicare la domanda di altari; molto spesso erano cappelle per uso privato da parte di ricche famiglie oppure di confraternite, che vi collocarono i sepolcri dei propri congiunti e che fruivano di quegli spazi per i suffragi dei defunti, in altri casi cappelle o altari venivano invece acquistati ed edificati dalle corporazioni delle arti e mestieri che le dedicarono al culto dei propri patroni. Queste cappelle potevano essere dei semplici altari situati entro nicchie ma in alcuni casi assumevano proporzioni molto maggiori, fino a diventare delle piccole chiese poste ai fianchi della grande; fu un fenomeno che non "risparmiò" nemmeno le tre grandi chiese edificate nel Trecento dagli ordini mendicanti, Santa Anastasia, San Fermo e Sant'Eufemia, dove man mano si chiusero le alte monofore gotiche sui fianchi per potervi realizzare le nuove cappelle.

### Cinquecento: Sanmicheli e il rinascimento veronese

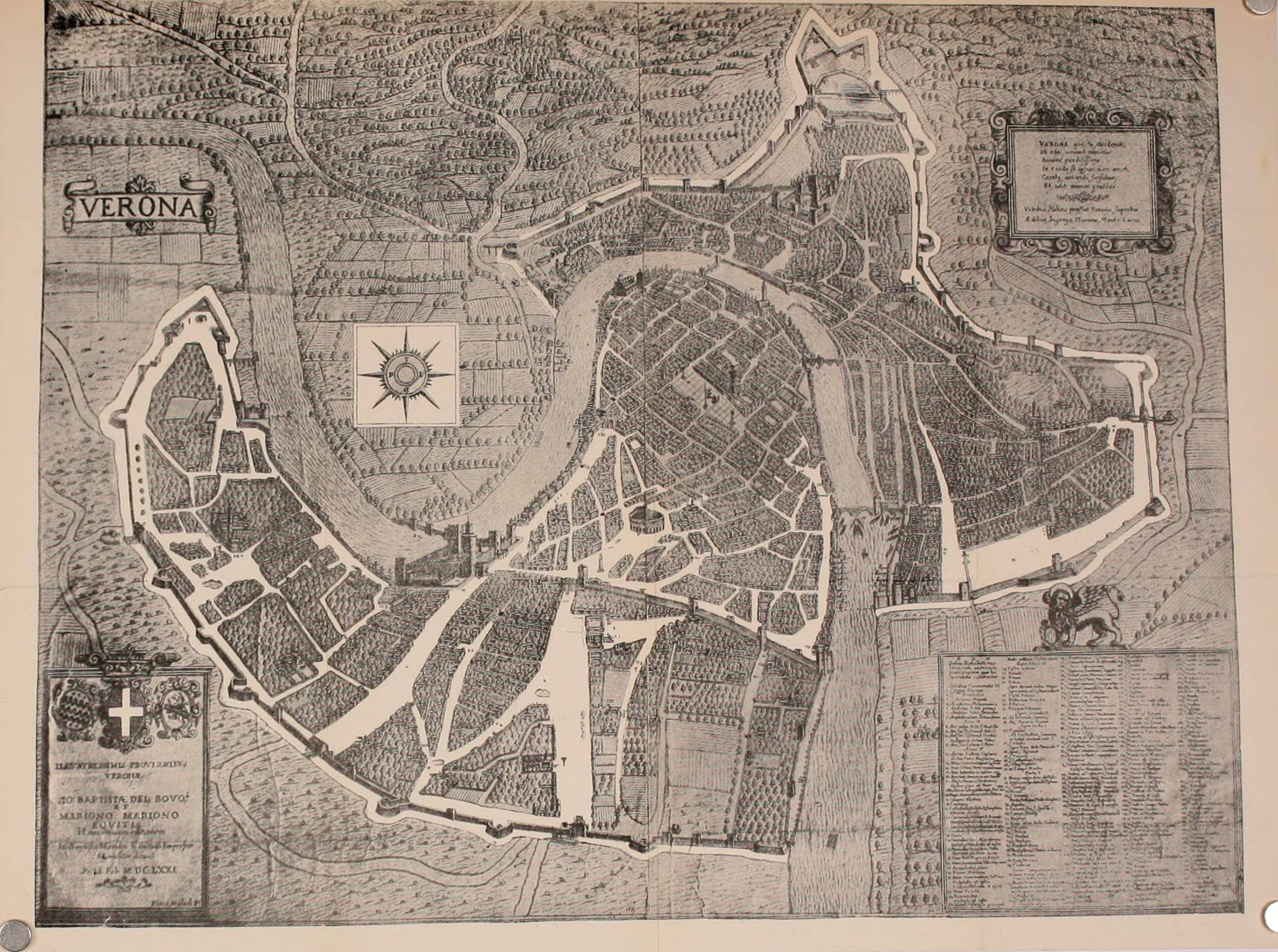
La pianta della città dopo la realizzazione delle spianate fuori dalle mura, che causarono il trasferimento di chiese, conventi e monasteri entro il perimetro della cinta fortificata

Se a Verona la seconda metà del XV secolo fu caratterizzato da un rinnovamento delle istituzioni ecclesiastiche, il XVI portò la riorganizzazione della vita religiosa, in particolare delle monache, grazie alle Costitutiones emanate dal vescovo Gian Matteo Giberti e alla successiva introduzione dei dettami del Concilio di Trento da parte dei suoi successori; la nuova legislazione portò alcune disposizioni per l'edilizia sacra per cui chiese, monasteri e conventi si adattarono per rispondere alle nuove esigenze. Un secondo fattore che portò grandi stravolgimenti nell'edilizia cittadina fu l'esecuzione delle spianate: tra il 1517 e il 1518, infatti, il Senato veneto decise di rendere più sicura la città da eventuali attacchi nemici, per cui furono completamenti demoliti tutti gli edifici, comprese le chiese, i monasteri e addirittura gli alberi, situati entro un miglio dalle mura scaligere di Verona. All'esterno della città sorgevano infatti diversi abitati, anche di grosse dimensioni, che non consentivano di evitare eventuali accerchiamenti da parte dei nemici, che infatti in passato erano riusciti ad arrivare alle porte della città, in particolare durante le fasi più difficili della guerra della Lega di Cambrai, svoltasi tra 1508 e 1516. La realizzazione della cosiddetta "spianà" attorno alla città, fu premessa per la ricostruzione di buona parte di questi monasteri e delle chiese all'interno del perimetro delle mura cittadine.

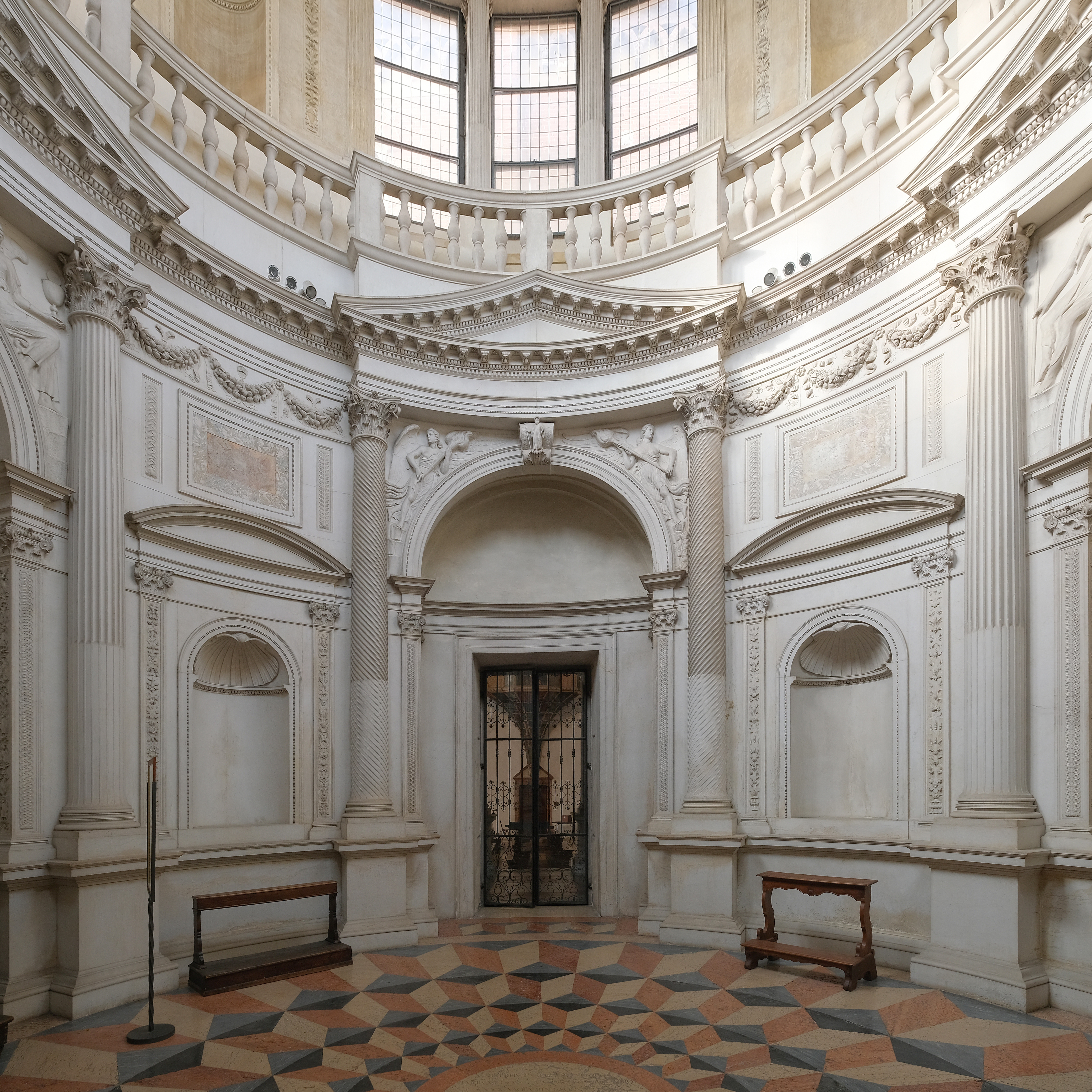
Il primo ordine della rinascimentale cappella Pellegrini, opera dell'architetto Michele Sanmicheli

Nel frattempo nei grandi cantieri avviatisi nella seconda metà del Quattrocento erano terminati i lavori principali sulle strutture murarie, tuttavia le fabbriche proseguirono nel Cinquecento con interventi di rifinitura e completamento; fu in questo momento che entrò sulla scena il più noto tra gli architetti veronesi, Michele Sanmicheli, il quale fu il terzo elemento di fondamentale importanza per la storia dell'edilizia sacra di questo secolo per Verona, insieme ai due già citati. Egli fu infatti attivo in diversi cantieri, come nella chiesa di San Bernardino: nel mentre che si stavano per concludere i lavori al convento, era in pieno svolgimento l'edificazione di nuove cappelle sul lato destro dell'edificio chiesastico, tra cui la monumentale cappella Pellegrini, realizzata su progetto del Sanmicheli. Egli vi lavorò, probabilmente, a partire dagli ultimi mesi del 1527, traendo spunto dalla sua ampia conoscenza dei modelli classici; la raffinata cappella a pianta centrale venne addirittura descritta dal Vasari come la più bella d'Italia. Sicuro è che per la prima volta a Verona, in questa struttura venne realizzata una cupola impostata su tamburo, elemento caratterizzante l'architettura sanmicheliana che egli impiegò in diverse opere successive: nella chiesa di San Giorgio in Braida, di cui realizzò solamente tamburo e cupola, nella chiesa della Madonna di Campagna e nel tempio posto al centro del Lazzaretto di Verona.

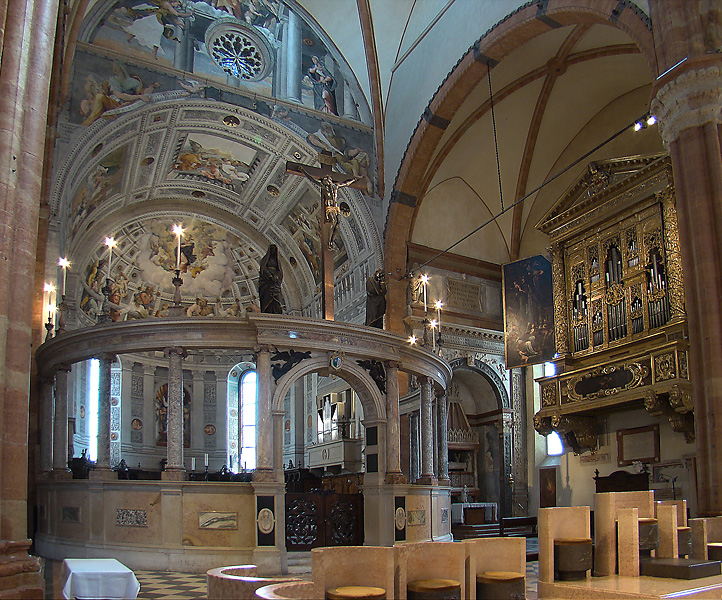
Il sanmicheliano tornacoro a sviluppo semicircolare nel Duomo di Verona e sullo sfondo l'affresco di Francesco Torbido su disegni preparatori di Giulio Romano

Qualche anno dopo nella Cattedrale, dove nel frattempo stavano proseguendo i lavori di rinnovamento, venne commissionato a Sanmicheli la progettazione del tornacoro, molto probabilmente disegnato nel 1535 ed eseguito nel 1541. Si tratta di una versione "estrema" di un'iconostasi, ovvero di un tramezzo pensato dall'architetto come una struttura plastica in cui l'elemento di tradizione veneta si rinnova adottando una planimetria rinascimentale; egli ottenne così una struttura autonoma di pianta ellissoidale, destinata a proteggere e allo stesso esaltare la presenza eucaristica, precedentemente ospitata in un ripostiglio a lato del presbiterio. Sempre a lui, con l'assistenza nell'esecuzione del cugino Bernardino Brugnoli, si deve il disegno del campanile. La torre venne impostata sulle solide fondazioni del campanile di epoca romanica, che era stato per l'occasione demolito, tuttavia sembra che durante la costruzione, in assenza dell'architetto, il vescovo affidò la direzione dei lavori ad altri in modo da velocizzarne la realizzazione, tuttavia giunti alla cella campanaria vi fu un crollo parziale della struttura. I lavori ripresero solo al ritorno di Sanmicheli, che apportò alcune modifiche al disegno originario, purtroppo però l'edificazione terminò nel 1579 e il suo progetto rimase incompiuto; la sopraelevazione della torre campanaria venne ripresa solo nel 1913 su progetto dell'architetto Ettore Fagiuoli, il quale reinterpretò il linguaggio sanmicheliano, ma pure in questa occasione non si riuscirono a terminare i lavori, lasciando in sospeso l'esecuzione della prevista loggia coronata da una cuspide.

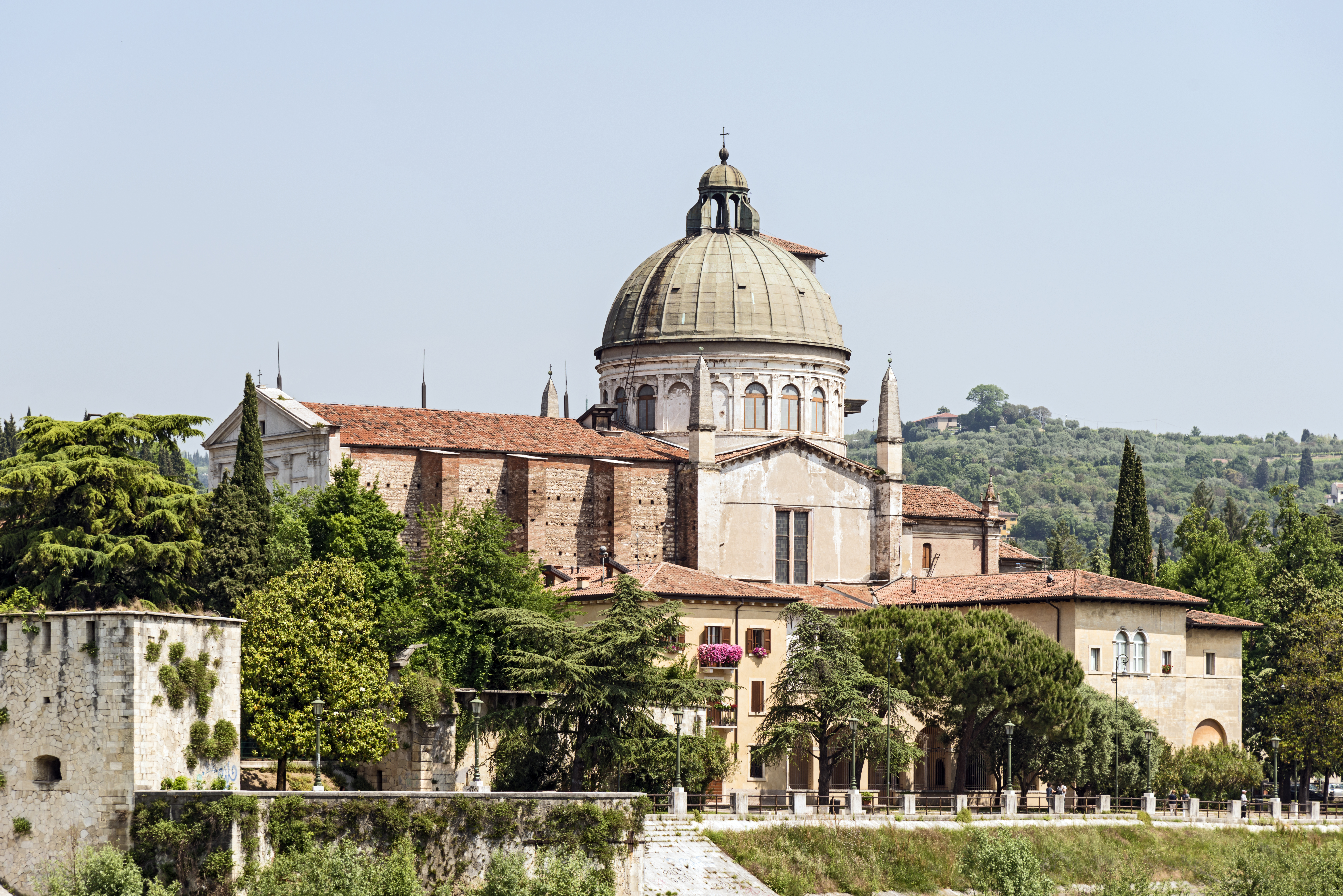
La chiesa di San Giorgio in Braida con la prominente cupola del Sanmicheli

Pure nella chiesa di San Giorgio in Braida il Sanmicheli intervenne in due momenti: prima nel 1540 ad innestare l'ardita cupola sull'edificio ormai completo, e successivamente nel disegno del campanile, pure qui coadiuvato dall'architetto Borelli e anche in questo caso rimasto, purtroppo, incompiuto. Di qualche anno precedente e di autore sconosciuto è invece la realizzazione del chiostro rettangolare situato a lato della chiesa, caratterizzato da un primo livello di colonne ioniche in pietra calcarea veronese che, lungo il lato settentrionale, raddoppia in altezza per la presenza di un loggiato con colonne di ordine dorico, che hanno un passo lungo la metà rispetto a quello del colonnato al livello inferiore. In basso esso presenta ancora, come i chiostri medievali veronesi, lo stilobate in muratura intonacata sormontato da una semplice copertina in pietra, mentre in alto le colonne reggono, tramite dei peducci incastrati nella parete, le volte a crociera che coprono i corridoi perimetrali; il chiostro dimostra quindi un disegno semplice e ancora acerbo seppur ben armonizzato con le strutture circostanti.

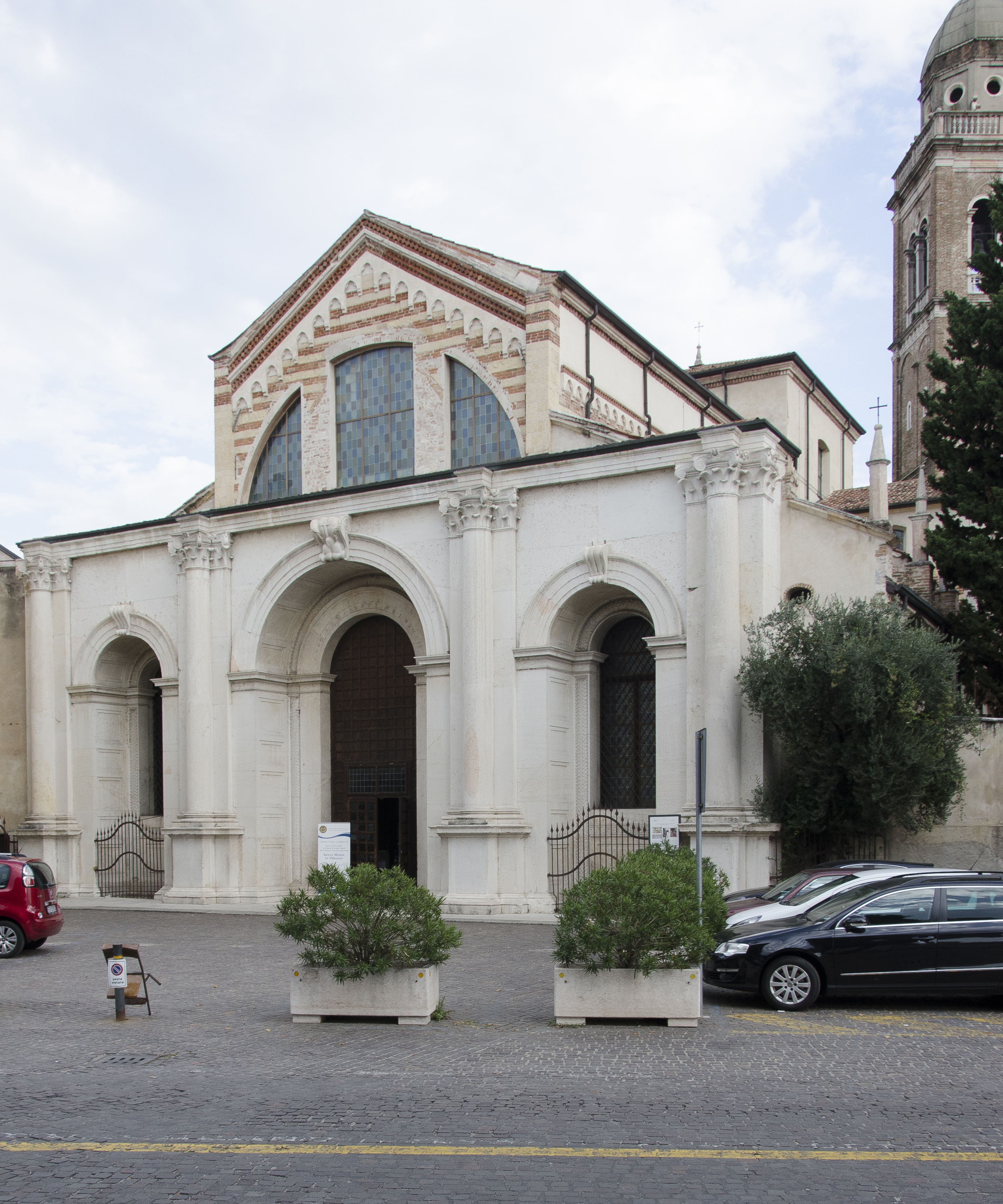
La facciata di Santa Maria in Organo con in basso l'opera di Michele Sanmicheli e in alto la parte di origine romanica

Sanmicheli progettò poi la facciata della chiesa di Santa Maria in Organo, il cui lavoro gli venne commissionato dall'abate Cipriani. Conclusa nel 1592 solo nella parte inferiore, il maestro veronese ideò una monumentale facciata marmorea forse ispirata al tempio malatestiano di Rimini, con tre grandi fornici a tutto sesto separati da colonne e massicci pilastri. I lavori nel monastero non si fermarono però alla facciata sanmicheliana, che fu preceduta nel 1504 dalla realizzazione della nuova sagrestia che pochi anni dopo venne arricchita delle celebri spalliere con gli intarsi lignei di fra Giovanni da Verona, mentre al 1525 risale la ripresa dei lavori al campanile, disegnato dallo stesso frate ma terminato dopo la sua morte dal lapicida Francesco da Castello, che con ogni probabilità diresse anche i lavori di completamento dell'interno dell'edificio chiesastico e la realizzazione nel 1517 del chiostro ionico, di cui sopravvivono solo le tracce ma che può forse considerarsi la prima testimonianza nel Rinascimento veronese di assunzione di un modello romano e classico da parte di un architetto.

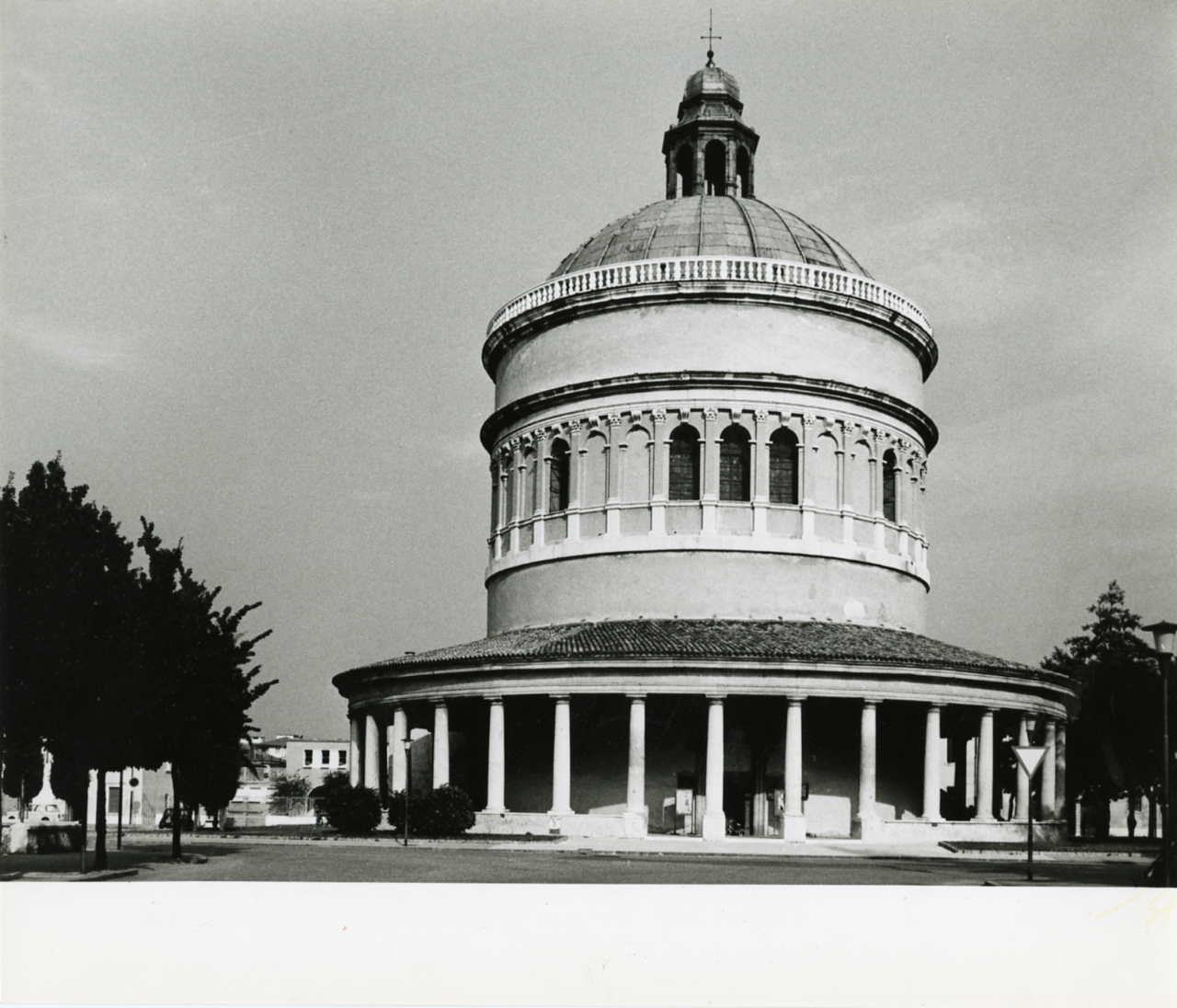
La chiesa della Madonna di Campagna in una fotografia del 1972 di Paolo Monti

Infine l'ultimo edificio chiesastico disegnato dal genio veronese, la chiesa della Madonna di Campagna, la cui edificazione iniziò nel 1559, anno della morte dell'architetto, e terminò nel 1589; forse proprio a causa della realizzazione postuma, l'edificio effettivamente costruito potrebbe non rispecchiare in pieno i disegni originali di Sanmicheli, o almeno il Vasari asserisce che vi siano alcune differenze sostanziali. La chiesa, a pianta centrale, è circondata da un interessante porticato che Sanmicheli non volle solo per fornire un riparo, ma anche per richiamare i templi classici romani come ad esempio il tempio di Vesta a Roma e il tempio della Sibilla a Tivoli. Distintivo, poi, il fatto che se l'esterno dello chiesa appare circolare (anche se in realtà più simile ad un ovale) l'interno ha, inaspettatamente, pianta ottagonale.

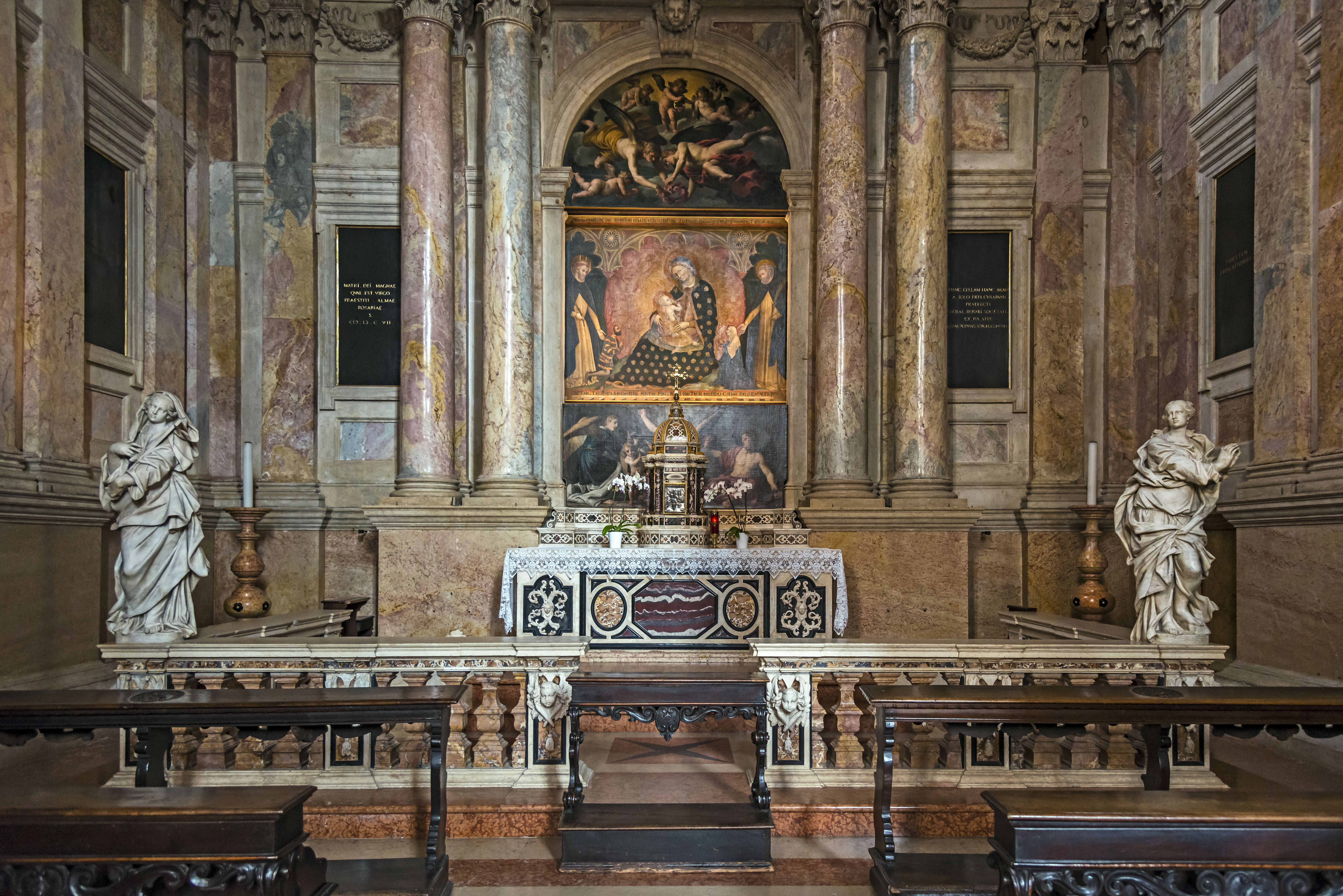
La cappella del Rosario, opera di Domenico Curtoni

Infine si annota che in questo secolo, come in quello precedente, molte chiese si dotarono di preziose cappelle; tra le più interessanti, oltre a quella già citata della chiesa di San Bernardino, è la cosiddetta cappella del Rosario, posta lungo la navata sinistra della basilica di Santa Anastasia, opera di Domenico Curtoni, nipote e allievo del Sanmicheli. L'intervento venne realizzato tra il 1585 e il 1596 grazie alle donazioni raccolte dalla confraternita che vi aveva sede e che volle quest'opera per celebrare la vittoria di Lepanto del 1571 a cui la città di Verona aveva partecipato con tre compagnie di soldati. La cappella si mostra come il primo monumento di un nuovo linguaggio, ormai seicentesco, il cui completamento con l'aggiunta di affreschi, tele, statue e marmi colorati fino a formare un'opera d'arte unitaria, dovette durare ancora alcuni anni.

### Seicento: tra tradizione classicista e rinnovamento barocco

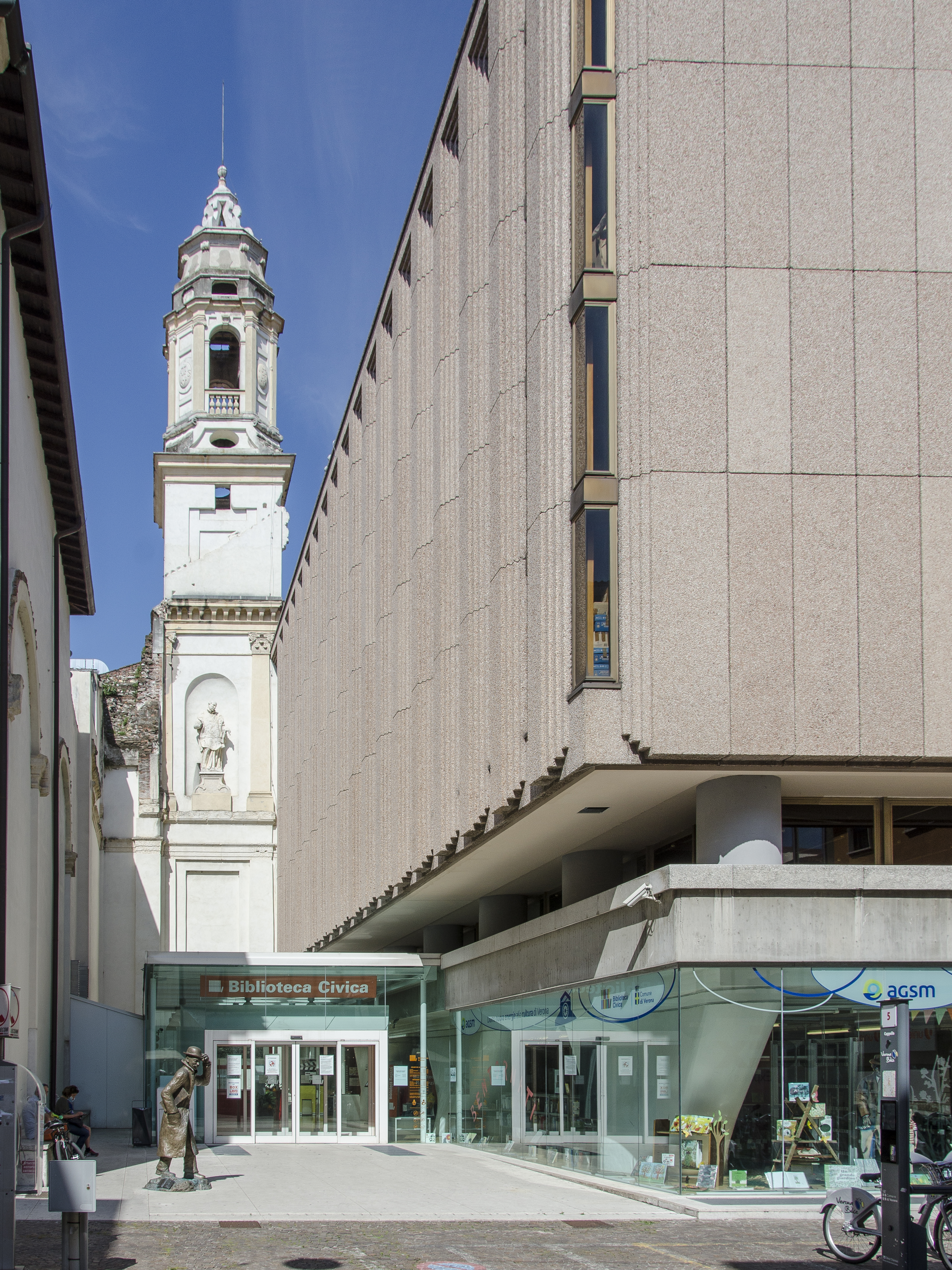
Il campanile della chiesa di San Sebastiano, unico elemento scampato alla seconda guerra mondiale

Negli anni a cavallo tra il XVI e il XVII secolo sorsero nuovi ordini religiosi, tra cui i Gesuiti, i Teatini e i Cappuccini, che nello stesso periodo si insediarono anche a Verona, dove edificarono nuove chiese e conventi accanto a quelli già esistenti. Nel frattempo vennero introdotte nella diocesi le disposizioni delle Instructiones fabricae redatte nel 1577 da san Carlo Borromeo, arcivescovo di Milano: si trattava dell'unico trattato controriformista volto ad applicare in architettura i decreti del Concilio di Trento, che inglobava quindi una grande sistemazione disciplinare dell'iconografia e dell'architettura religiosa, la catechesi artistica e la precettistica figurativa controriformistica. Tali disposizioni, che avrebbero costituito per secoli il codice della Chiesa per l'arte sacra, furono probabilmente introdotte a Verona mentre il Borromeo era ancora in vita, in quanto egli ebbe come vicario generale e collaboratore l'influente relisioso veronese Nicolò Ormaneto e come amico il vescovo di Verona Agostino Valier.

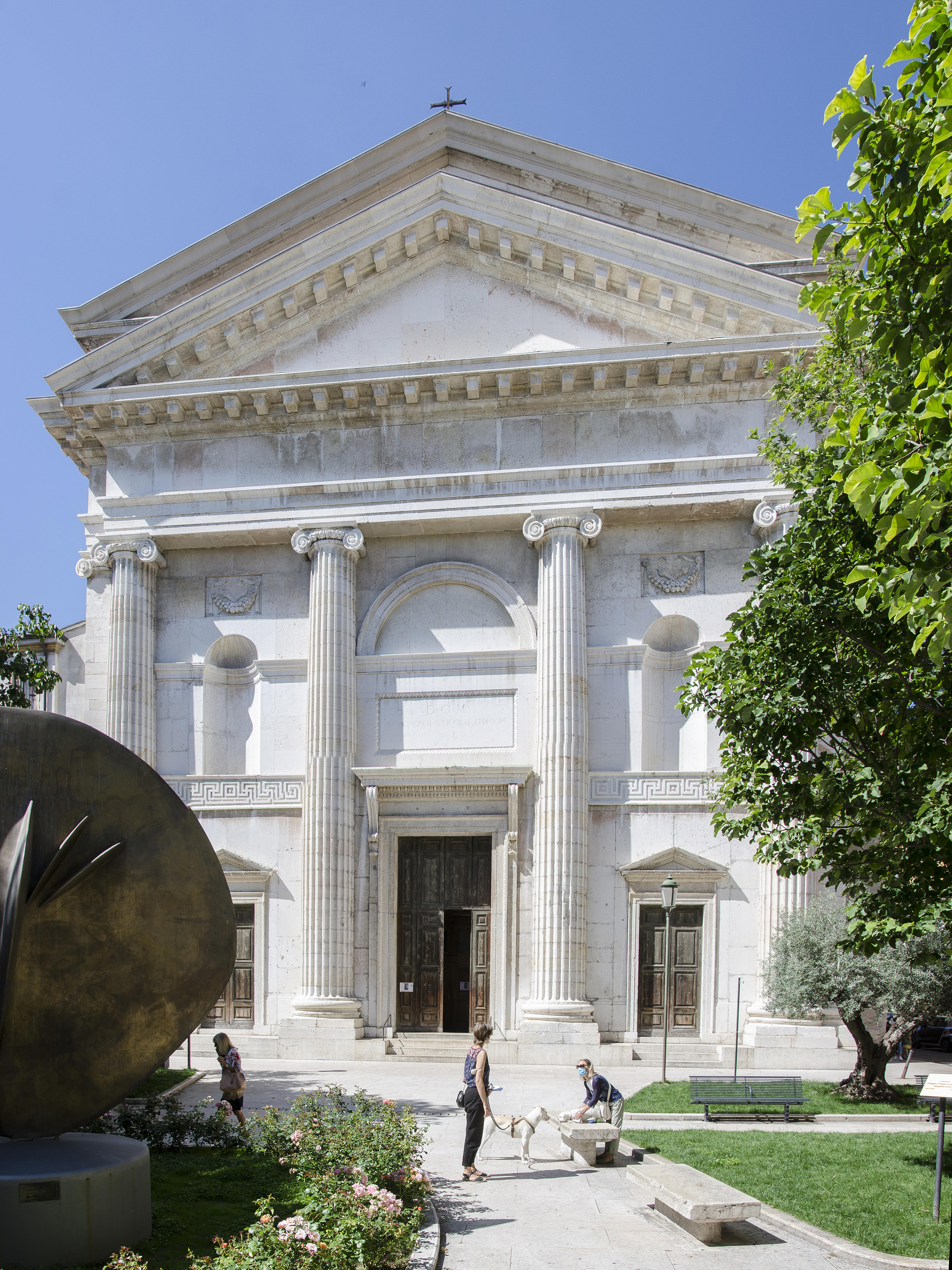
La facciata, originariamente della chiesa di San Sebastiano, nel dopoguerra venne smontata e ricomposta di fronte ad un altro edificio seicentesco, la chiesa di San Nicolò all'Arena

Inoltre il cardinale e vescovo Valier introdusse a Verona i Gesuiti nel 1577, che l'anno successivo riuscirono già ad aprire delle scuole in alcuni fabbricati situati lungo via Cappello, ottenuti tramite un decreto poi confermato nel 1580 da papa Gregorio XIII. Nel 1591 ottennero finalmente di costruire il loro tempio, la chiesa di San Sebastiano, tuttavia nel 1606 furono costretti a lasciare Verona per colpa di un interdetto che colpì la repubblica di Venezia, e poterono tornarvi solamente nel 1656, quando portarono a compimento la costruzione del complesso. Successivamente la facciata, già iniziata, venne terminata: essa si caratterizzava da un'impeccabile simmetria classica, che non lasciava immaginare invece l'opposto linguaggio barocco utilizzato negli spazi interni. Di questo edificio chiesastico, bombardato e quasi raso al suolo durante la seconda guerra mondiale, sopravvivono solamente due elementi, il campanile e la facciata. Il campanile è stato l'unico elemento che riuscì a salvarsi integralmente, così ancora oggi svetta nel pieno del centro storico di Verona con la sua quarantina di metri di altezza, accanto alla biblioteca civica: sulla cella campanaria conserva l'emblema dei Gesuiti, ovvero il simbolo "JHS" sormontato da una croce con i tre chiodi della passione, mentre lungo il fusto si trova la grande statua di sant'Ignazio di Loyola, fondatore dell'Ordine. La facciata invece venne gravemente danneggiata, venne quindi smontata e ricollocata sul prospetto principale della chiesa di San Nicolò all'Arena, che dal Seicento era rimasta incompiuta. Essa si contraddistingue per le quattro colonne scanalate ioniche di ordine gigante che sorreggono il timpano, suddividendo il prospetto in tre fasce verticali: quella centrale, ove si apre il portale d'ingresso principale, e le due laterali, che presentano due portali minori sormontati da due frontoni, e sopra di essi delle nicchie sormontate a loro volta da piccoli riquadri decorati con festoni classicheggianti.

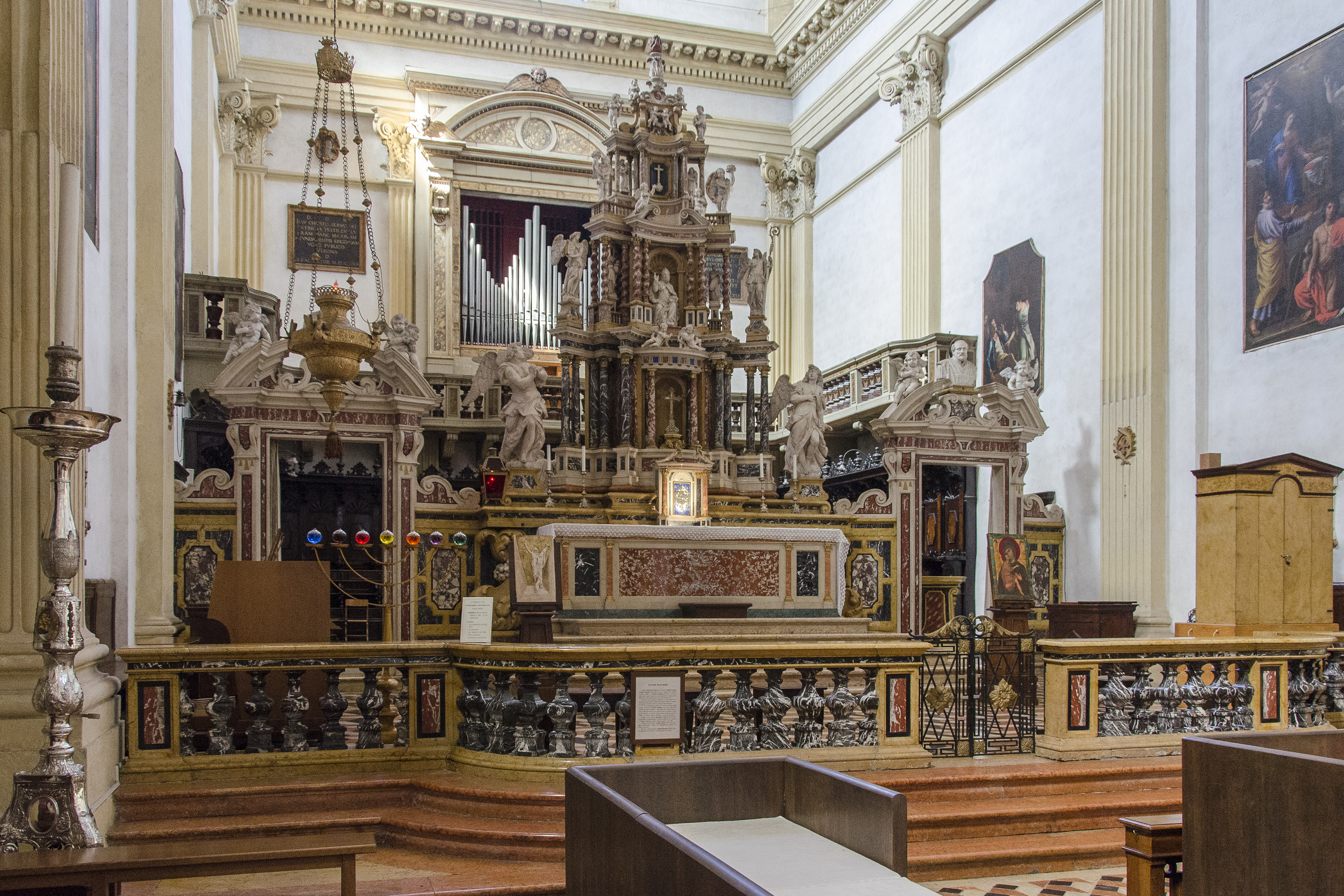
L'area presbiteriale della chiesa di San Nicolò all'Arena, con l'altare maggiore di Guarino Guarini

Nel 1602 Valier diede in concessione ai Teatini la chiesa di San Nicolò all'Arena, confermata l'anno successivo da papa Clemente VIII. Questi vi si stabilirono nel 1622 e solo nel 1627 iniziarono i lavori di ristrutturazione dell'intero edificio chiesastico, che venne completato piuttosto velocemente e consacrato nel 1697. Questa è una delle poche testimonianze del periodo barocco veronese, il cui disegno si deve all'architetto Lelio Pellesina e la direzione dei lavori al figlio Vincenzo; essa ricalca lo schema controriformistico della navata unica con ampio transetto e cappelle laterali, tuttavia anche in quest'opera, forse anche per la mancata realizzazione della cupola che gli avrebbe donato più ampio respiro e teatralità, si mostra un linguaggio architettonico e decorativo legato a schemi classici, con uno spazio interno elegantemente decorato da pilastri corinzi e diciassette nicchie nelle pareti ove trovano collocazione diverse statue, se non nel progetto dell'altare maggiore di Guarino Guarini, un oggetto dotato di una potente anima barocca caratterizzato da un tabernacolo mosso e articolato da una sovrapposizione di colonne in cui la vista frontale viene sostanzialmente annullata. La facciata, come anticipato, è stata posta solo dopo la seconda guerra mondiale, quando furono riutilizzati i resti del prospetto principale della chiesa di San Sebastiano, reintegrata con le parti mancanti, salvando così una parte del monumento destinato a scomparire.

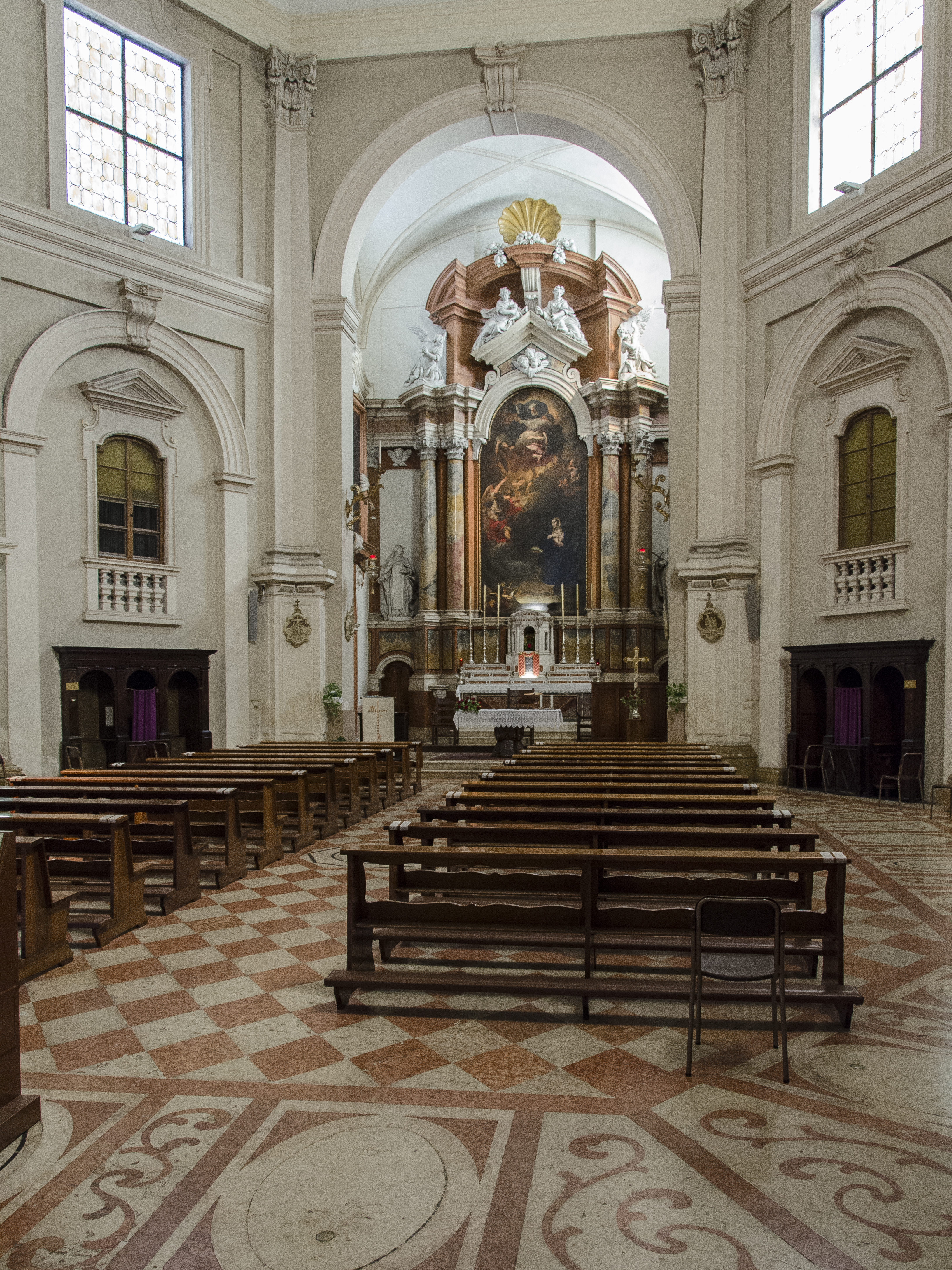
La chiesa degli Scalzi con l'altare barocco di Giuseppe Pozzo

Altra chiesa barocca è Santa Teresa degli Scalzi, fatta edificare dai Carmelitani a partire dal 1666, ma i cui lavori proseguirono a rilento, tanto che la facciata venne conclusa quasi un secolo dopo. L'edificio, progettato da Giuseppe Pozzo, fratello del più celebre architetto Andrea, è a pianta centrale e più precisamente ottagonale, con l'aula coperta da un soffitto piano sostenuto da un cornicione con mensole fortemente aggettante. All'interno si trovano tre cappelle rettangolari dove si collocano dei complessi e articolati altari, di cui l'altare maggiore, sempre dello stesso Giuseppe Pozzo, ricorda quello ideato dal Guarini per la chiesa di San Nicolò all'Arena e ne prosegue la ricerca.
Altro interessante intervento fu la realizzazione del sagrato della chiesa dei Santi Nazaro e Celso mediante l'edificazione di un recinto ellittico ideato nel 1688 dall'architetto Antonio Saletti. Al sagrato si accede tramite un ricco portale d'ingresso costituito da colonne binate sul cui fusto sono legati dei drappi, secondo il gusto del tempo, e sulle quali insiste il timpano; lungo il prospetto interno del recinto sono ricavate diverse nicchie che forse ospitarono delle statue, anche se non ci sono testimonianze della loro passata presenza.

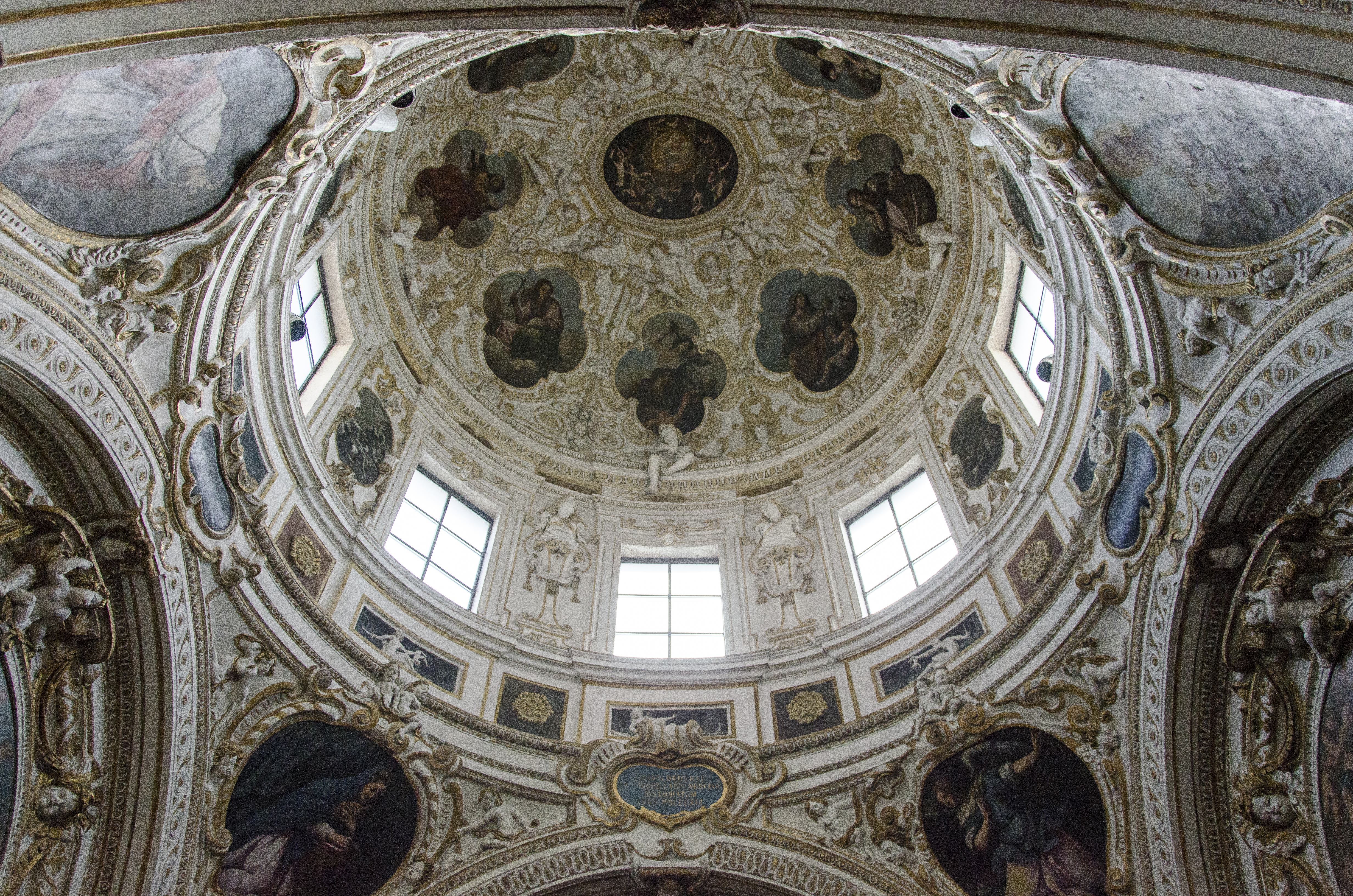
La cupola della cappella Varalli nella chiesa di Santo Stefano

Anche in questo secolo si continuarono a costruire, all'interno delle chiese, cappelle private, dotate di autonomia spaziale e figurativa rispetto ai templi stessi; i due esempi più importanti sono cappella Varalli nella chiesa di Santo Stefano e la cappella della Madonna in quella di San Fermo Maggiore.  La prima venne edificata tra il 1618 e il 1621, ideata come una struttura a parallelepipedo sormontata da un cilindro finestrato, il cui interno è finemente decorato con stucchi manieristici che ricordano quelli della cupola del chiesa dell'Inviolata di Riva del Garda e della basilica di Santa Maria delle Grazie di Brescia. Tra il 1610 e il 1630 venne invece trasformata, molto probabilmente su progetto di Domenico Curtoni, la cappella della Madonna nella chiesa di San Fermo, rivestita di un nuovo paramento architettonico. La decorazione ricorda quella della cappella del Rosario della basilica di Santa Anastasia, dello stesso autore: pure questa, infatti, è rivestita di marmi colorati, anche se solo nella parte inferiore, e questi riproducono delle piatte edicole al centro delle pareti laterali, mentre lungo il prospetto principale di erge l'altare maggiore, di tipologia simile a quello presente in Santa Anastasia, con timpano sostenuto da colonne leggermente sporgenti, ma semplificato.
Nello stesso periodo vi furono numerosi altri interventi, alcuni andati perduti, come per esempio la chiesa di San Fermo Minore, ricostruita nel 1626 su disegno di Lelio Pellesina, e altri ancora presenti, come la trasformazione nel 1617 della chiesa di San Benedetto al Monte, che perse il suo carattere originario antico, e l'ammodernamento partito nel 1656 della chiesa di San Luca.

### Settecento: tendenze rigoriste e neoclassiche

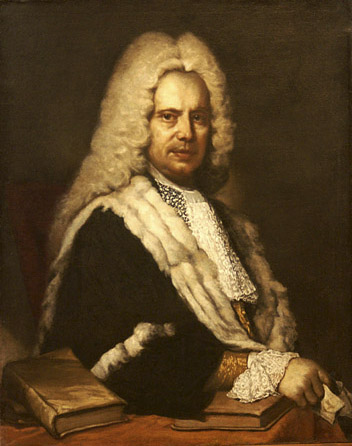
Ritratto di Scipione Maffei, illustre umanista che influenzò il clima culturale della Verona settecentesca

Dopo le grandi imprese edificatorie delle chiese di San Sebastiano e di San Nicolò all'Arena del XVII secolo, a Verona non si registrarono più le condizioni necessarie a dar vita a nuovi ambiziosi progetti di edifici religiosi, ciò non solo a causa delle mutate condizioni di ordine religioso, in particolare con l'affievolirsi del fervore controriformista, ma anche economico e sociale. Inoltre, con la presenza consolidata dei grandi impianti chiesastici realizzati tra XII e XIII secolo, momento di maggior intensità edilizia religiosa in città, e con gli interventi di rinnovamento realizzati tra XV e XVII secolo, il tessuto urbano cittadino poteva ormai dirsi sostanzialmente saturo di architetture religiose: nel 1757 si registravano addirittura 130 edifici sacri. Di questi, nel corso del XVIII secolo solo una quindicina furono interessati da interventi di aggiornamento o ristrutturazione, e pochi furono quelli rilevanti. Oltre a questo è da segnalare che diversi episodi portarono alla perdita di una buona parte di queste trasformazioni settecentesche: le soppressioni napoleoniche, i bombardamenti aerei della seconda guerra mondiale e alcuni interventi speculativi dell'immediato dopoguerra, come la demolizione dell'oratorio di San Giacomo Maggiore, opera di Alessandro Pompei, nel 1956.
Tuttavia gli interventi nell'edilizia religiosa del Settecento veronese non furono di scarso valore, infatti i fermenti illuministi diffusi nella cultura locale dal grande umanista Scipione Maffei trovarono ampia risonanza nell'ambito dell'architettura, con l'impegno a ristabilire i modelli classici che, tra l'altro, a Verona non erano mai stati del tutto abbandonati grazie alla forte tradizione sanmicheliana. Grande impegno in questo ambito vi fu da parte di Alessandro Pompei, amico e allievo del Maffei, che criticò aspramente le poetiche barocche e nel 1735 pubblicò il trattato Li cinque ordini d’architettura civile di Michel Sanmicheli, anticipando le tematiche dell'architettura neoclassica. Seguirono poi questa tendenza, in particolar modo nell'edilizia civile, gli architetti Adriano Cristofali, Girolamo Dal Pozzo, Luigi Trezza e, nel secolo successivo, Bartolomeo Giuliari, Giuseppe Barbieri e Francesco Ronzani.

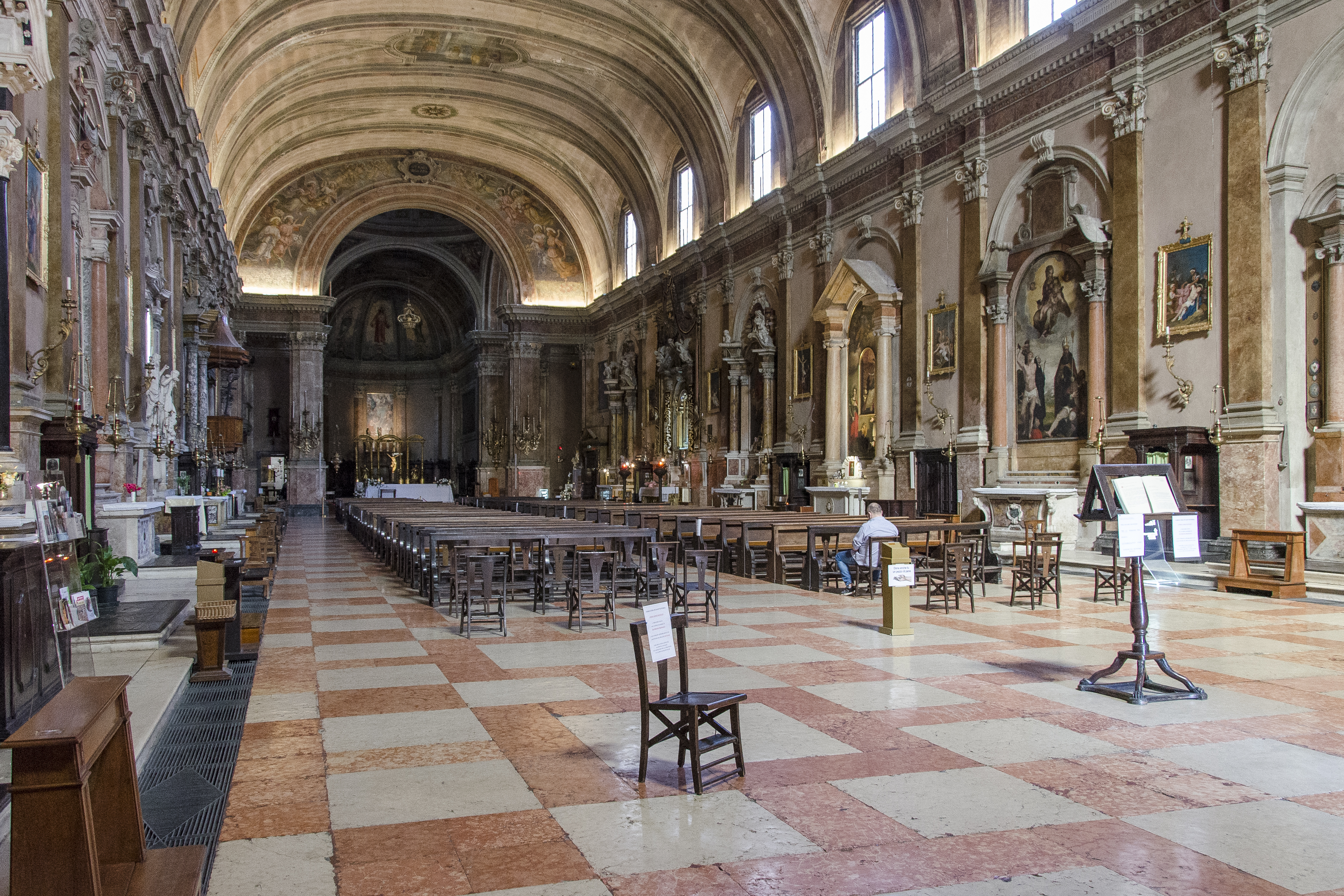
L'interno della chiesa di Sant'Eufemia, rinnovata in forme barocche dal 1739

Prima dell'affermarsi delle tendenze illuministiche e neoclassiche, all'inizio del secolo vi furono però altri episodi tardo barocchi di rilievo. Nel 1739 per esempio venne rifatta la piccola chiesa di San Matteo, situata in prossimità di porta Borsari, dai cui lavori ne derivò un edificio di proporzioni aggraziate e decorazioni eleganti. Vennero poi completati gli interni della già citata chiesa di San Luca e della chiesa di Santa Maria del Paradiso, ultimata nell'Ottocento con la realizzazione della facciata neoclassica. Tra gli interventi più importanti vi furono poi quelli per la trasformazione della chiesa di Sant'Eufemia, i cui interni gotici furono ridotti ad un'unica aula di gusto barocco, anche se modifiche più tarde isolarono le inserzioni barocche di altari e cappelli, aggiungendo decorazioni più neutre.

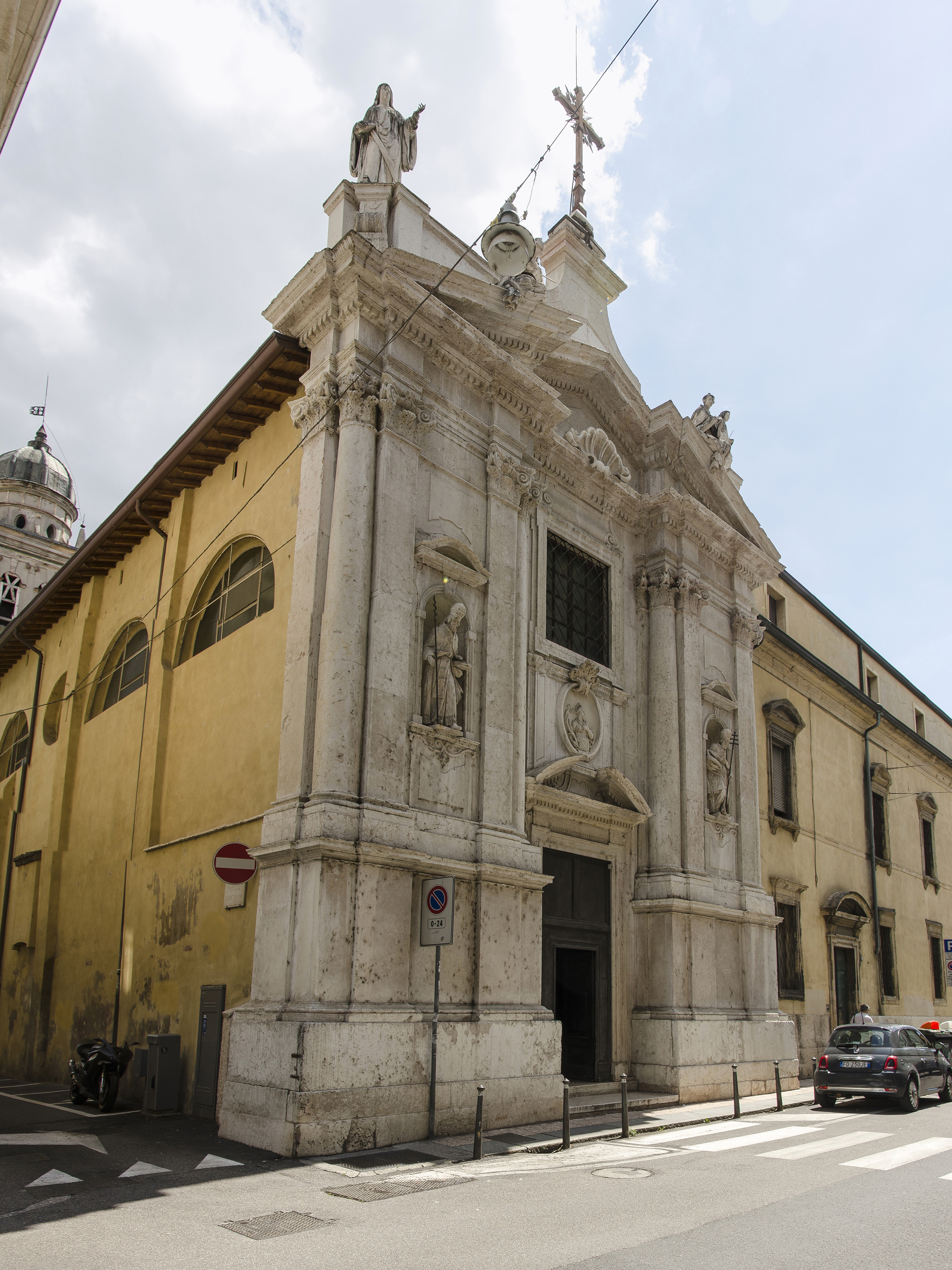
La chiesa di Santa Caterina alla Ruota, opera di Giuseppe Montanari

Altro intervento interessante e che si contraddistingue per il linguaggio tardo barocco è la chiesa di Santa Caterina alla Ruota, opera del bolognese Giuseppe Montanari, allievo di Ferdinando Bibiena e sostenitore della scuola del barocco bolognese, come dimostra pure il disegno della facciata della chiesa, che provocò diverse polemiche e critiche in un ambiente, quello veronese, fortemente rispettoso della tradizione locale. Le solide competenze professionali gli consentirono tuttavia di realizzare un'originale spartito architettonico, con un forte accento chiaroscurale dato dall'arretramento della fascia centrale della facciata e dotato di un esuberante plasticismo decorativo tipico dell'ultima fase del barocco, dato dall'utilizzo di colonne d'angolo incassate e timpani spezzati: questi elementi, ben orchestrati, riuscirono a creare una originale scenografia urbana.

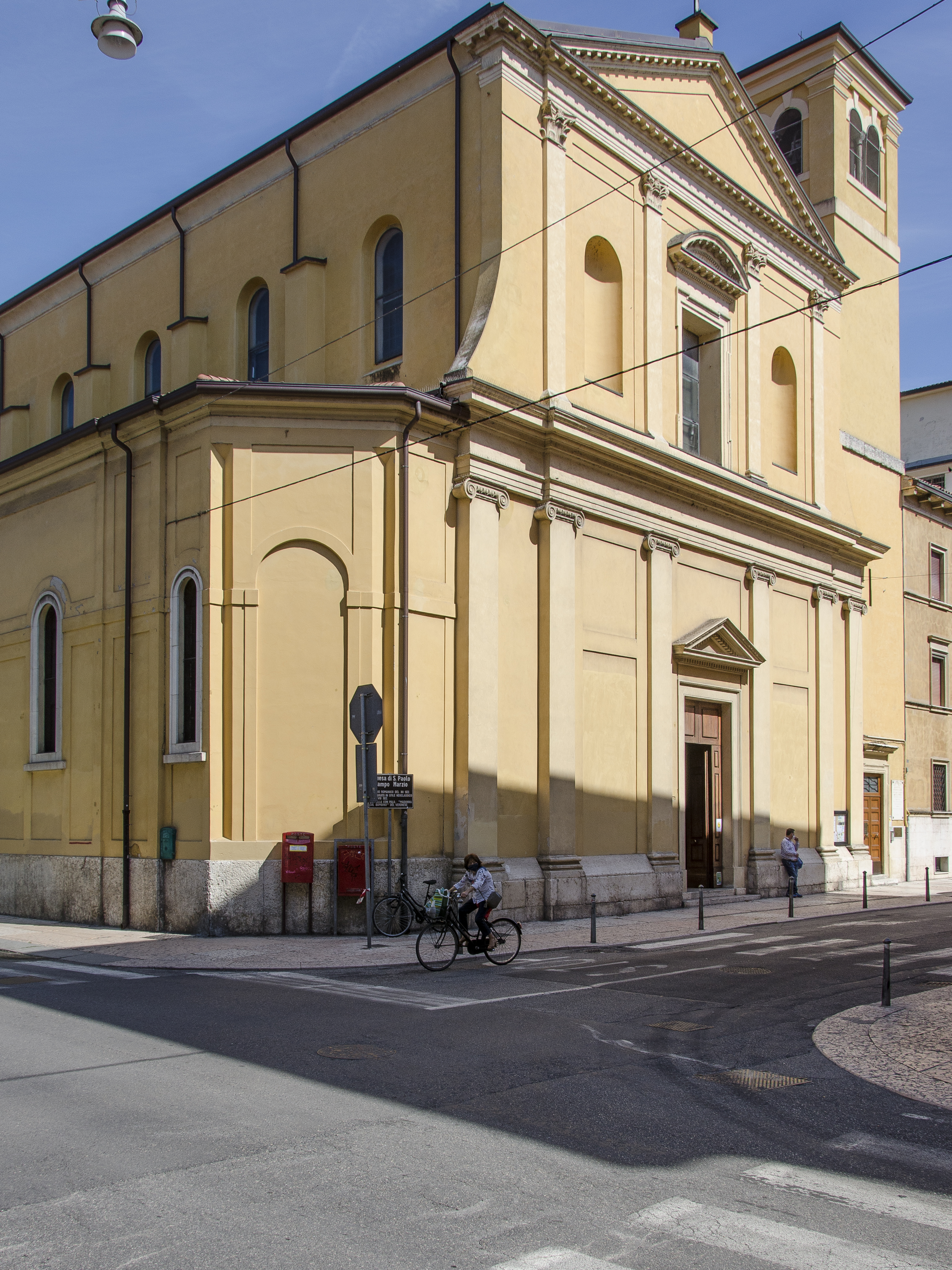
La facciata neoclassica della chiesa di San Paolo, opera di Alessandro Pompei

Opera di grande rigore classicista fu invece la chiesa di San Giacomo Maggiore, meglio conosciuta come San Giacometto, realizzata nel 1756 dal Pompei ma purtroppo demolita nel secondo dopoguerra; si trattava di un piccolo oratorio a pianta quadrata con due nicchie laterali ove trovavano spazio altari minori e un ampio presbiterio rettangolare terminante nel coro. L'interno era ritmato da lesene di ordine ionico su cui si impostava la trabeazione, risolta in maniera ammirevole negli incastri d'angolo, infine lo spazio era coperto da un soffitto a crociera e da quattro grandi arcate sovrastanti gli assi della costruzione. La facciata, dotata di un'essenzialità che richiama il purismo classicista, si caratterizzava per la presenza di quattro paraste ioniche reggenti un ampio frontone. L'architetto riprese la stessa raffinata compostezza classicista nel disegno del 1763 della facciata e degli interni della vicina chiesa di San Paolo in Campo Marzio, la cui esecuzione venne completata da altri con poche differenze.

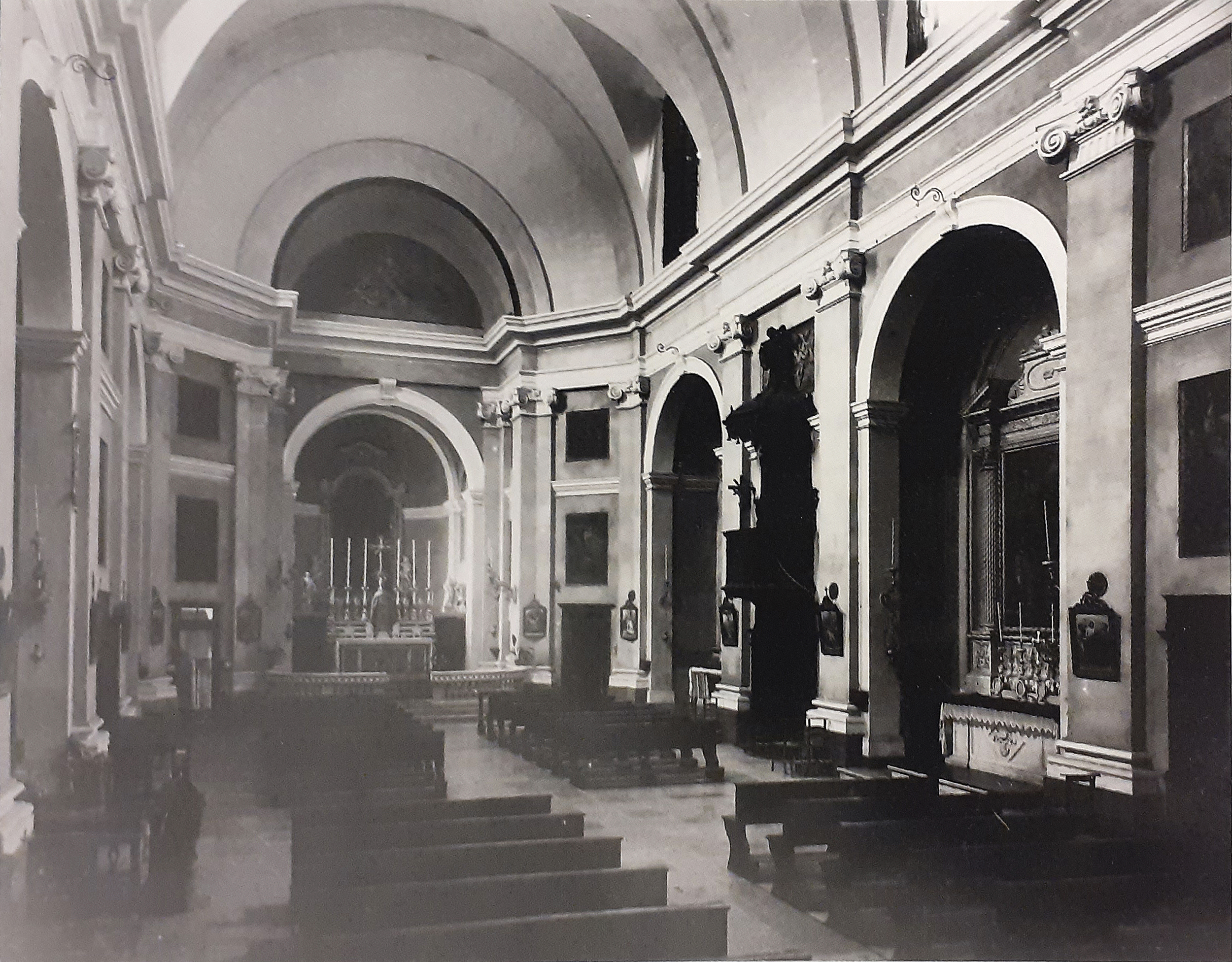
L'interno della chiesa di San Pietro Incarnario prima delle trasformazioni novecentesche

Architetto più prolifico fu Adriano Cristofali che, tornato dal soggiorno romano, lavorò a Verona su diversi edifici religiosi e civili. Fra le sue opere vi fu per esempio la ristrutturazione della chiesa di San Pietro Incarnario, edificata su preesistenze del X e del XV secolo. Nell'edificio, già in costruzione nel 1749, venne mantenuta l'originaria zona absidale quattrocentesca su richiesta della committenza, innestandovi così il nuovo impianto ad aula unica con tre cappelle per lato, incorniciate da una travata ritmica di ordine ionico; gli angoli dello spazio interno furono eliminati raccordando le pareti tramite degli smussi obliqui su cui la travata ritmica proseguiva, conferendo in tal modo una maggiore unità spaziale all'aula. L'interno venne coperto da una volta a botte lunettata poggiante direttamente sulla trabeazione, con ampie finestre in corrispondenza delle cappelle. La facciata, che invece non fu realizzata su disegno del Cristofali, è caratterizzata da un linguaggio classicheggiante ma priva di elementi di rilievo.
Tra gli altri edifici religiosi realizzati dal Cristofali vi furono: la chiesa di Santa Lucia, affacciata lungo stradone Porta Palio, edificata tra il 1743 e il 1765 ma di cui rimane solamente la facciata, peraltro alterata; la chiesa di San Tomio, da lui rinnovata intorno al 1748 ma trasformata in teatro da Luigi Trezza dopo le soppressioni napoleoniche, quindi ritrasformata in luogo di culto nel 1836 anche se ormai alterata (tuttavia si conserva perfettamente integra la facciata realizzata dal Montanari); l'ormai perduto dormitorio del monastero di San Salvatore in Corte Regia, ammirato dai contemporanei e giudicato senza eguali in tutta italia.

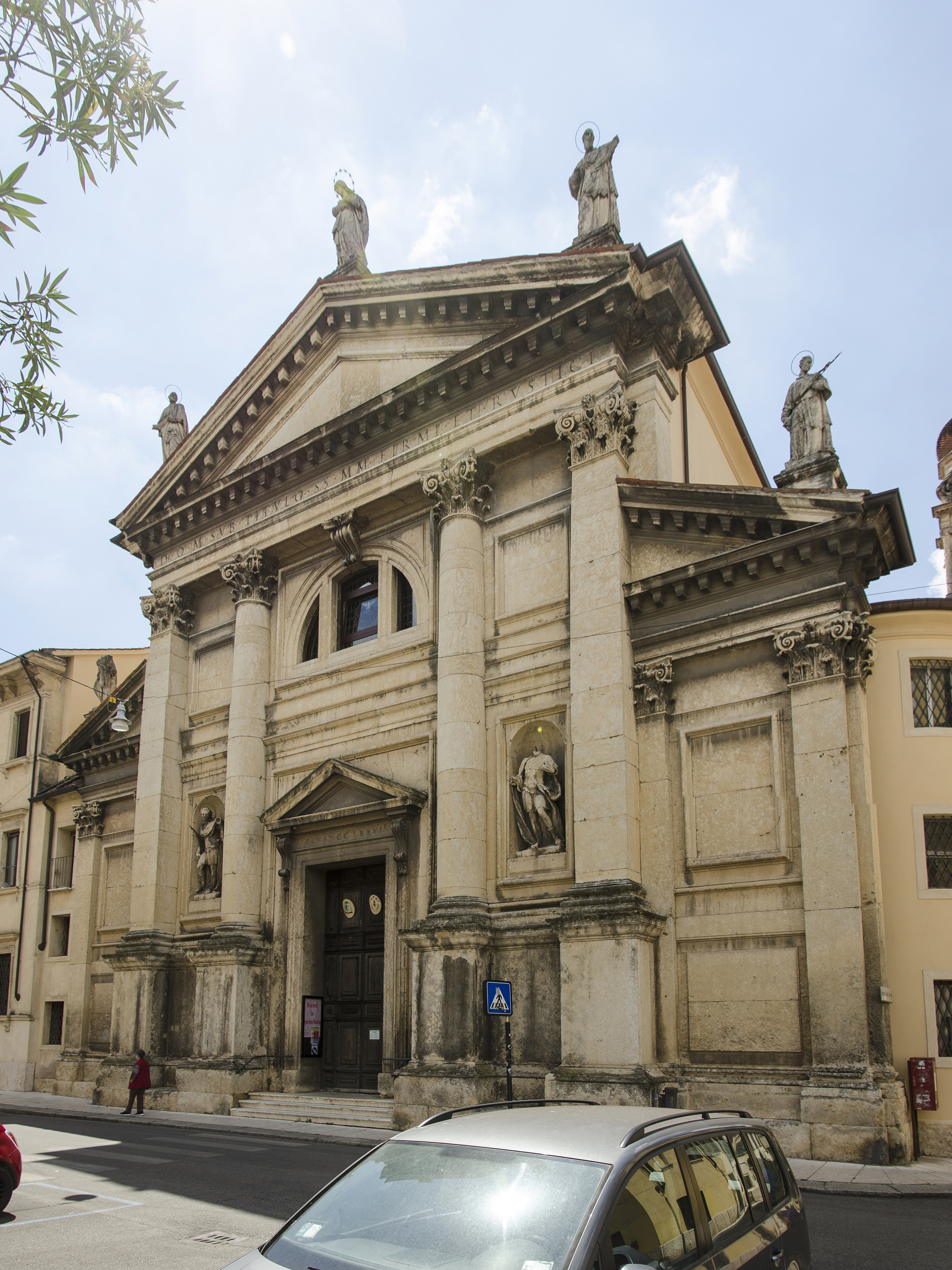
La chiesa di San Fermo Minore di Brà di Andrea Camerata

L'episodio più significativo dell'architettura neoclassica veronese fu probabilmente la costruzione della chiesa di San Fermo Minore di Brà, anche se si trattò di un intervento, un po' come quello del Montanari a Santa Caterina alla Ruota, estraneo alla cultura architettonica cittadina. L'oratorio precedente era ritenuto dai committenti troppo scomodo e angusto, così optarono per un radicale rinnovamento della struttura, il cui progetto venne dato a Michelangelo Castellazzi. Ben presto egli venne sostituito dall'architetto veneziano Andrea Camerata il quale, in un momento in cui in Veneto vi era stato un revival dell'architettura di Andrea Palladio, propose, in una città che mai era stata sensibile al linguaggio del famigerato architetto rinascimentale vicentino, un progetto che faceva evidentemente riferimento ad alcune sue chiese veneziane. In particolare Camerata recuperò la facciata della basilica di San Giorgio Maggiore e attinse alcune variazioni dalla basilica del Redentore e dalla chiesa di San Francesco della Vigna. Nonostante egli si rifaccia a modelli precedenti dimostrando scarsa autonomia compositiva, riuscì tuttavia a proporre per il nuovo prospetto un risultato elegante e dai rapporti proporzionali ben congegnati. Meno fortunato fu il disegno dell'impianto planimetrico, in quanto longitudinalmente lo spazio utilizzabile era limitato dal vicolo retrostante, dove non poteva sporgere l'abside del coro: poté così ideare una pianta ad aula unica con solo due cappelle per lato, perdendo la tensione che è caratteristica della chiesa del Redentore, cui sembra ispirarsi anche negli schemi decorativi.
Con questo secolo si concluse sostanzialmente, per la città intra moenia, la stagione edilizia religiosa, che nell'Ottocento proseguì solo con interventi di restauro che riguardarono alcuni dei più antichi edifici chiesastici. Non terminò invece l'edificazione di nuove chiese nei quartieri che cominciarono a sorgere fuori dalle mura e nelle frazioni che furono poi inglobate nel territorio del Comune di Verona.

## Elenco delle chiese
Segue una lista delle chiese presenti a Verona, suddivise tra quelle intra moenia ed extra moenia, ovvero tra quelle situate all'interno della cinta magistrale, nei quattro quartieri della Città Antica, di Veronetta, della Cittadella e di San Zeno, e quelle invece poste esternamente ad essa. 

### Città Antica
- Duomo di Verona, chiesa cattedrale della diocesi di Verona
- Basilica di Santa Anastasia
- Battistero di San Giovanni in Fonte
- Chiesa dei Santi Apostoli
- Chiesa di San Benedetto al Monte
- Chiesa di Sant'Elena
- Chiesa di Sant'Eufemia
- Chiesa di Santa Felicita, sconsacrata in età napoleonica
- Chiesa di San Fermo Maggiore
- Chiesa di San Fermo Minore, demolita nel XIX secolo
- Chiesa di San Fermo Minore di Brà
- Chiesa di San Giovanni in Foro
- Chiesa di San Lorenzo
- Chiesa di Santa Maria Antica
- Chiesa di Santa Maria in Chiavica, sconsacrata
- Chiesa di Santa Maria Consolatrice, luogo di culto evangelico valdese
- Chiesa di Santa Maria della Scala
- Chiesa di San Matteo, sconsacrata in età napoleonica
- Chiesa di San Nicolò all'Arena
- Chiesa di San Pietro in Archivolto, adibita a sala polifunzionale
- Chiesa di San Pietro Incarnario
- Chiesa di San Pietro Martire, sconsacrata in età napoleonica
- Chiesa di San Salvatore Vecchio, luogo di culto ortodosso russo
- Chiesa di San Sebastiano, andata distrutta durante la seconda guerra mondiale
- Chiesa delle Sante Teuteria e Tosca
- Chiesa di San Tomio

### Veronetta
- Chiesa di Santa Chiara, sconsacrata in età napoleonica e nuovamente nel XX secolo
- Chiesa di San Francesco di Paola, sconsacrata in età napoleonica
- Chiesa di San Giorgio in Braida
- Chiesa di San Giovanni in Valle
- Chiesa della Madonna del Terraglio
- Chiesa di Santa Maria del Paradiso
- Chiesa di Santa Maria in Organo
- Chiesa di Santa Maria della Vittoria Nuova, sopravvive solo il convento
- Chiesa di Santa Maria della Vittoria Vecchia, sopravvive solo la facciata
- Chiesa dei Santi Nazaro e Celso
- Chiesa di San Paolo
- Chiesa di San Pietro in Castello, demolita nel XIX secolo
- Chiesa di San Pietro Martire
- Chiesa dei Santi Siro e Libera
- Chiesa di Santo Stefano
- Chiesa di San Tomaso Cantuariense
- Chiesa di Santa Toscana

### San Zeno
- Basilica di San Zeno
- Chiesa di San Bernardino
- Chiesa di San Procolo
- Chiesa di San Zeno in Oratorio

### Cittadella
- Chiesa di Santa Caterina alla Ruota
- Chiesa di San Domenico, luogo di culto evangelico luterano
- Chiesa di San Luca
- Chiesa degli Scalzi
- Chiesa della Santissima Trinità in Monte Oliveto

### Extra moenia
- Chiesa di Sant'Andrea Apostolo
- Chiesa di Sant'Antonio Abate
- Chiesa dei Santi Filippo e Giacomo
- Chiesa di San Francesco d'Assisi
- Chiesa di San Giovanni Battista
- Chiesa di San Giovanni in Sacco, demolita nel XVI secolo
- Chiesa di San Giuseppe Fuori le Mura
- Chiesa di Santa Lucia Extra
- Chiesa della Madonna di Campagna
- Chiesa di Santa Maria Assunta
- Chiesa di San Martino Vescovo
- Chiesa di San Massimo
- Chiesa di San Michele Arcangelo
- Chiesa di Nostra Signora di Lourdes
- Chiesa dei Santi Pietro e Paolo
- Chiesa di San Rocchetto
- Chiesa di San Rocco
- Chiesa di Santa Teresa del Bambin Gesù
- Tempio votivo